# Exploration de Mars par Curiosity

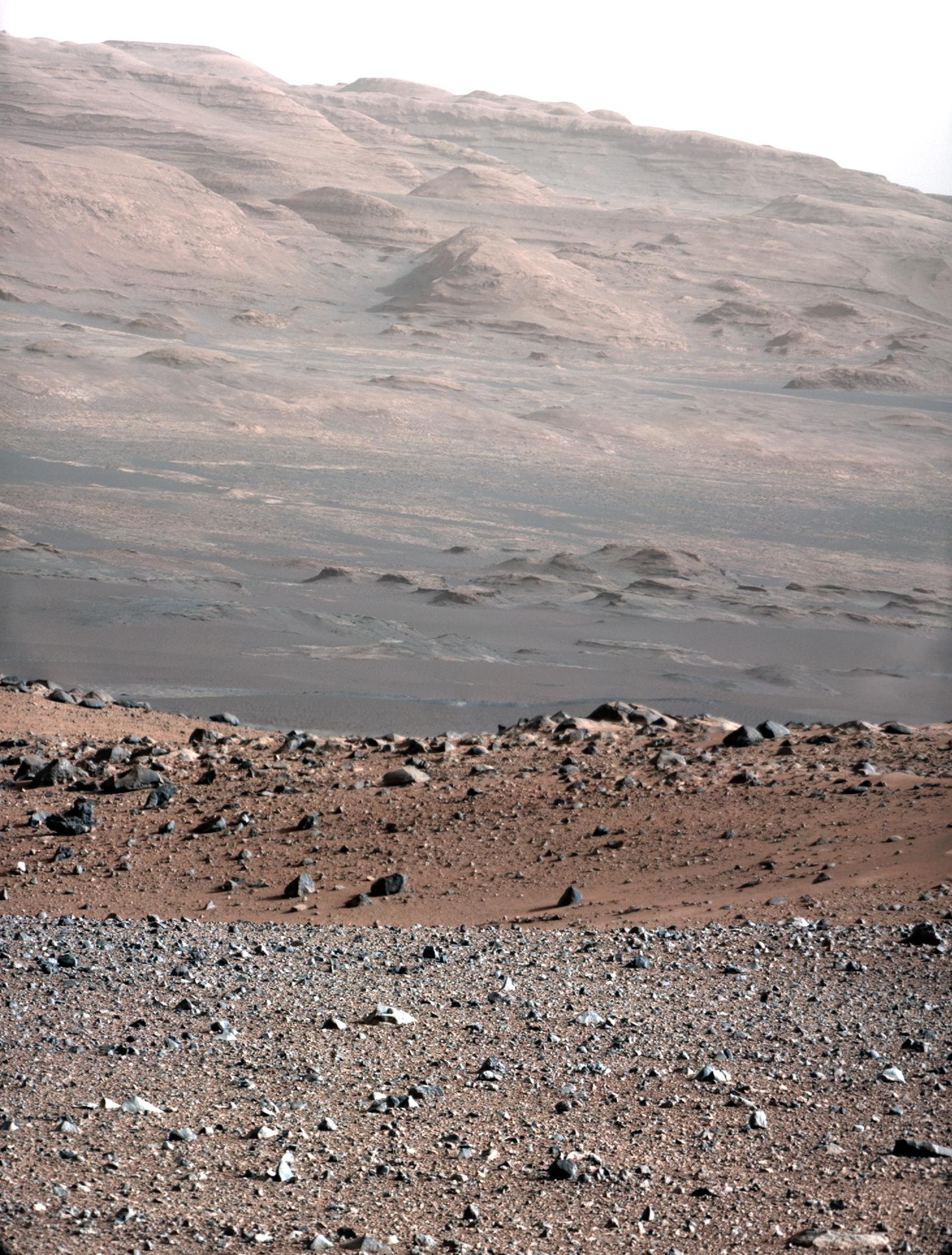
Vue prise depuis le site d'atterrissage de la base du mont Sharp. Les reliefs les plus éloignés sont à environ 16 km (les couleurs ont été améliorées).

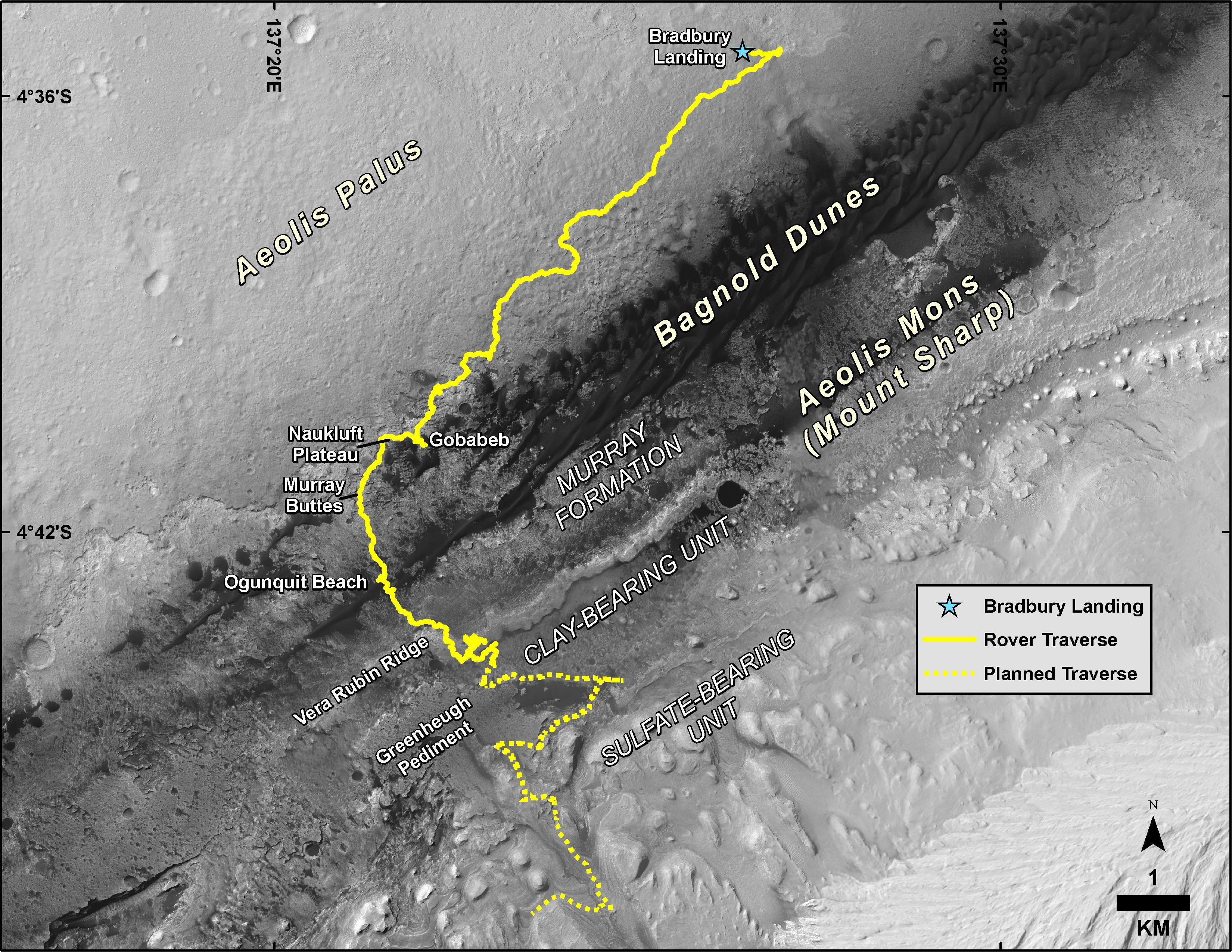
Trajet effectué par Curiosity pendant sept ans (août 2012 - août 2019).
En pointillé : le trajet projeté par les ingénieurs, en direction du sommet du Mont Sharp.

Cet article concerne le déroulement de la mission du rover Curiosity sur Mars. Pour le contexte (historique, objectifs, développement) et le transit vers Mars, voir Mars Science Laboratory.
L'exploration de Mars par Curiosity est la mission de cet astromobile du Mars Science Laboratory, qui a été développé par la NASA et qui s'est posé sur Mars, dans le cratère Gale, le 6 août 2012. Grâce aux 75 kg d'instruments scientifiques qui équipent le véhicule, la mission doit permettre de déterminer si l'environnement martien a pu, dans le passé, permettre l'apparition de la vie.
Le site choisi, le cratère Gale, d'un diamètre de 150 kilomètres, a été occupé dans un passé lointain par un lac qui a laissé des dépôts hydratés. Le mont Sharp, le pic qui occupe le centre de Gale et s'élève à plus de 4,5 kilomètres au-dessus du plancher du cratère, présente une structure stratifiée composée de plusieurs couches sédimentaires déposées sur une période de deux milliards d'années reflétant les différents épisodes géologiques de l'histoire de Mars. L'exploration de ce pic constitue à ce titre l'objectif principal de la mission.
La mission, qui est toujours en cours en juillet 2024 après avoir parcouru environ 32 kilomètres sur une période de 12 ans, comprend trois phases :
- La phase d'approche, imposée par la nécessité de déposer l'astromobile sur un terrain plat donc à une certaine distance des contreforts du pic central, dure deux ans (août 2012 -  septembre 2014). Durant cette phase l'astromobile parcourt 9 km et effectue des études géologiques au cours de quatre arrêts prolongés sur les sites de Yellowknife Bay, Darwin, Cooperstown et Kimberley ;
- Durant la deuxième phase, qui dure deux ans et demi (septembre 2014 - avril 2017), Curiosity aborde les contreforts du Mont Sharp. Il parcourt 7 km en traversant les Bagnold Dunes, un long couloir composé de dunes sableuses qui le sépare des pentes du Mont Sharp. Plusieurs sites font l'objet d'observations prolongées : Parhump Hills, les premières Bagnold dunes, le plateau Naukluft, les Murray Buttes... Après avoir franchi un passage étroit où le sable ne recouvre que superficiellement le sol, Curiosity amorce la troisième et dernière phase de sa mission ;
- La troisième phase, qui débute fin avril 2017, est la plus longue et la plus périlleuse : Curiosity quitte les Bagnold dunes et amorce l'ascension du Mont Sharp. L'astromobile atteint dans la partie inférieure une vallée alluvionnaire, susceptible d'apporter le plus d'informations sur le passé du site. Début 2023 l'astromobile aborde une vaste strate composée de sulfates reflétant un épisode géologique moins propice à la vie.

Les observations effectuées depuis le début de la mission ont permis de confirmer que l'eau sous forme liquide et les composants organiques nécessaires à l'apparition de la vie étaient bien présents à une certaine époque de l'histoire de Mars et ce durant plusieurs dizaines de millions d'années. L'astromobile a également permis d'effectuer des observations continues du climat de la région et de mesurer le niveau des radiations en surface qui permettront de dimensionner les équipements de protection des futures missions avec équipage.

## Contexte

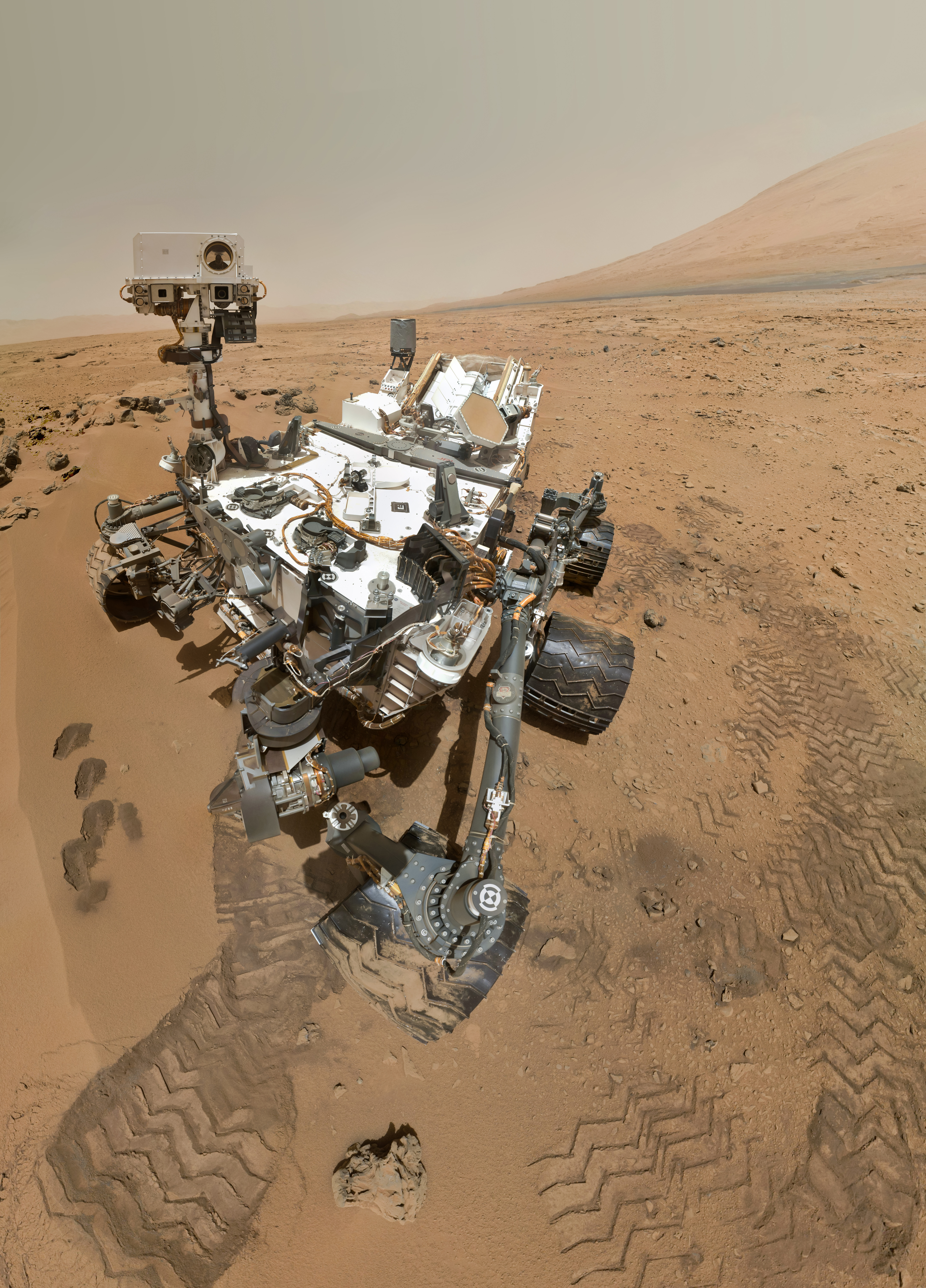
Autoportrait du rover.

### Mission Mars Science Laboratory
Curiosity est l'astromobile (rover) de la mission Mars Science Laboratory (MSL) dont l'objectif est l'exploration de la planète Mars. Le site d'atterrissage sur lequel la sonde spatiale s'est posée le 6 août 2012 se situe dans le cratère Gale. Celui-ci présente dans un périmètre restreint, donc compatible avec l'autonomie du rover, des formations reflétant les principales périodes géologiques de la planète dont celle — le Noachien — qui aurait pu permettre l'apparition d'organismes vivants. Les objectifs du rover sont de rechercher si un environnement favorable à l'apparition de la vie a existé, analyser la composition minéralogique, étudier la géologie de la zone explorée et collecter des données sur la météorologie et les radiations qui atteignent le sol de la planète. La durée initiale de la mission est d'une année martienne, soit environ 669 sols (jours solaires martiens) ou 687 jours (solaires) terrestres.

### L'astromobile Curiosity
L'astromobile Curiosity est cinq fois plus lourd que ses prédécesseurs, les Mars Exploration Rovers (MER), ce qui lui permet d'emporter 75 kg de matériel scientifique, dont deux mini-laboratoires permettant d'analyser les composants organiques et minéraux ainsi qu'un système d'identification à distance de la composition des roches reposant sur l'action d'un laser. Les laboratoires embarqués sont alimentés par un système sophistiqué de prélèvement et de conditionnement d'échantillons comprenant une foreuse. Pour répondre aux besoins accrus d'énergie et s'affranchir des contraintes de l'hiver martien et des périodes nocturnes, le rover utilise un générateur thermoélectrique à radioisotope qui remplace les panneaux solaires mis en œuvre par les précédentes missions. Enfin, il bénéficie de logiciels évolués pour naviguer sur le sol martien et exécuter les tâches complexes qui l'attendent. Le rover est conçu pour parcourir 20 km et peut gravir des pentes de 45°.

### Équipements et instruments

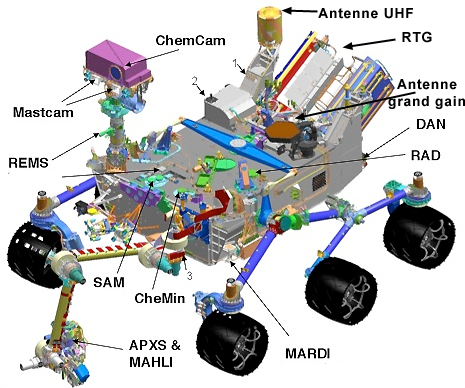
Principaux instruments du rover

| Instrument / Équipement | Description | Objectifs | Caractéristiques | Remarque                                                             |
| ----------------------- | --- | --- | --- | -------------------------------------------------------------------- |
| MASTCAM                 | Caméras visible et proche infra-rouge                                                                               | Identification topographie générale, caractéristiques géologiques, phénomènes géologiques                                          | Grand angle (MAC) : objectif de 34 mm, champ de 15° panchromatique avec 8 filtres résolution spatiale : ?μrad/pixel; détecteur 1600 x 1200 pixels                                                                              | Caméras installées en haut du mât                                    |
| MASTCAM                 | Caméras visible et proche infra-rouge                                                                               | Identification topographie générale, caractéristiques géologiques, phénomènes géologiques                                          | Téléobjectif (NAC) : objectif de 100 mm, champ de 5,1° panchromatique avec 8 filtres résolution spatiale : ?μrad/pixel ; détecteur 1600 x 1200 pixels                                                                          | Caméras installées en haut du mât                                    |
| MAHLI                   | Caméra microscope                                                                                                   | Identification topographie générale, caractéristiques géologiques, phénomènes géologiques                                          | Champ de 34–39 m résolution maximale de 15 micromètres par pixel distance minimale 1,6 mm spectre 380 à 680 nm résolution spatiale : ?μrad/pixel ; détecteur 1600 x 1200 pixels}                                               | Caméra installée en bout de bras                                     |
| APXS                    | Spectromètre à particules alpha et à rayons X                                                                       | Abondance relative des éléments allant du sodium au brome.                                                                         | 3 heures pour détecter une quantité de nickel de 100 parties par million et de 20 ppm de brome. 10 minutes pour détecter sodium, le magnésium, l'aluminium, le silicium, le calcium, le fer et le soufre si abondance > 0,5 %. | Détecteur en bout de bras. Fonctionne au contact                     |
| CHEMCAM                 | Spectromètre associé à un laser                                                                                     | Analyse à distance de la composition en surface des roches par création d'un plasma à l'aide d'un laser                            | Analyse sur une bande allant de 240 à 850 nm avec une résolution de 0,09 à 0,3 nm. Portée de 7 mètres | Détecteur en haut du mât                                             |
| CheMin                  | Analyse d'échantillon par diffraction X et par fluorescence des rayons X                                            | Détection de minéraux formés en présence d'eau                                                                                     | | Alimenté par le système de prélèvement d'échantillon en bout de bras |
| SAM                     | combine un chromatographe en phase gazeuse, un spectromètre de masse à quadrupôle et un spectromètre laser réglable | Composition moléculaire, élémentaire et isotopique de l'atmosphère et d'échantillons de la surface de Mars                         | | Alimenté par le système de prélèvement d'échantillon en bout de bras |
| RAD                     | Détecteur radiations                                                                                                | Caractérisation des particules chargées ou non atteignant le sol martien (particules émises par le Soleil, rayons cosmiques)       | Masse atomique jusqu'à 26, neutrons et rayons gamma dont l'énergie est comprise entre 10 et 100 keV |                                                                      |
| DAN                     | Détecteur de neutrons actif et passif                                                                               | Mesure de l'hydrogène (et donc de l'eau) présent dans les couches superficielles du sol                                            | Jusqu'à 1 mètre sous la surface |                                                                      |
| REMS                    | Station météorologique                                                                                              | Mesure la pression atmosphérique, l’humidité, les radiations ultraviolettes, la vitesse du vent, la température du sol et de l’air | | Détecteurs installés sur le mât et sur le corps du rover             |

### Site du cratère Gale
Le rover a été déposé à l'intérieur du cratère Gale par 4,6° de latitude sud et 137,4° de longitude Est. Ce cratère de 154 km de diamètre comporte en son centre l'Aeolis Mons, un pic qui culmine à 5 kilomètres au-dessus de son plancher. Les pentes de cette montagne sont suffisamment douces pour que le rover puisse l'escalader. Plusieurs indices, fournis par les instruments des satellites en orbite autour de Mars, donnent à penser que l'eau a circulé autrefois dans le cratère :
- la faible altitude du plancher du cratère (4,45 km au-dessous du niveau moyen) : si de l'eau a circulé à la surface de Mars, elle s'est concentrée dans les parties les plus basses ;
- la présence de sulfates et d'argiles dans les parties les plus basses du pic central ;
- dans des zones plus élevées, l'existence de terrains fracturés comblés par des eaux saturées en minéraux.

Les strates visibles sur le mont central permettent de penser que celui-ci constitue un témoin de l'histoire géologique de la planète depuis l'impact qui a créé le cratère il y a environ 3 milliards d'années. On devrait y retrouver superposés les dépôts laissés par chaque période : les couches les plus anciennes devraient se situer à la base de la montagne. Les processus ayant abouti aux différentes formations observées ne sont toutefois pas identifiés de manière certaine,.

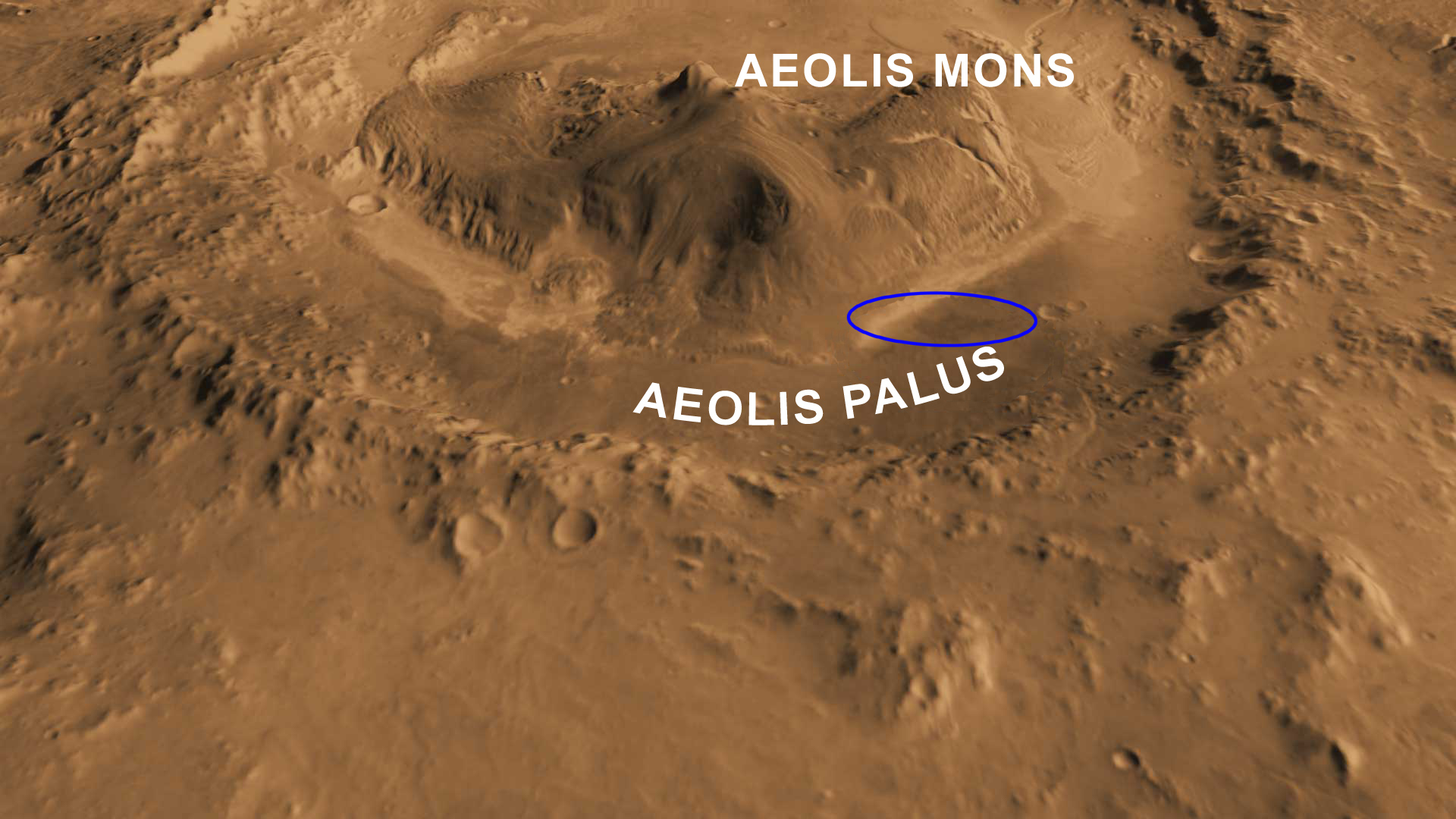
La zone d'atterrissage dans le cratère de Gale est une ellipse (20x8 km) située dans une zone de plaine baptisée Aeolis Palus au pied du pic central Aeolis Mons qui culmine à 5 km au-dessus du plancher du cratère.
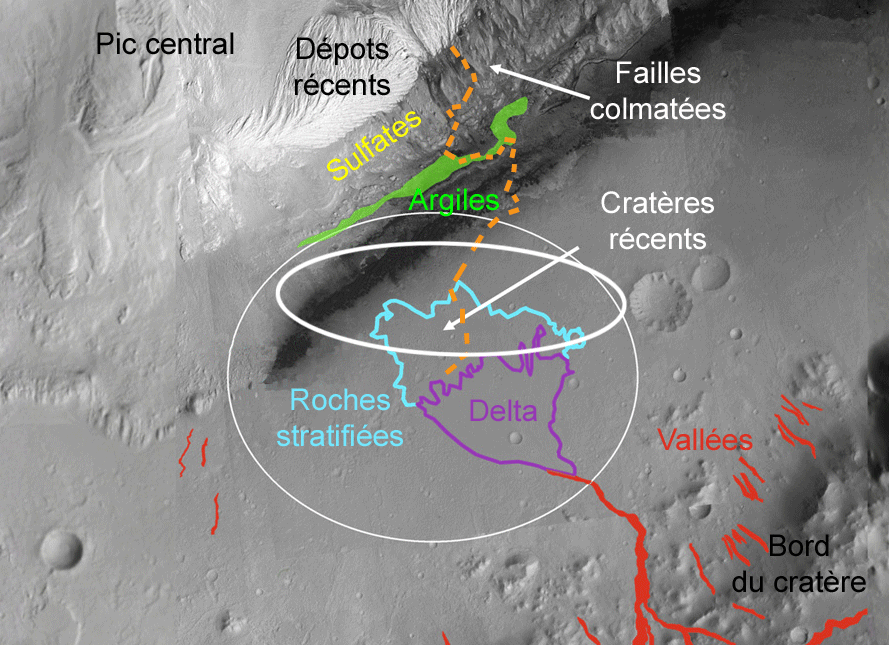
Vue détaillée avec éléments géologiques identifiés et en pointillé orange une trajectoire possible pour le rover. Le cercle blanc est le contour de la zone d'atterrissage envisagée initialement et l'ovale en trait blanc épais, la zone d'atterrissage réduite résultant d'une optimisation de la technique d'atterrissage mise au point par la suite.

### Différentes zones géologiques
Les zones du cratère qui intéressent en premier lieu les scientifiques sont situées sur les flancs du mont central à l'extérieur de la zone d'atterrissage du rover ; celui-ci ne pouvait pas y atterrir directement car la pente est trop importante. Mais Curiosity dispose, de manière nominale, d'une autonomie de 20 km suffisante pour lui permettre d'atteindre ces lieux. Par ailleurs, des sites géologiques intéressants ont également été identifiés à l'intérieur de la zone d'atterrissage. L'équipe scientifique a planifié l'exploration détaillée des formations suivantes (cf carte ci-dessus) :
- le delta alluvial situé dans la zone d'atterrissage et qui s'étend entre les parois du cratère et le nord de la zone. On devrait y trouver des matériaux en provenance des flancs du cratère transportés à l'époque par les eaux de surface ;
- une zone en pente, située au sud du delta alluvial, et composée de roches dures aux tonalités claires. Il pourrait s'agir de roches sédimentaires créées par l'action des eaux de surface telles que des sels déposés par un lac durant son assèchement ;
- les parties basses du mont central qui comportent des strates contenant des argiles, des sulfates ou un mélange des deux. Les variations observées entre les différentes strates fourniront des informations sur les changements intervenus dans l'environnement martien à cette époque humide et chaude. Les analyses effectuées par les instruments du rover doivent également contribuer à valider l'interprétation des observations effectuées par les orbiteurs sur la distribution et l'abondance des minéraux. Les sels de sulfate contiennent des traces d'eau au sein de la structure minérale et une partie de cette eau est libérée dans l'atmosphère aux heures les plus chaudes de la journée puis est absorbée durant les heures les plus froides ; les mesures que le rover effectuera, devraient fournir des informations sur le cycle de l'eau actuel de la planète ;
- les canyons qui entaillent le flanc nord du mont central résultent de l'écoulement passé de l'eau de surface à travers les strates inférieures. Ces canyons constituent un environnement habitable distinct et postérieur à ceux associés à l'époque de la formation des argiles et des sulfates. L'analyse des dépôts au débouché des canyons nous renseignera sur les conditions régnant sur Mars à cette époque ;
- le réseau de fractures situé dans la partie supérieure des strates riches en sulfates est comblé par des matériaux minéraux résultant de l'action des eaux de surface. Il s'agit des vestiges d'un troisième environnement distinct des deux précédents. Le rover recherchera des composants organiques dans ces dépôts.

La vitesse de progression du rover dépendra des découvertes effectuées sur chaque site. Si le rover est toujours opérationnel après avoir exploré ces différentes formations, il est prévu de l'envoyer étudier les strates supérieures (situées plus haut sur le pic central) correspondant à des époques plus récentes de l'histoire de Mars.

## Opérations

### Préparation des opérations du rover
Pour accomplir l'ensemble des tâches de préparation, de gestion et d'exploitation associées à la mission, plusieurs équipes sont mises en place : Conduite de mission, Planification, Conception et navigation, Opérations en temps réel, Opérations d'ingénierie (c'est-à-dire portant sur le fonctionnement du rover), Opérations scientifiques. Les opérations scientifiques et ingénierie ont deux composantes : court terme, c'est-à-dire concernant le jour suivant ou quelques jours au plus, et stratégique (long terme).
L'organisation de ces équipes sur Terre évolue au fur et à mesure de l'avancement de la mission. Elle reproduit ce qui avait été mis en place pour les rovers MER. Durant les 90 premiers jours qui suivent l'atterrissage, les équipes travaillent 24 heures sur 24 et 7 jours sur 7 à l'heure martienne, c'est-à-dire en avançant l'heure de 40 minutes par jour. La préparation et le suivi des opérations du jour sont effectués en 16 heures par deux équipes se relayant. Durant cette période, la majorité des techniciens et des scientifiques concernés sont rassemblés sur un seul site. Les équipes ont pour objectif de roder l'organisation, maîtriser l'utilisation du rover afin de réduire progressivement la durée des tâches de préparation des opérations du jour et de suivi à 8 heures. Cette phase doit aboutir à un mode de fonctionnement décentralisé dans lequel scientifiques et techniciens peuvent travailler depuis les locaux de leur institution (laboratoire de recherche, université, entreprise, centre de la NASA). Durant la phase suivante, d'une durée de 90 jours, les équipes travaillent 7 jours sur 7, 16 heures par jour de 6 heures à 20 heures (heure du Pacifique), donc ne sont plus calées sur l'heure martienne. Par la suite, les horaires de travail de l'équipe de suivi sont normalisés : 5 jours par semaine et 8 heures par jour.

### Contraintes
Les opérations sur le sol de Mars doivent prendre en compte plusieurs contraintes.

#### Énergie disponible et contrainte sur le volume de données scientifiques générées
Le rover ne peut consacrer que 250 watts d'énergie aux équipements scientifiques. Durant l'hiver martien, lorsque la température chute, la puissance disponible est encore inférieure car il faut consacrer plus d'énergie pour maintenir les équipements sensibles à une température suffisante. Toutefois, la latitude du site retenu (le cratère Gale), proche de l'équateur, permet au rover de bénéficier d'une température relativement clémente comprise entre −100 °C et 0 °C. Durant une journée martienne, le temps d'activité du rover est limité à 6 heures. La quantité de données scientifiques qui peut être transmise a été limitée en moyenne à 250 mégabits par jour martien pour tenir compte de la disponibilité des satellites chargés des liaisons avec la Terre.

#### Autonomie
Le rover n'est généralement pas capable d'enchaîner les opérations et doit recevoir des instructions des opérateurs sur Terre pour entamer une nouvelle tâche :
- les activités scientifiques à mener sont conditionnées par plusieurs observations préalables effectuées à l'aide de différents instruments (par exemple caméra de navigation puis caméra scientifique puis ChemCam) entre lesquelles s'intercale une analyse par les scientifiques sur Terre pour identifier les cibles intéressantes et définir en conséquence l'étape suivante ;
- lorsque le rover est en route pour un autre site, il dispose de logiciels lui permettant de progresser de manière autonome en interprétant les images fournies par ses caméras de navigation. Mais sa progression doit être très prudente, car la capacité d'identifier les obstacles est limitée et en cas d'enlisement, retournement ou choc endommageant un des mécanismes ou instruments, aucune réparation n'est possible. Or, le terrain martien est irrégulier et les zones géologiques intéressantes sont souvent situées dans des lieux escarpés.

#### Temps de réponse des équipes sur Terre
Le rover dépend donc fortement des échanges avec les équipes au sol pour mener ses activités. Or plusieurs facteurs freinent ces échanges :
- les communications radio mettent de 8 à 42 minutes pour arriver à leur destination en fonction de la position respective des deux planètes ;
- il n'est prévu que deux vacations radio par jour martien entre le rover et les contrôleurs à Terre pour plusieurs raisons : le rover dispose d'une quantité d'énergie limitée à consacrer aux télécommunications, ces échanges utilisent comme relais un des orbiteurs martiens qui doit survoler le site du rover et le réseau d'antennes de réception sur Terre a une disponibilité limitée ;
- les positions respectives de la Terre, de Mars et du Soleil ne sont pas toujours favorables à ces échanges ;
- au-delà des 180 premiers jours de la mission, la réactivité des opérateurs et des scientifiques sur Terre est limitée car les équipes ne sont plus disponibles 24 h sur 24 et 7 jours sur 7 mais reviennent à des horaires normaux.

### Activités du rover

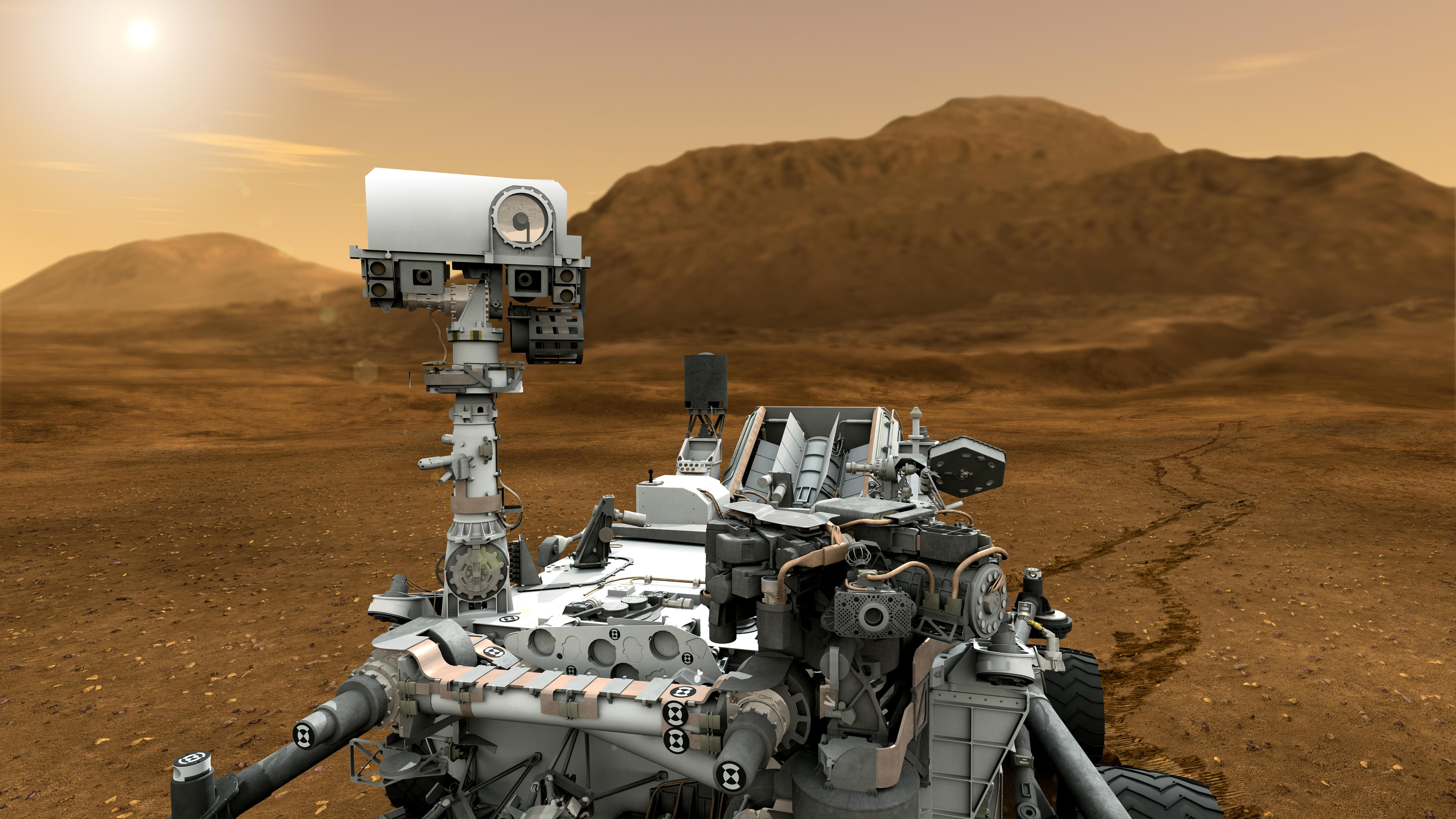
Le rover se déplace entre deux sites (vue d'artiste)

Les contraintes énumérées ci-dessus imposent un rythme plutôt lent des activités. Les éléments transmis la veille par le rover contribuent parfois à fixer l'objectif principal de la journée - transit entre deux sites, reconnaissance, approche d'une cible, étude in situ, analyse d'un échantillon dans le mini-laboratoire - mais surtout permettent de finaliser le détail des tâches à enchaîner.

#### Déplacement entre deux sites à étudier
Le rover consacre un nombre de jours important à se déplacer pour aller d'un site sélectionné par l'équipe scientifique au site suivant. Selon le scénario élaboré par l'équipe projet, la distance moyenne entre deux sites étudiés en profondeur par le rover est de 1,5 km. Pour se rendre sur un site, le rover se déplace à une vitesse moyenne estimée de 50 mètres par sol (jour martien). Cette distance dépend de la nature des terrains rencontrés. Durant les journées consacrées au déplacement, le rover commence par examiner les roches avoisinantes avec l'instrument CHEMCAM puis prend des images en relief de certains échantillons avec la caméra microscope MAHLI ce qui nécessite de déployer le bras du rover et donc d'avoir pris des images la veille avec les caméras de navigation pour s'assurer qu'il n'y a aucun obstacle sur la trajectoire du bras. Puis, des panoramas sont réalisés avec les caméras de navigation et les caméras MASTCAM. Le reste de la période d'activité est consacrée au déplacement.

#### Reconnaissance d'un site

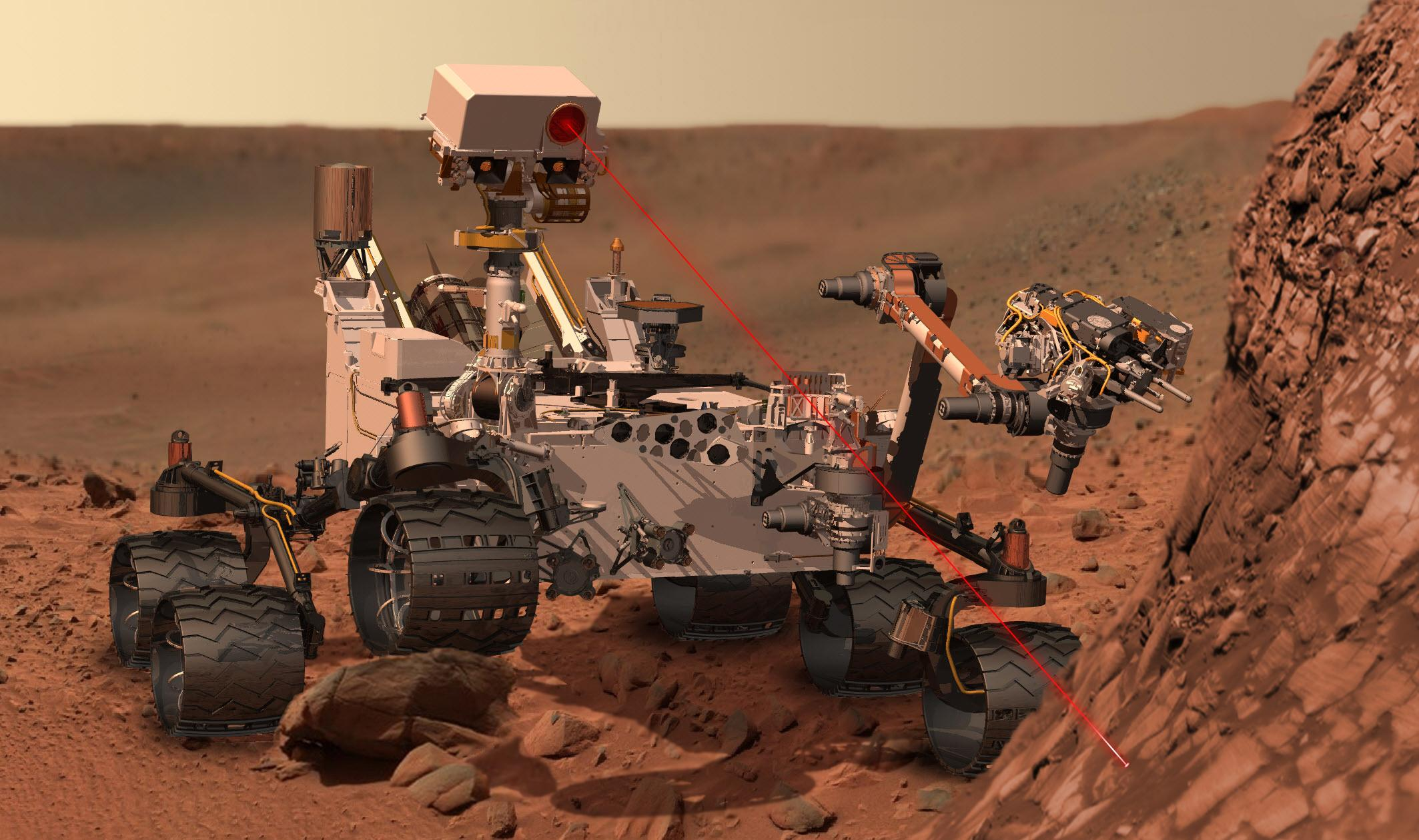
Le rover utilise le laser de ChemCam pour analyser à distance la composition d'une roche (vue d'artiste)

L'activité de reconnaissance d'un site sélectionné est une journée consacrée à des tâches de préparation. L'objectif est d'obtenir des informations qui permettent à l'équipe scientifique de planifier les prochaines étapes. Le rover examine avec CHEMCAM des cibles désignées puis, après déploiement du rover, prend des images en relief avec la caméra microscope MAHLI ce qui nécessite de déployer le bras du rover et donc d'avoir pris des images la veille avec les caméras de navigation pour s'assurer qu'il n'y a aucun obstacle sur la trajectoire du bras. Puis, des panoramas sont réalisés avec les caméras de navigation et les caméras MASTCAM. L'instrument APXS est déployé et analyse durant toute la nuit un échantillon.

#### Positionnement près d'un échantillon de sol
Durant une journée consacrée au positionnement près d'un échantillon du sol ou d'une roche, le rover se déplace de manière que son bras soit, à l'issue de la journée, en position d'appliquer un outil ou instrument scientifique sur cette cible. Celle-ci doit avoir été identifiée la veille et se trouver à moins de 10 mètres du rover. Celui-ci démarre la journée en utilisant successivement ChemCam, APXS durant un laps de temps bref et MAHLI pour une image tridimensionnelle avant de se mettre en mouvement. À l'issue de son déplacement, les caméras de navigation et MASTCAM prennent des images qui sont transmises à la Terre. L'instrument DAN effectue des mesures actives durant le déplacement et sur la position finale.

#### Étude d'un échantillon au contact

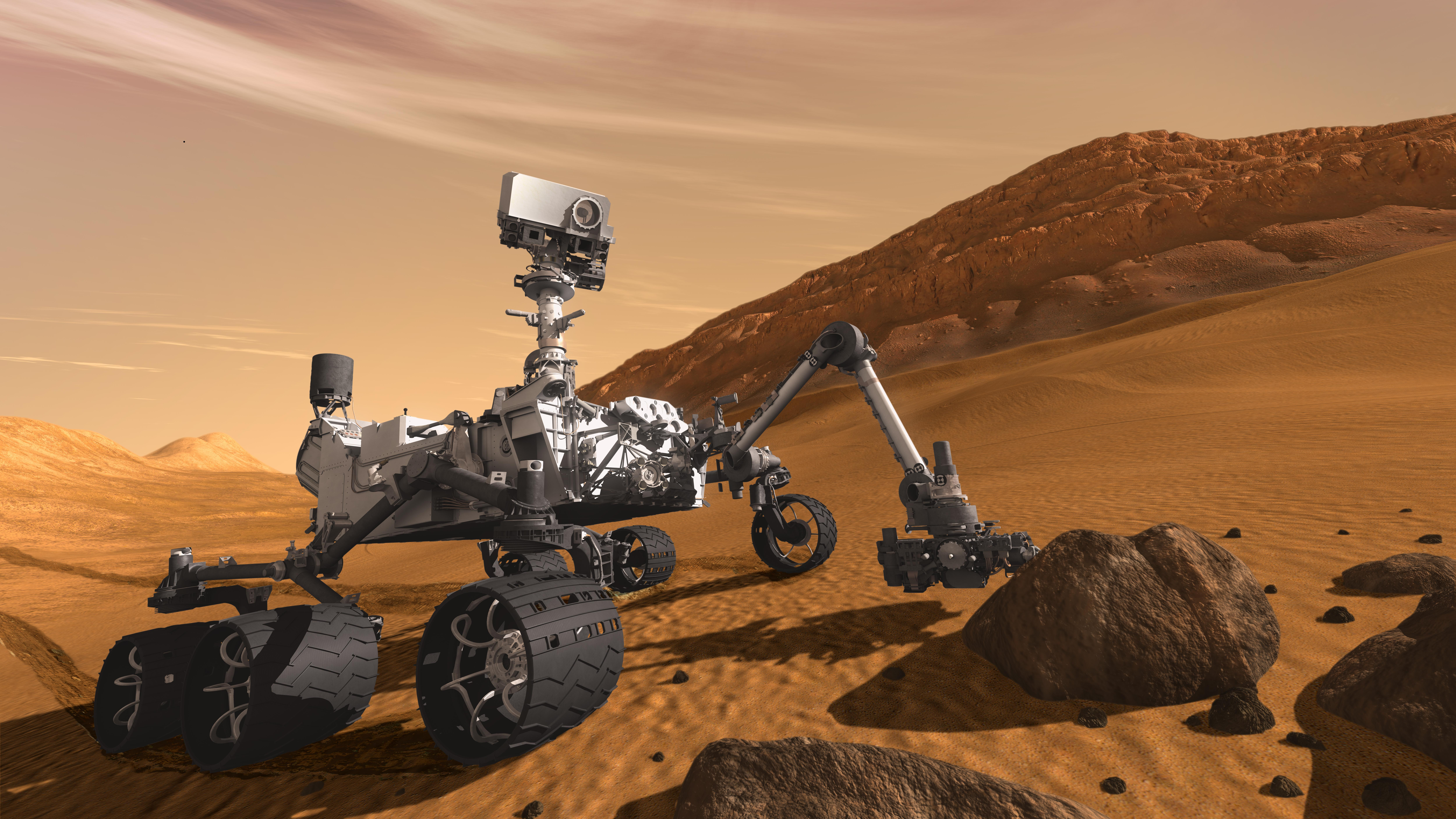
Le rover utilise les outils au bout de son bras pour étudier une roche (vue d'artiste)

Une journée d'analyse d'un échantillon de sol ou de roche au contact consiste à effectuer des observations avec les instruments du bras sur la cible du rover (APSX et MAHLI) qui doit être à portée depuis la veille. La roche est ensuite brossée pour être débarrassée de la couche superficielle puis des mesures sont de nouveau effectuées avec les instruments scientifiques du bras mais cette fois avec un temps de pose plus long d'APXS. Chemcam et Mastcam prennent des images du spectre électromagnétique pour préciser le contexte dans lequel se situe la cible tandis que les caméras de navigation documentent ces activités.

#### Collecte et analyse d'un échantillon du sol
Une journée consacrée à l'analyse d'un échantillon du sol regroupe l'ensemble des tâches aboutissant à l'insertion de cet échantillon dans les mini-laboratoires du rover CheMin et SAM. Pour éviter une contamination d'une analyse par l'analyse précédente, un premier échantillon est prélevé sur une roche proche de la cible par la foreuse et conditionné. L'échantillon qu'on souhaite effectivement analyser est ensuite à son tour prélevé, conditionné puis mis à disposition des instruments CheMin et SAM. La partie de l'échantillon qui n'est pas utilisée est déversée sur le plateau d'observation situé sur l'avant du rover et examinée par les instruments MAHLI et APXS. Cette activité se prolonge durant 3 à 5 jours pour disposer d'une quantité d'énergie suffisante pour les équipements scientifiques et compte tenu du volume de données scientifiques à transférer et du temps nécessaire aux analyses.

## Statut (février 2023)
L'astromobile  Curiosity poursuit sa mission est toujours en parfaite santé en février 2023 soit 10 ans après le début de son périple. Depuis ses débuts sa mission a été prolongée à quatre reprises, la dernière fois en avril 2022 pour une durée de 3 ans. Il a parcouru à cette date environ 30 kilomètres et s'est hissé de 625 mètres au-dessus du plancher du cratère. Il a pénétré début 2023 dans une zone caractérisée par des dépôts de sulfate correspondant à une période plus sèche de l'histoire de Mars. Durant son périple Curiosity a effectué une analyse approfondie de 41 roches et échantillons de sol. L'astromobile et ses instruments sont globalement en bon état. Toutefois pour limiter la dégradation des roues, qui se sont avérées d'une conception trop fragile  pour résister aux rochers ayant des arêtes tranchantes, les opérateurs choisissent une trajectoire contournant les terrains comportant ce type de roche,,.
| Instrument / Équipement | Description                                                                                        | Statut |
| ----------------------- | -------------------------------------------------------------------------------------------------- | --- |
| MASTCAM                 | Caméras visible et proche infra-rouge                                                              | Opérationnel |
| MAHLI                   | Caméra microscope                                                                                  | Opérationnel |
| APXS                    | Spectromètre à particules alpha et à rayons X                                                      | Opérationnel |
| CHEMCAM                 | Spectromètre associé à un laser                                                                    | Opérationnel. Défaillance définitive du laser utilisé pour la mise au point le 5 novembre 2014. Rôle repris par le laser principal. |
| CheMin                  | Analyse d'échantillon par diffraction X et par fluorescence des rayons X                           | Opérationnel |
| SAM                     | chromatographe en phase gazeuse, spectromètre de masse à quadrupôle et spectromètre laser réglable | Opérationnel |
| RAD                     | Détecteur radiations                                                                               | Opérationnel |
| DAN                     | Détecteur de neutrons actif et passif                                                              | Opérationnel |
| REMS                    | Station météorologique                                                                             | Un des deux capteurs de l'anémomètre est hors service depuis l'atterrissage. Les données concernant le vent sont difficilement exploitables. |
| Roues                   | | La bande roulante des roues du rover présente des perforations importantes. La trajectoire a été modifiée pour éviter les terrains présentant des roches coupantes. |
| Foreuse / bras          | | Le moteur chargé d'exercer la poussée sur le foret est tombé en panne en décembre 2016. Une nouvelle technique a été mise au point au bout en février 2018 : le foret reste en permanence en position étendue et la pression sur la roche est exercée par le bras tout entier. |

## Phase d'approche (août 2012 - septembre 2014)

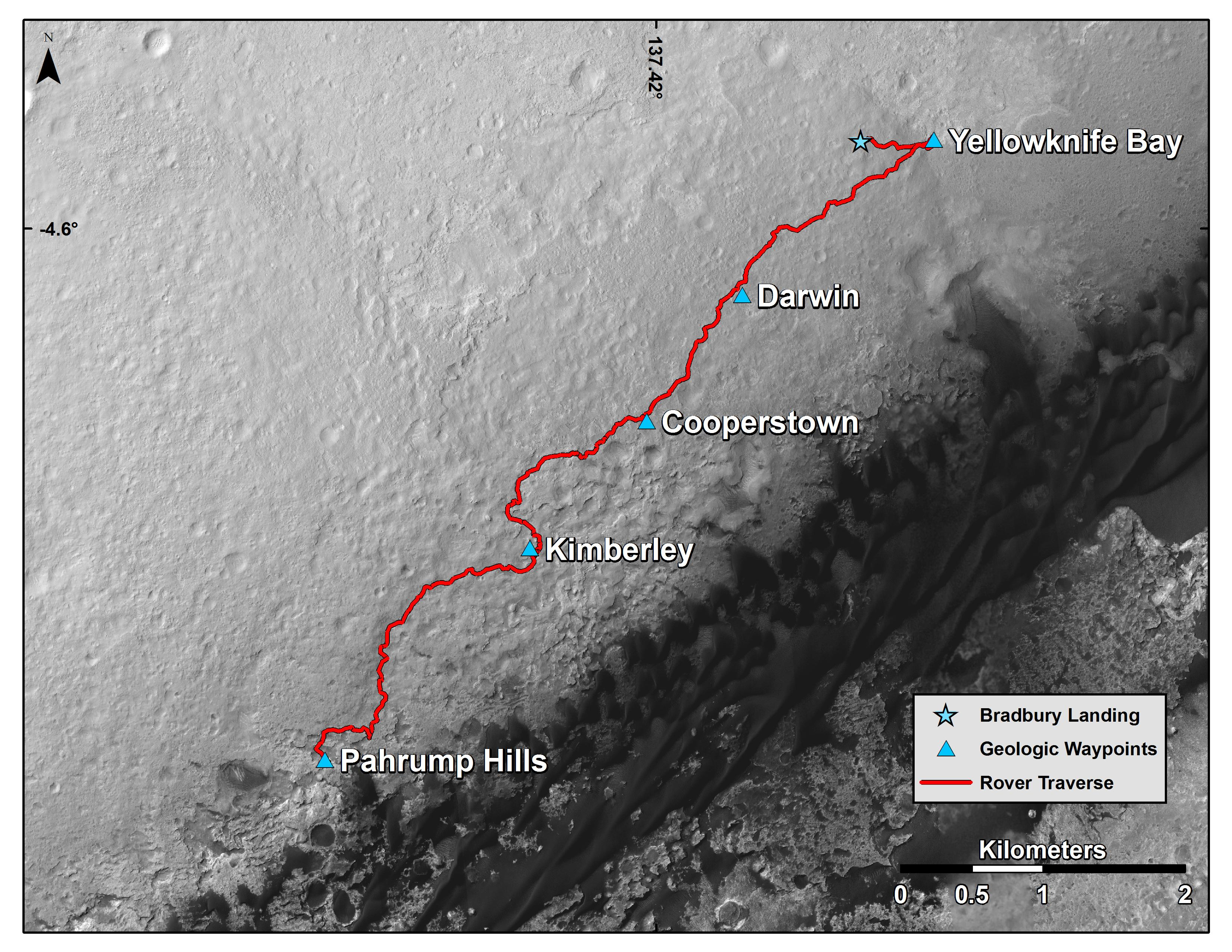
La phase d'approche jusqu'aux Parhump Hills au pied du Mont Sharp comprend quatre arrêts prolongés pour des études géologiques approfondies :
Yellowknife Bay (20 décembre 2012 - 7 juin 2013), Darwin (11 - 22 septembre 2013),
Cooperstown (31 octobre - 14 novembre 2013) et Kimberley (12 mars - 15 mai 2014).

### Près du site d'atterrissage Bradbury (6 - 27 août 2012)

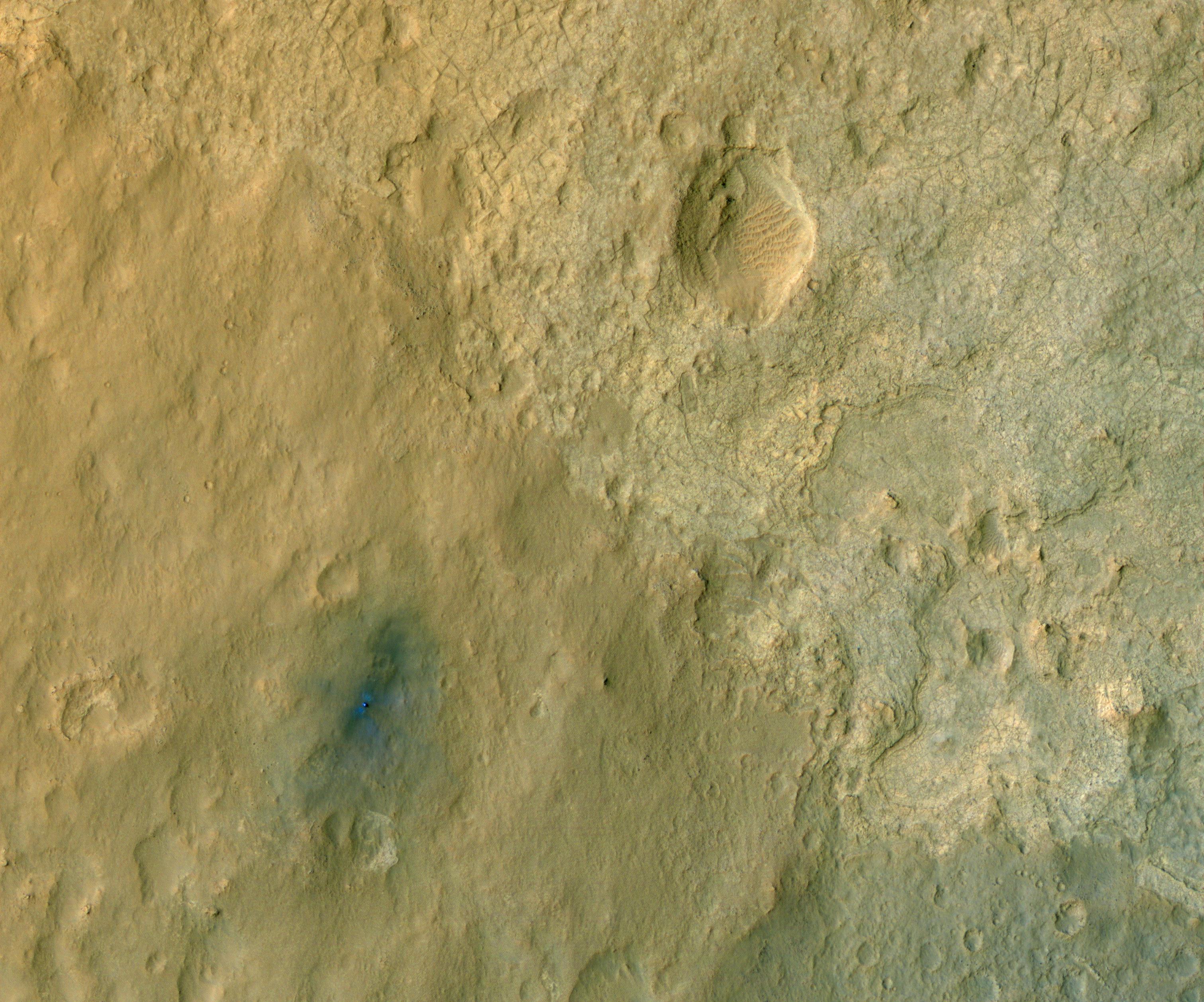
Huit jours après son atterrissage, Curiosity est photographié par MRO.

La phase de descente s'est déroulée sans encombre, l'orbiteur MRO photographiant la sonde suspendue à son parachute. Le site d'atterrissage est baptisé Bradbury, en hommage à l'écrivain d'anticipation Ray Bradbury, décédé deux mois plus tôt. Avant de commencer sa mission, et pendant trois semaines, le rover déploie progressivement ses équipements, vérifie ses systèmes et teste ses instruments. La première image transmise par l'orbiteur Mars Odyssey, lorsque celui-ci a été en position de la relayer, est une vignette réalisée par les caméras Hazcam. Elle permet aux ingénieurs de s'assurer que le rover est dans une position stable. Certaines des images prises par la caméra MARDI durant la dernière phase de la descente sont également transmises lors de la première journée au format vignette, ce qui permet de localiser avec précision le lieu de l'atterrissage. Une photo de MRO permet d'identifier le rover ainsi que les trois composants de l'étage de descente qui se sont écrasés sur le sol, à des distances relativement faibles : le bouclier avant (le premier largué) à environ 1,2 km du rover, le bouclier arrière avec le parachute à environ 650 mètres et l'étage de descente proprement dit, à la même distance,,,.
Les données télémétriques transmises au cours des deux premières journées permettent de s'assurer qu'aucune anomalie n'a été détectée dans le fonctionnement des instruments scientifiques et des systèmes de bord. Le déploiement du mât s'effectue sans encombre et un premier panorama avec la caméra MASTCAM est réalisé le 9 août.
L'équipe scientifique et celle chargée des déplacements du rover ont envisagé six trajets possibles pour se rendre au pied du Mount Sharp, l'objectif principal de la mission. Le voyage devrait durer une année et il est prévu que l'instrument ChemCam analyse une dizaine de roches par jour. Mais le 17 août, les scientifiques rendent publique la décision de diriger Curiosity dans une zone baptisée Glenelg, située à 600 mètres à l'est/sud-est du site d'atterrissage, c'est-à-dire dans la direction opposée au Mont Sharp. Ils justifient ce choix par le fait que les vues satellitaires révèlent que cette zone se trouve à l'intersection de trois terrains extrêmement différents, ce qui s'annonce intéressant.

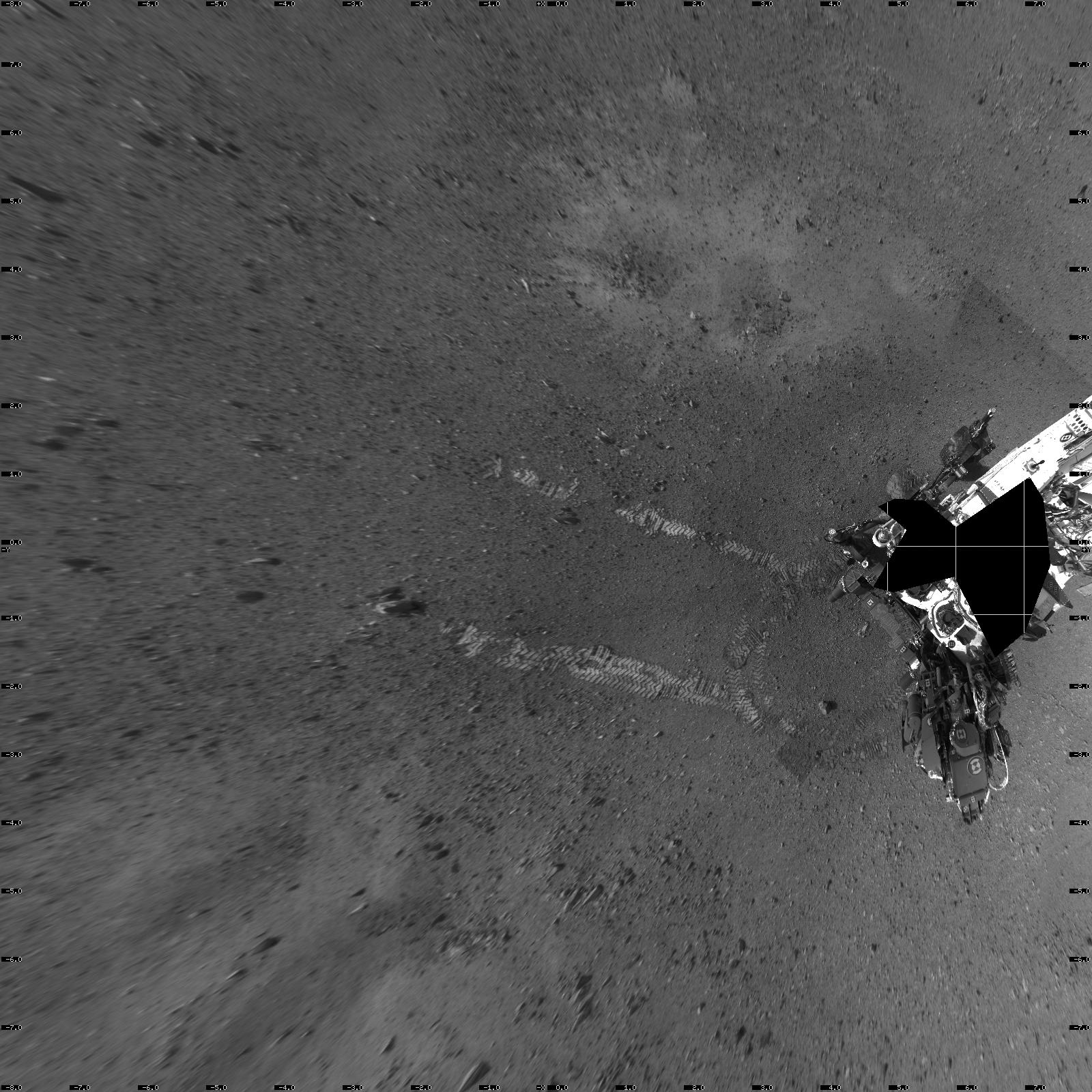
Le 22 août, Curiosity effectue son premier déplacement.

Mise en marche des équipements et étalonnage des instruments 
Durant les jours qui suivent, la mobilité du rover et différents instruments sont testés de manière progressive: le 19 août, le laser ChemCam est utilisé pour la première fois sur une petite roche ; le 20, le bras est déplié pour la première fois ; le 21, les roues sont mises en action ; et surtout, le 22, le rover effectue son tout premier déplacement : 6,5 m. Les vérifications des équipements scientifiques se poursuivent en parallèle : l'ouverture des orifices qui permettent d'insérer les échantillons dans les deux mini-laboratoires SAM et CheMin est testée. En revanche, la NASA annonce le 21 qu'un des deux anémomètres de la station météo REMS fixés sur la partie basse et non rotative du mât ne fonctionne pas. Il a sans doute été endommagé par la projection d'un caillou lors de l'atterrissage. Placés à 120° l'un de l'autre, les deux anémomètres garantissaient une mesure constante du vent quelle que soit sa direction (le mât ne pouvant perturber la mesure que d'un seul des deux anémomètres). Cet incident dégradera donc la qualité des données obtenues.

### Glenelg (27 août - 20 décembre 2012)
Le 27 août (sol 16), ayant achevé de vérifier le fonctionnement de ses principaux équipements et instruments, le rover quitte le site Bradbury en effectuant son deuxième déplacement (11 mètres) qui doit le conduire à Glenelg. Le lendemain, la caméra Navcam montre que la poussière colle aux roues du rover. Entre le 4 et le 14 septembre (sols 24-34), un arrêt prolongé permet de tester le fonctionnement du bras et des outils de contact fixés à son extrémité, notamment le spectromètre APXS et la caméra MAHLI.
Matijevic, Link et Bathurst Inlet
Du 19 au 22 septembre (sols 43-47), Curiosity s'approche d'un rocher baptisé Matijevic qui a vraisemblablement été façonné par les grains de sable projetés par le vent : il est analysé par le spectromètre APXS. Le 27 (sol 51), des graviers, près de la roche Link qui fait saillie, sont photographiés : ils semblent être d'origine sédimentaire. Au vu de leur taille relativement importante et de leur forme arrondie, les scientifiques considèrent en effet qu'ils n'ont pas été transportés là par le vent mais par un cours d'eau d'une profondeur de quelques dizaines de centimètres, où l'eau aurait coulé à la vitesse de 1 m/s. Ceci semble confirmer l'hypothèse de l'existence d'un delta, élaborée grâce à des observations faites en orbite. Le 30 (sol 54), le rocher Bathurst Inlet, dont plus de la moitié de la surface est recouverte de poussière éolienne, est analysé à l'aide du spectromètre APXS et de la caméra microscope MAHLI. Les images montrent comment le rover amène chaque instrument au contact de la roche.
Les roches Rocknest et Bell Island

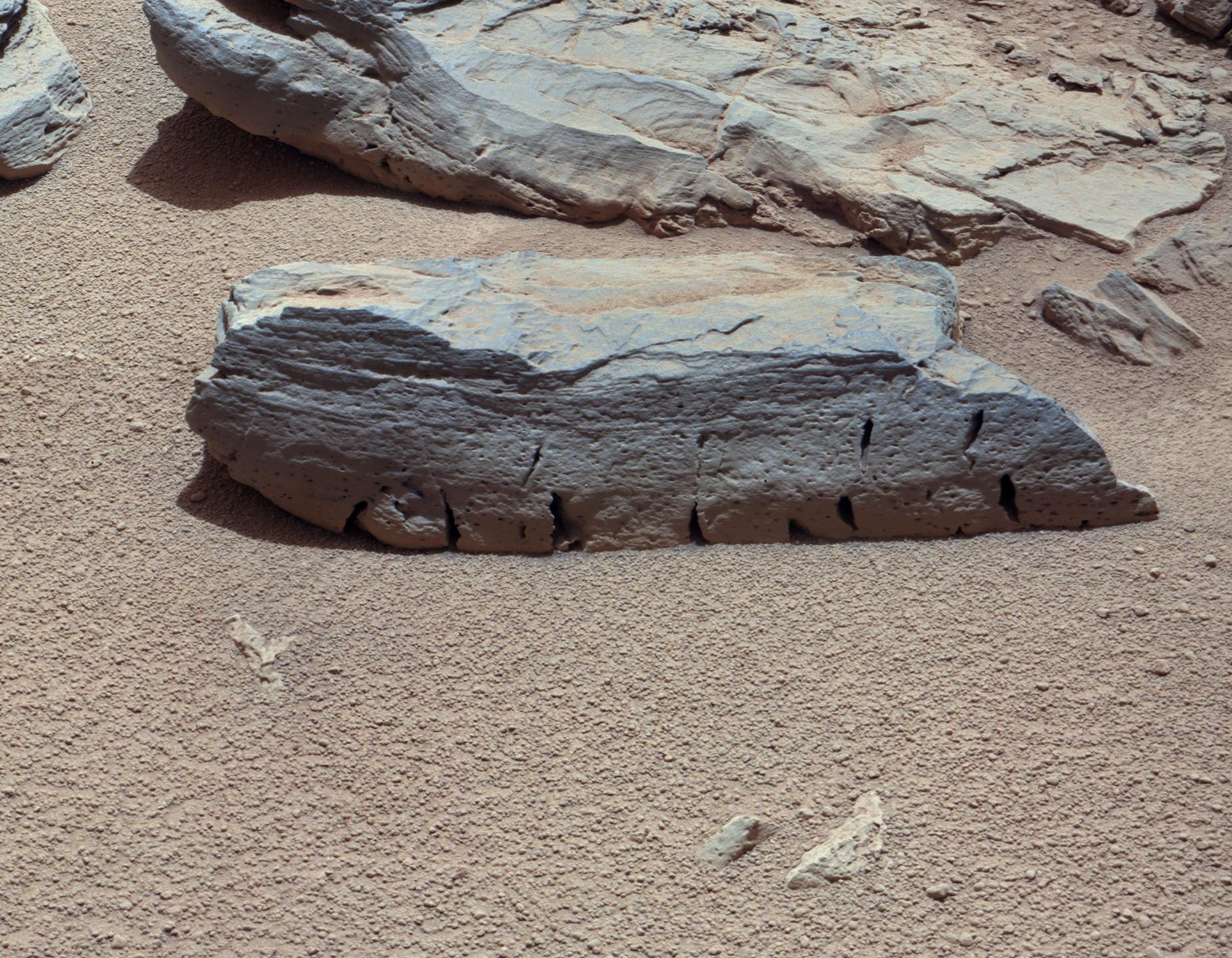
La roche Rocknest

Le 1er octobre (sol 56), après avoir parcouru près de 500 mètres, Curiosity réalise un panorama de Gleneld. Il s'approche d'une dune baptisée Rocknest près de laquelle il va stationner pendant plus d'un mois et demi, jusqu'au 18 novembre (sol 101), la photographiant, s'engageant dessus de sorte que l'empreinte de roue permette d'évaluer la texture du sable : les grains sont en forte cohésion. Le 4, le rover poursuit l'analyse de la tranchée qu'il a créée dans la dune. Une animation réalisée à cette occasion montre les mouvements du bras robotique lors de cette opération. Le 7, l'échantillon recueilli est soumis à des vibrations pour vérifier son homogénéité avant d'être transmis à l'outil CHIMRA, qui permet de trier les grains en fonction de leur granulométrie dans le but d'une analyse ultérieure par les outils SAM et CheMin.
Du 19 novembre au 6 décembre (sols 102-119), c'est une autre roche, Bell Island, qui est analysée un peu plus loin. Curiosity met alors en action l'ensemble de ses instruments dont - pour la première fois - le laboratoire chimique SAM, en vue d'analyser un échantillon de sable. Ceux-ci indiquent qu'il est composé à 50 % de minéraux d'origine volcanique et à 50 % de matériaux non cristallins comme des verres. Comme Phoenix, SAM identifie des perchlorates.
Pendant presque quatre mois, du 27 août au 14 décembre, le rover n'aura parcouru que 677 mètres, ce qui correspond à une moyenne d'environ 6 mètres par jour. Du 14 au 19 décembre (sols 119-124), il évolue à l'intersection de trois zones distinctes. Les cinq mois qui vont suivre vont être marqués par une activité géologique intense, dans une de ces trois zones, au périmètre extrêmement limité, baptisée Yellowknife Bay.

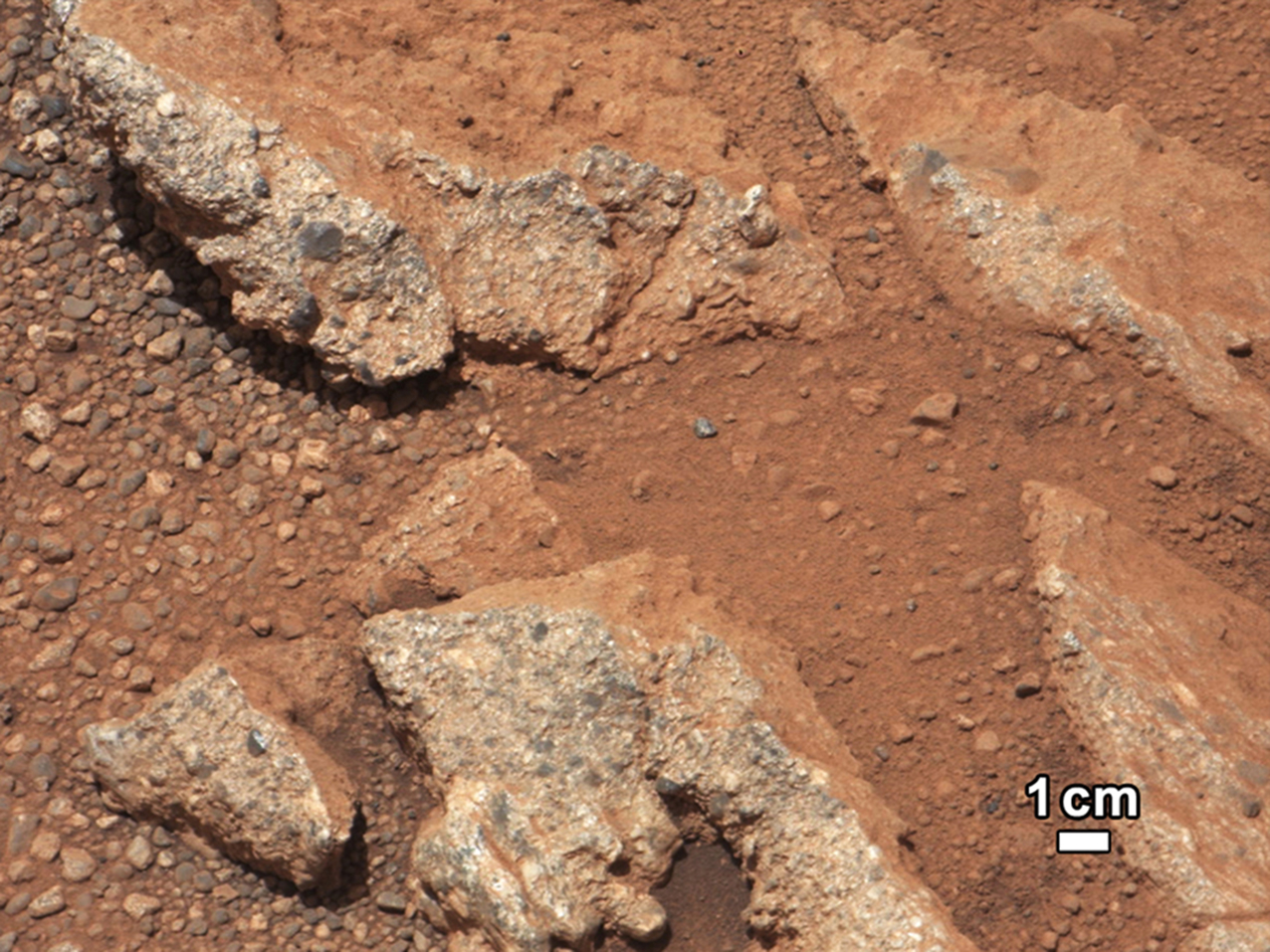
Le gravier de la roche Link a des formes arrondies indiquant qu'il a été roulé dans un cours d'eau (26 septembre)
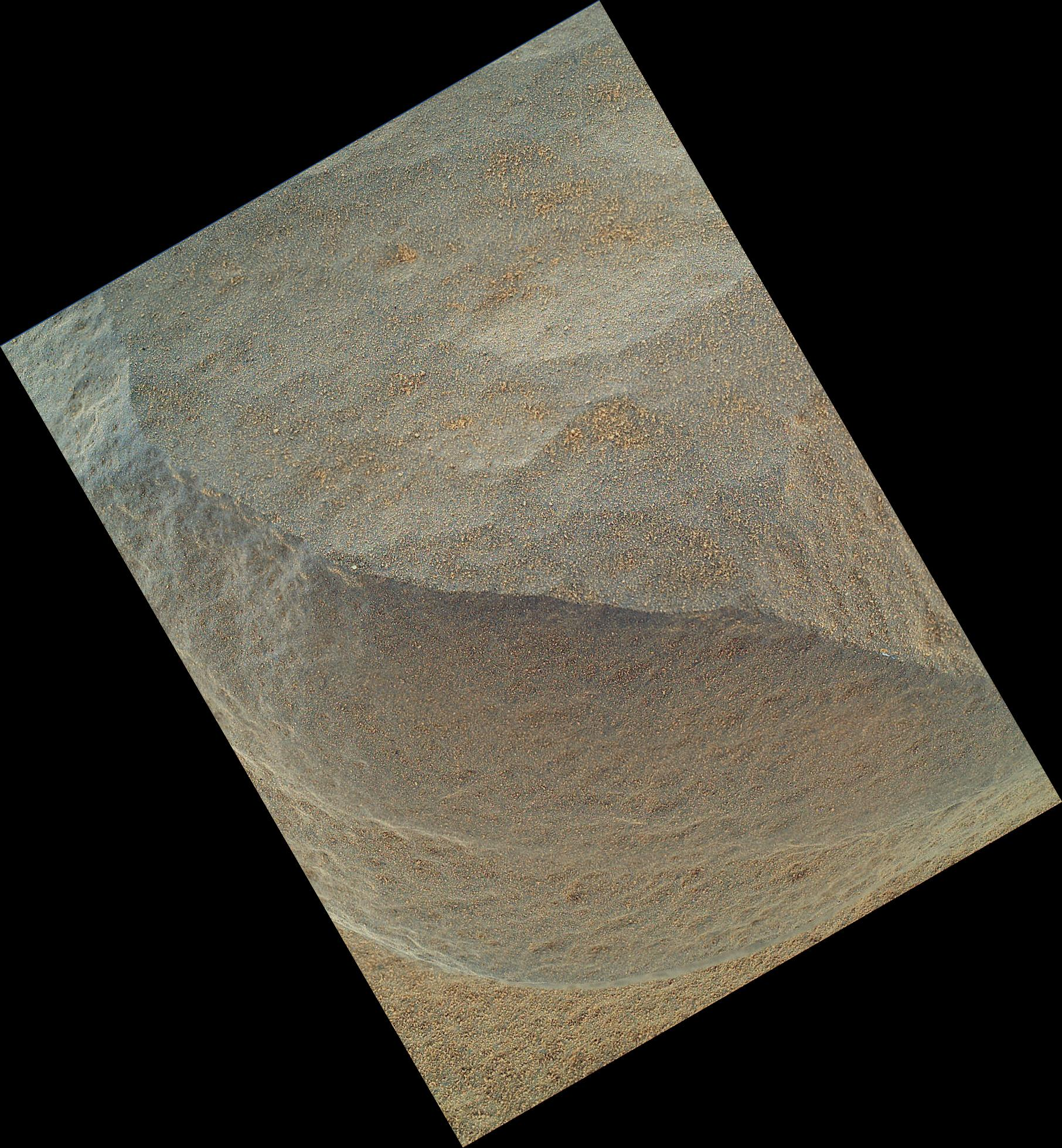
Photo prise par la caméra microscope MAHLI de la roche Bathurst Inlet (30 septembre)
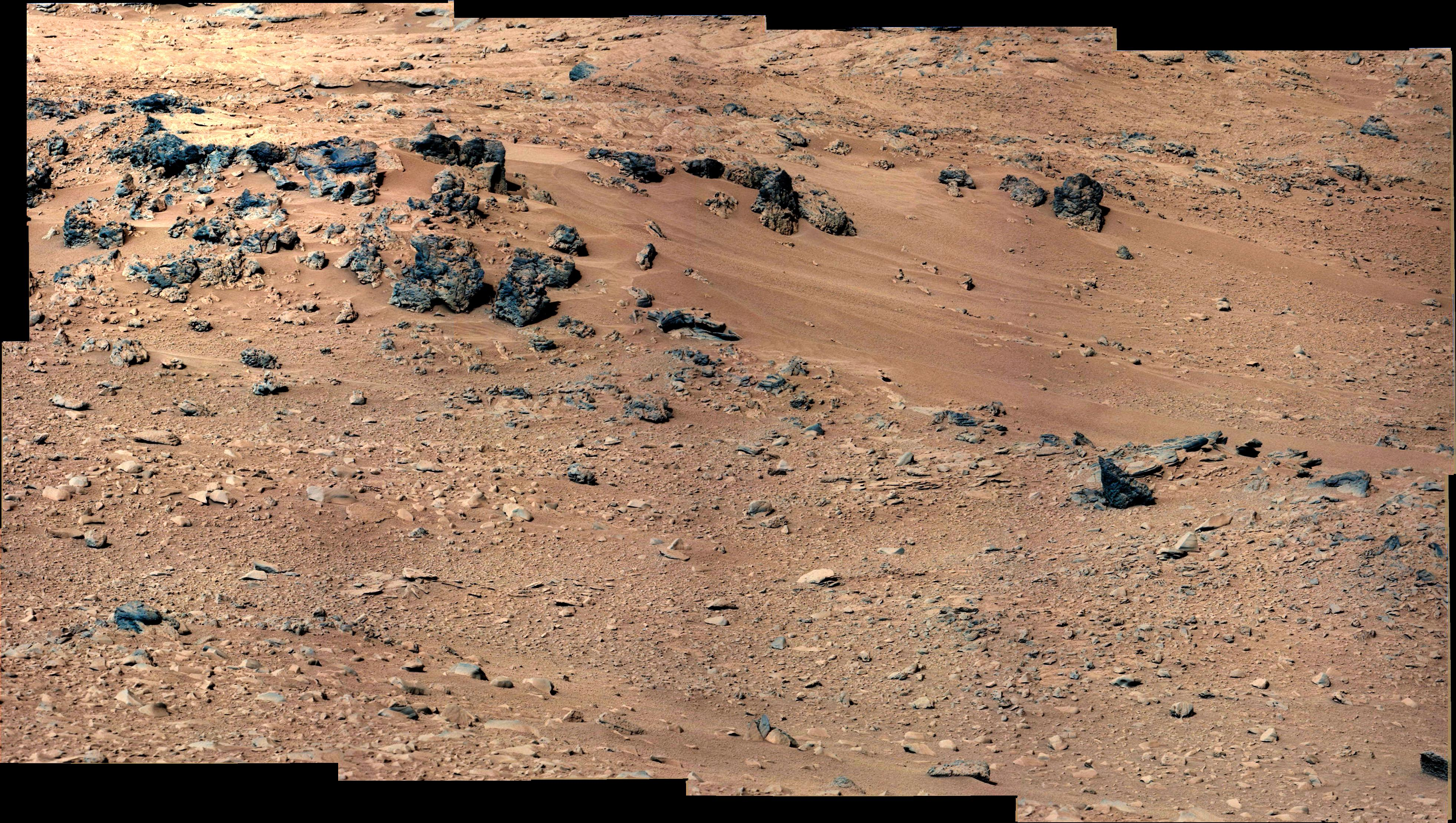
Le site Rocknest a servi de banc de test pour les outils du bras de Curiosity.
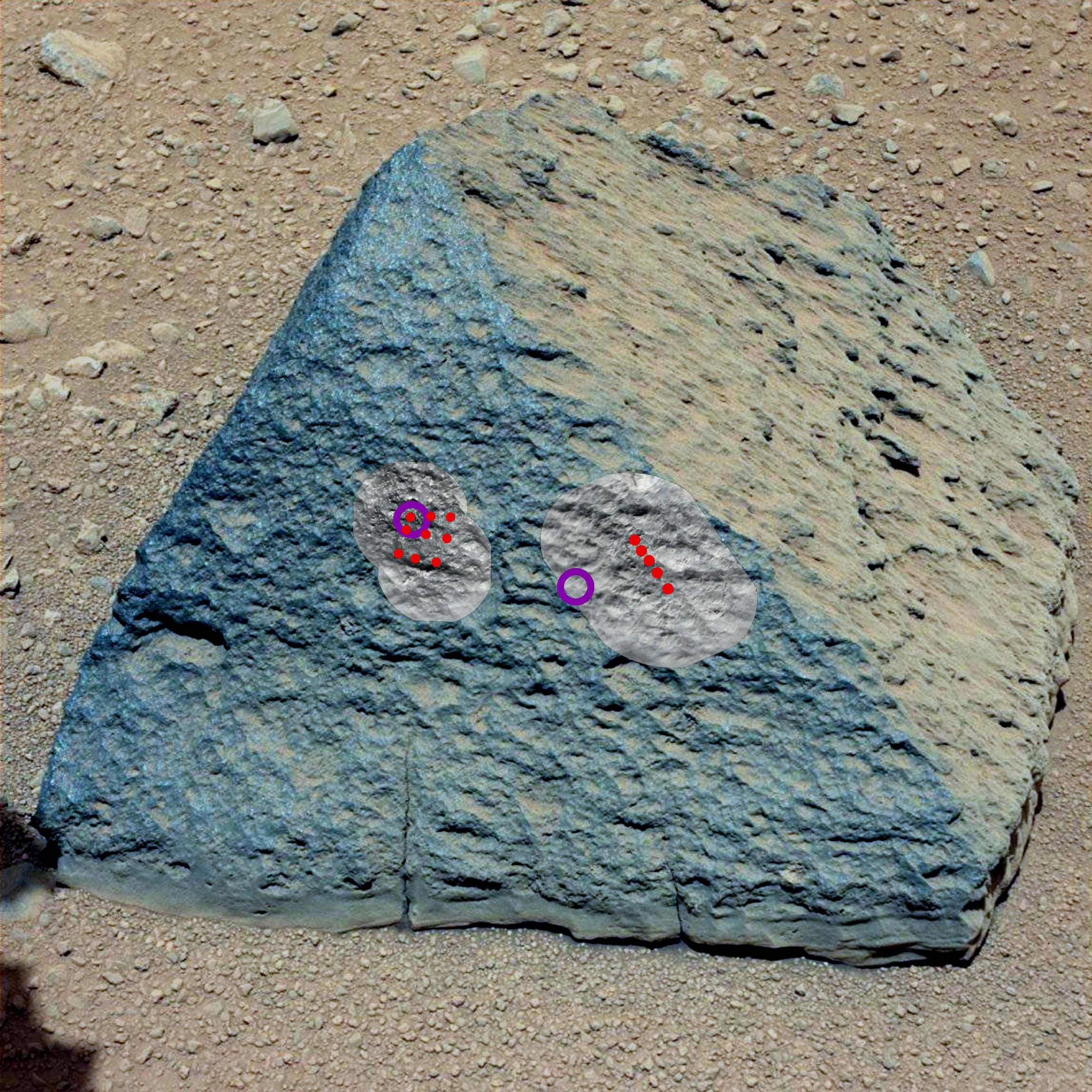
La roche Matijevic

### Yellowknife Bay (20 décembre 2012 - 7 juin 2013)

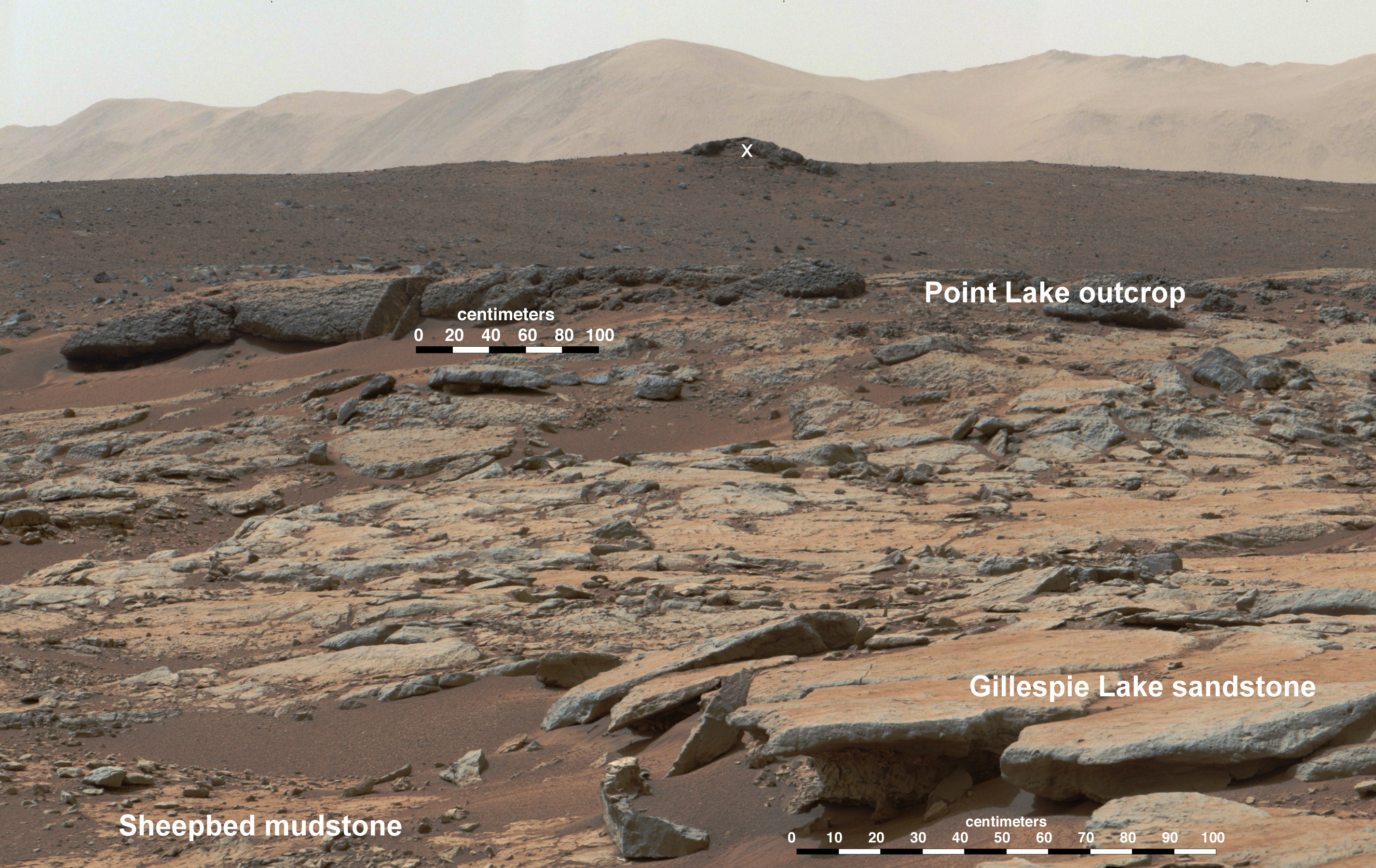
Dépôts sédimentaires, à Glenelg, mis à nu par l'érosion.

Le 20 décembre (sol 120), Curiosity entre dans une zone baptisée Yellowknife Bay (du nom d'une étendue d'eau située près de la ville de Yellowknife, au Canada). Le paysage a considérablement changé : au lieu d'une plaine poussiéreuse constellée de cratères et de quelques roches, c'est désormais dans une zone chaotique qu'il évolue, plus précisément au creux d'une légère dépression bordée d'un affleurement rocheux plat. Ce qu'il va découvrir à cet endroit justifie le fait que les scientifiques vont l'y maintenir pendant près de six mois : il ne parcourra en effet que 33 m jusqu'au 5 juin 2013 (sol 295).
Les géologues émettent l'hypothèse qu'il s'agit du fond d'un ancien lac ou d'un ancien delta fluvial
. Née des images que le rover leur transmet, leur interprétation est confirmée par les analyses chimiques. En étudiant des veines de roches aux tons plus clairs, l'instrument "Chemcam" identifie en effet des teneurs élevées en calcium, soufre et hydrogène qui traduisent la présence de sulfate de calcium hydraté. Sur Terre, cette combinaison se forme lorsque de l'eau circule dans des fractures de la roche.
Les forages de John Klein et Cumberland
Le 19 janvier 2013 (sol 162), le rover se déplace de 10 m pour étudier un nouveau site, baptisé John Klein où il va demeurer jusqu'au 11 mai (sol 271). L'endroit a été retenu pour la première utilisation de la foreuse. L'objectif est de prélever un échantillon de roche qui n'a pas été altérée par les différents phénomènes affectant la surface de Mars (érosion éolienne...) puis de l'analyser avec les instruments SAM et CheMin. Le 8 février (sol 182), la foreuse est d'abord testée en mode percussion puis un trou d'environ 2 cm de profondeur est percé. "L'analyse des échantillons collectés montre que le site contient deux types de minéraux formés en présence d'eau liquide : des phyllosilicates (ou des argiles) et des sulfates (sorte de sels)". "Les sondes Mars Express et MRO avaient déjà détecté des argiles depuis l'orbite tandis qu'Opportunity avait mis la main sur des sulfates, mais le "mélange" découvert ici est un peu différent. « Les sels d'Opportunity étaient des sulfates de magnésium ou de fer, des minéraux formés en présence d'eau assez acide, tandis que ceux de Curiosity sont des sulfates de calcium) été formés dans de l'eau au pH neutre. Par ailleurs, les grains récoltés ne sont pas rouges, comme tous ceux repérés par les robots jumeaux, mais gris. Tout ceci suggère qu'ils n'ont pas été oxydés et donc que le milieu est moins ferreux. ». Ce qui signifie en clair que Glenelg se situe probablement sur un ancien lit de rivière ou un ancien lac, comme le supposaient les géologues, et que le site de Yellowknife Bay semble plus propice à la vie que tous ceux analysés jusqu'à présent sur Mars.
Le 12 mai (sol 272), le rover se déplace devant le rocher Cumberland, où il va rester trois semaines, jusqu'au 6 juin (sol 296). Le 19 mai (sol 279), il effectue un second forage dans le but de confirmer les résultats du premier. Au même moment, le rover Opportunity, qui évolue sur le sol martien depuis plus de neuf ans, découvre près du cratère Endeavour les argiles considérées comme plus favorables encore au développement de la vie sur Mars.
Le 7 juin (sol 297), Curiosity quitte finalement les lieux en direction de son objectif premier : le Mont Sharp.

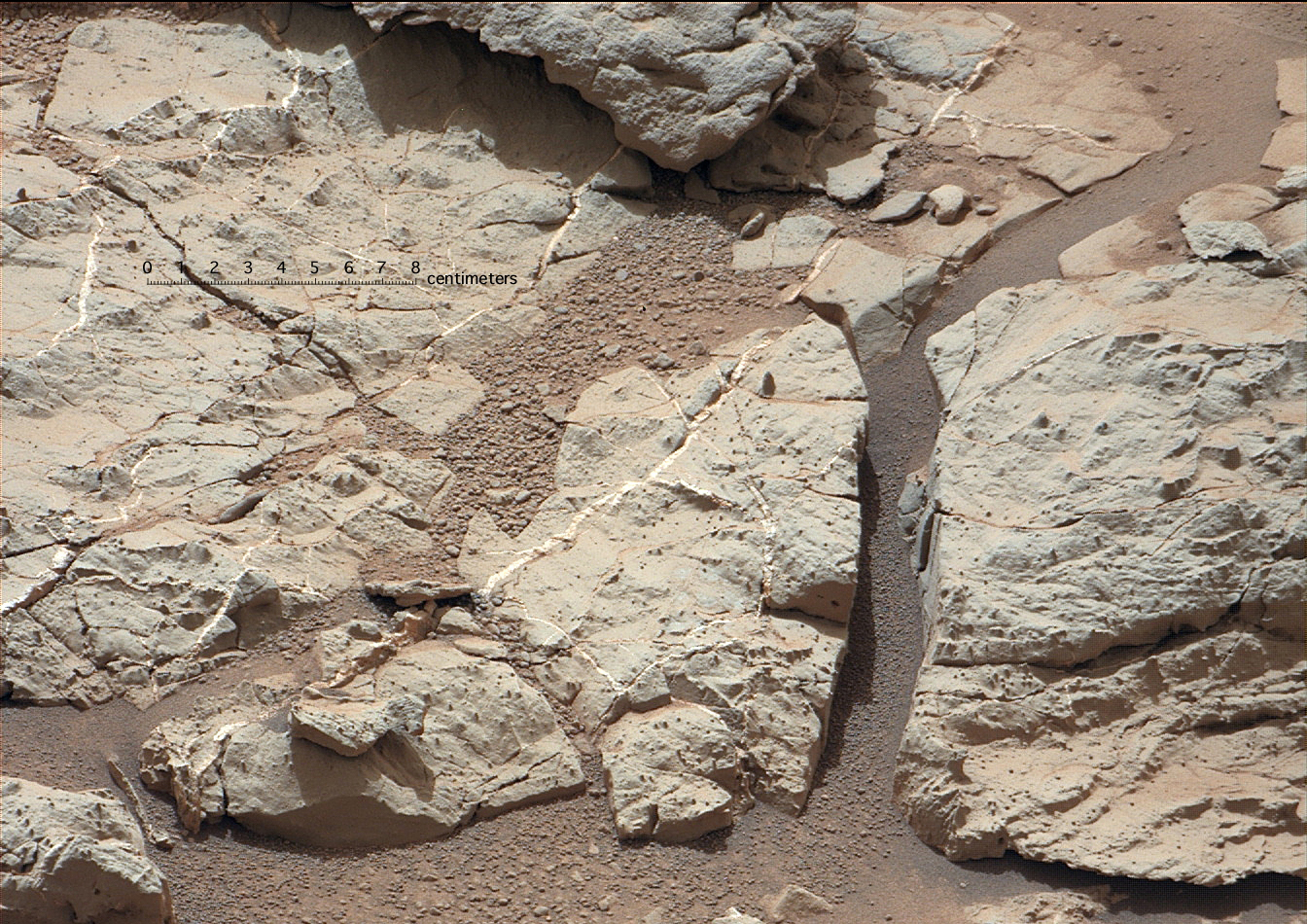
Des veines sans doute formées par une circulation d'eau. (13 décembre 2012)
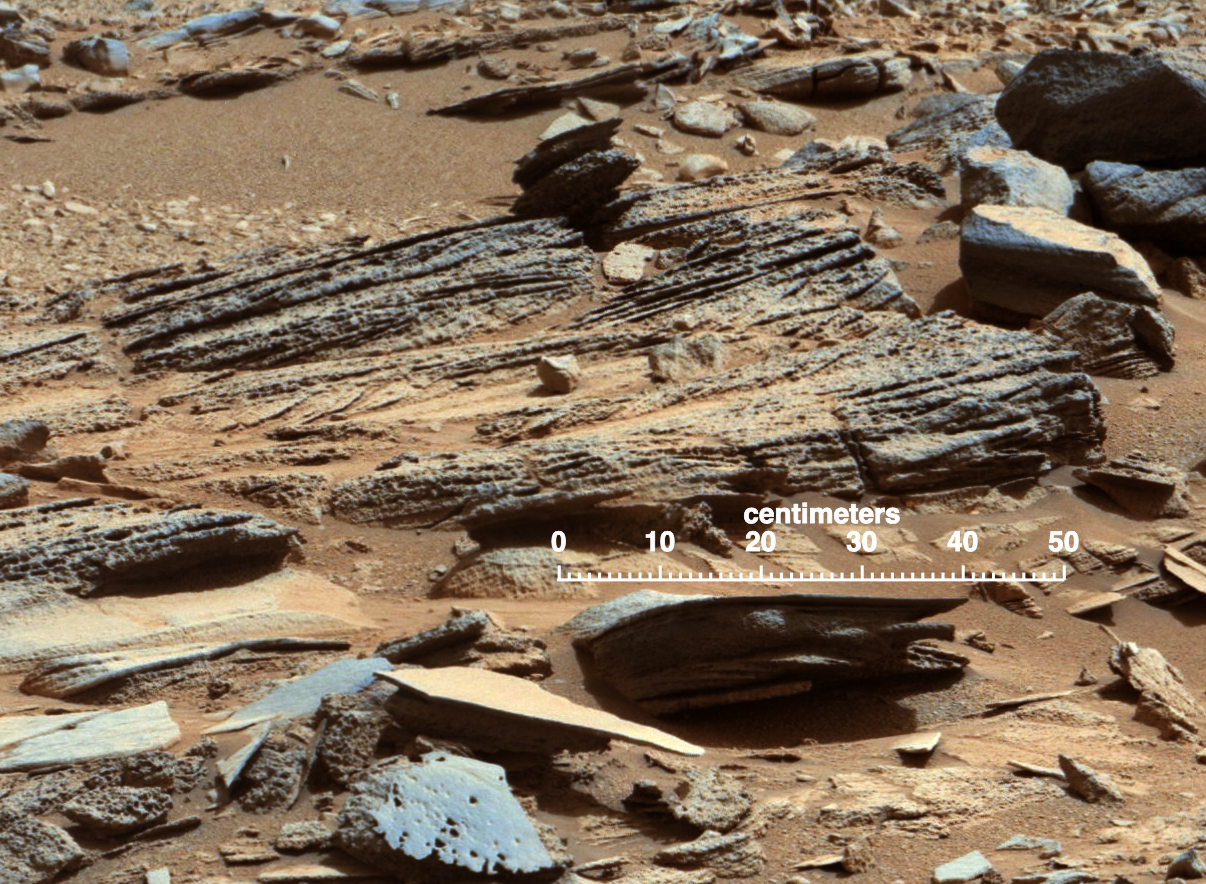
Strates rocheuses dans la région de Glenelg. (17 janvier 2013)
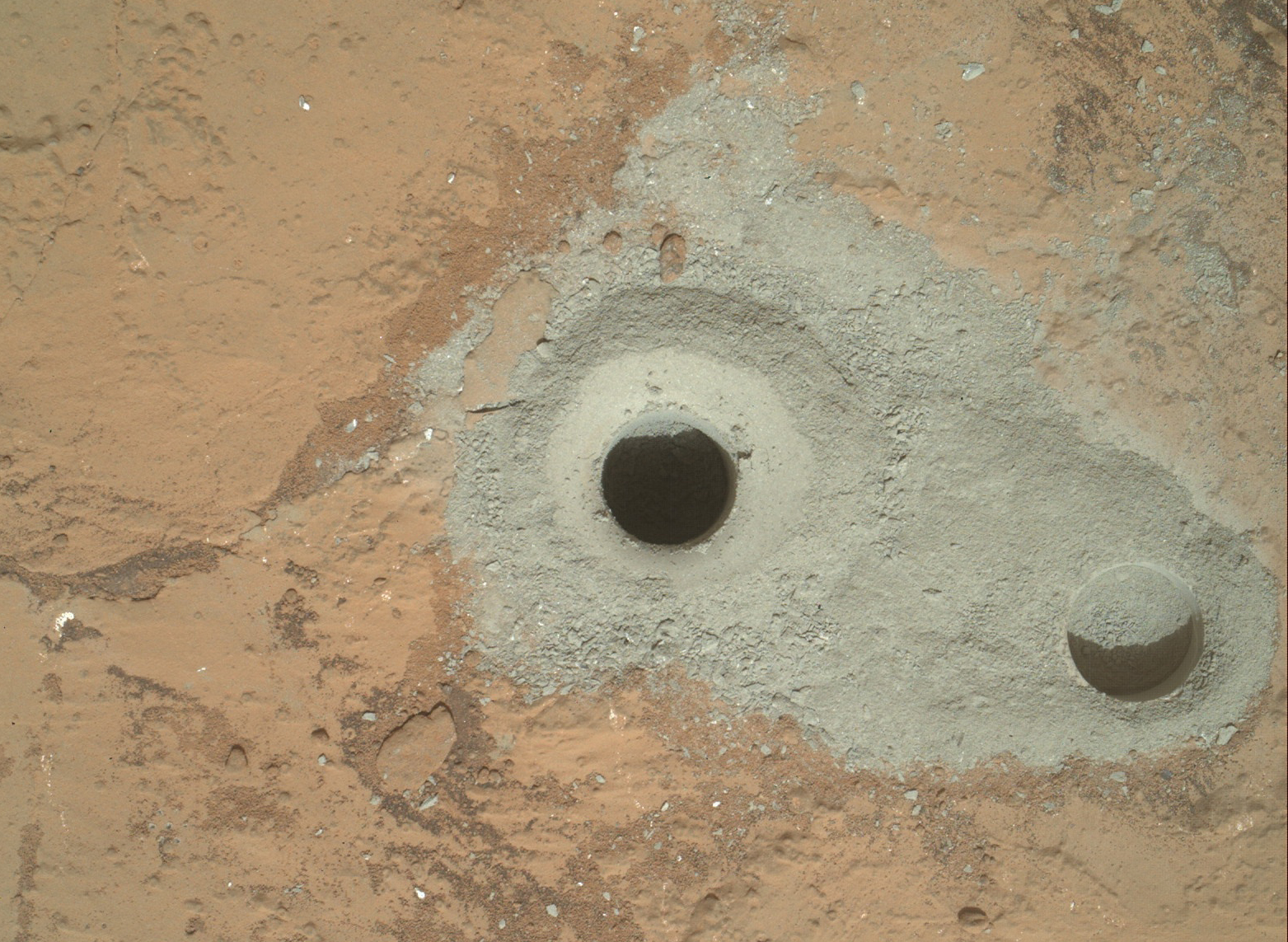
Premiers forages sur le site John Klein. (9 février 2013)
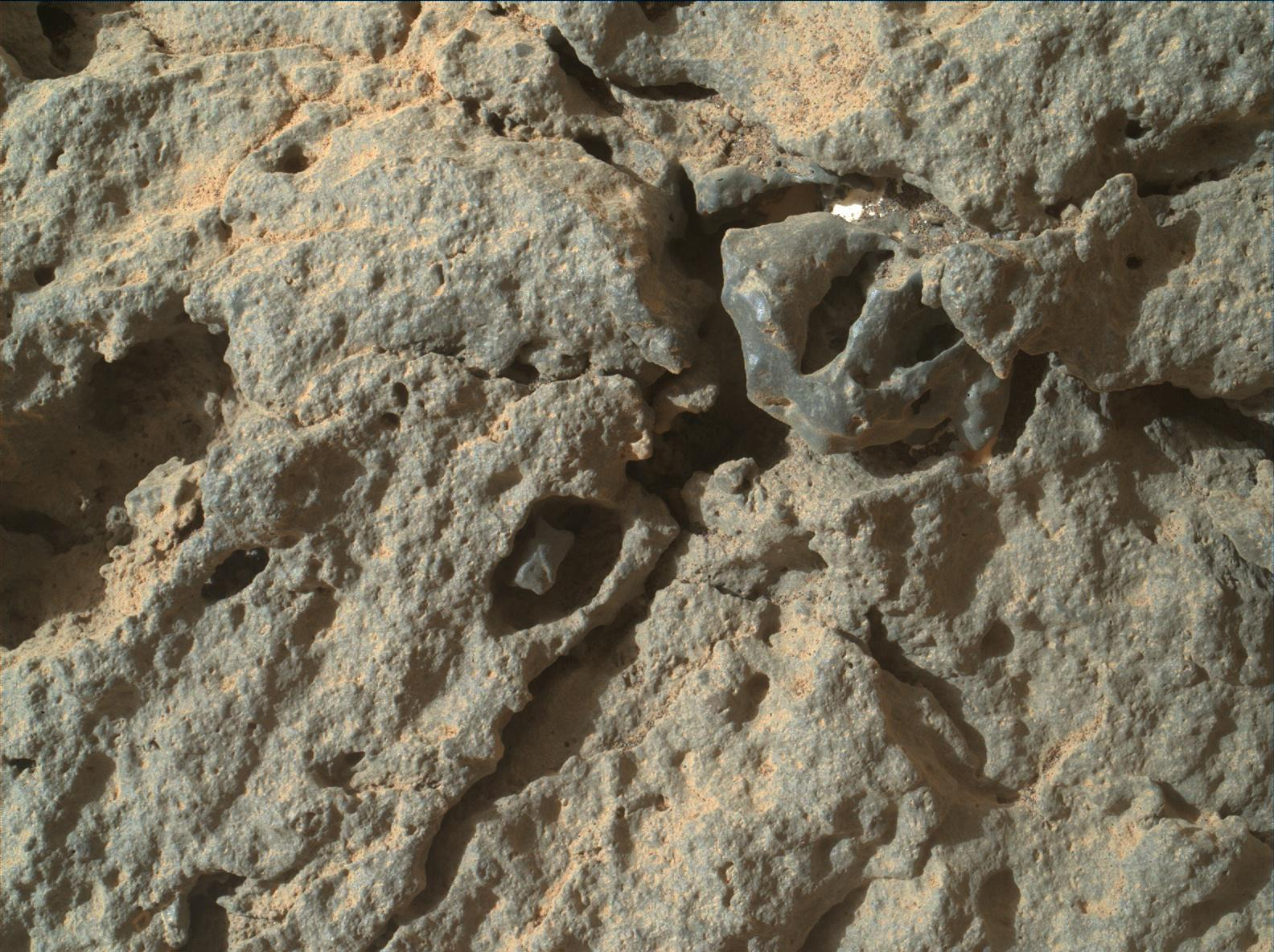
Détail d'une roche par la caméra MAHLI. (juin 2013)

### De Yellowknife Bay à Kimberley (7 juin 2013 - 18 mai 2014)

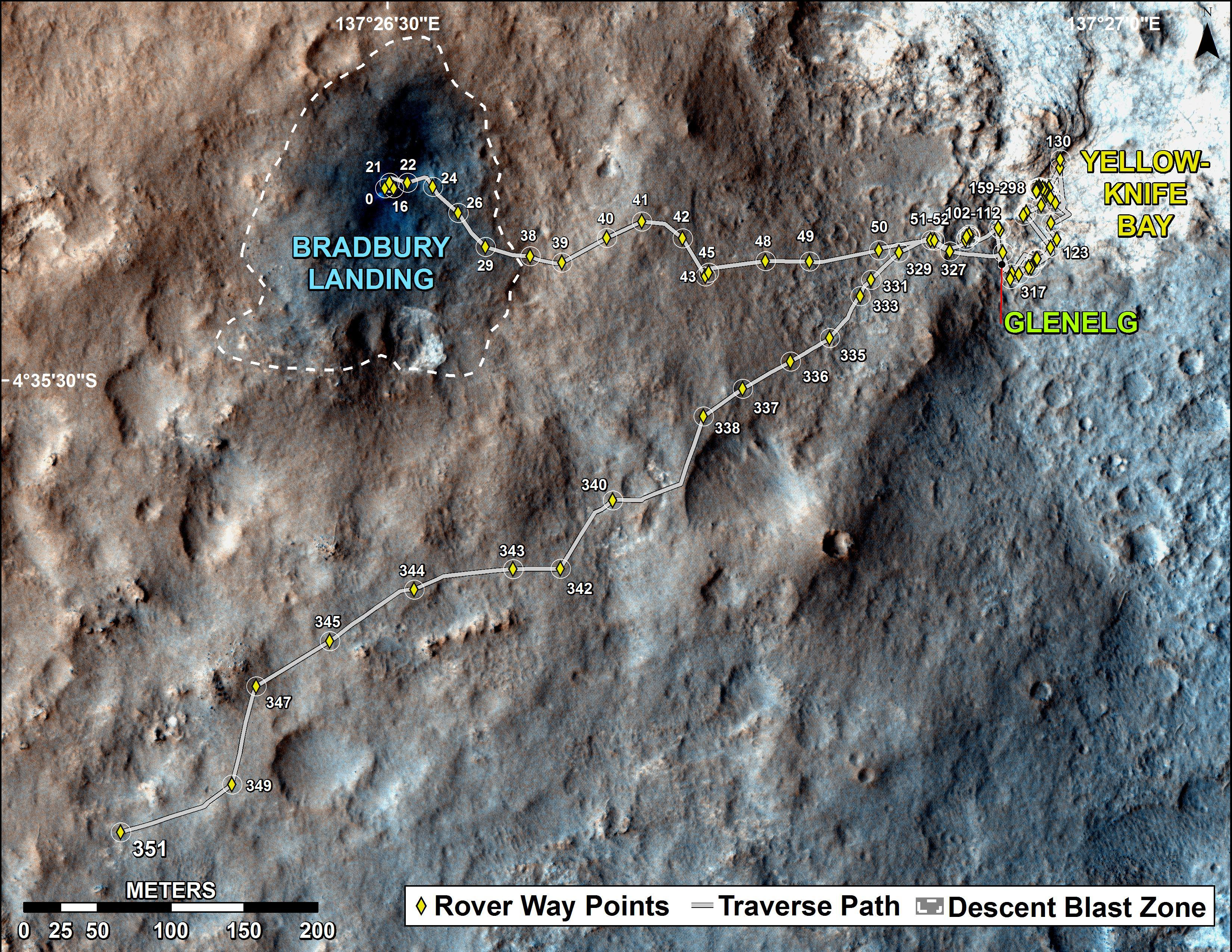
Chemin parcouru par Curiosity le 1 août 2013, peu après qu'il a franchi son premier kilomètre.

Le 7 juin (sol 297), Curiosity quitte l'endroit où il stationnait depuis près de six mois et se dirige vers le mont Sharp, situé à 6,5 km à l'ouest, qui constitue son objectif principal. Le 20 juin (sol 310), il transmet un panorama en haute définition (1,3 milliard de pixels) constitué de 900 images prises entre le 5 octobre et le 16 novembre 2012 par la caméra Mastcam, alors qu'il se dirigeait vers Yellowknife Bay. Le 27, la sonde MRO le photographie d'une hauteur de 250 km d'altitude : la trace de ses roues est nettement perceptible (voir ci-dessus).
Des déplacements plus soutenus, des roues endommagées...
Revenu quasiment sur ses pas le 9 juillet (sol 328), le rover se dirige ensuite vers le sud-ouest et progresse à un rythme soutenu : le premier kilomètre est franchi le 14 juillet (sol 333); le second le 14 août (sol 363); le troisième le 24 septembre (sol 403) et le quatrième le 22 octobre (sol 431). Le rover s'attarde cependant sur deux sites : Darwin, du 11 au 22 septembre (sols 390-401), puis Cooperstown, du 31 octobre au 14 novembre (sols 439-452).

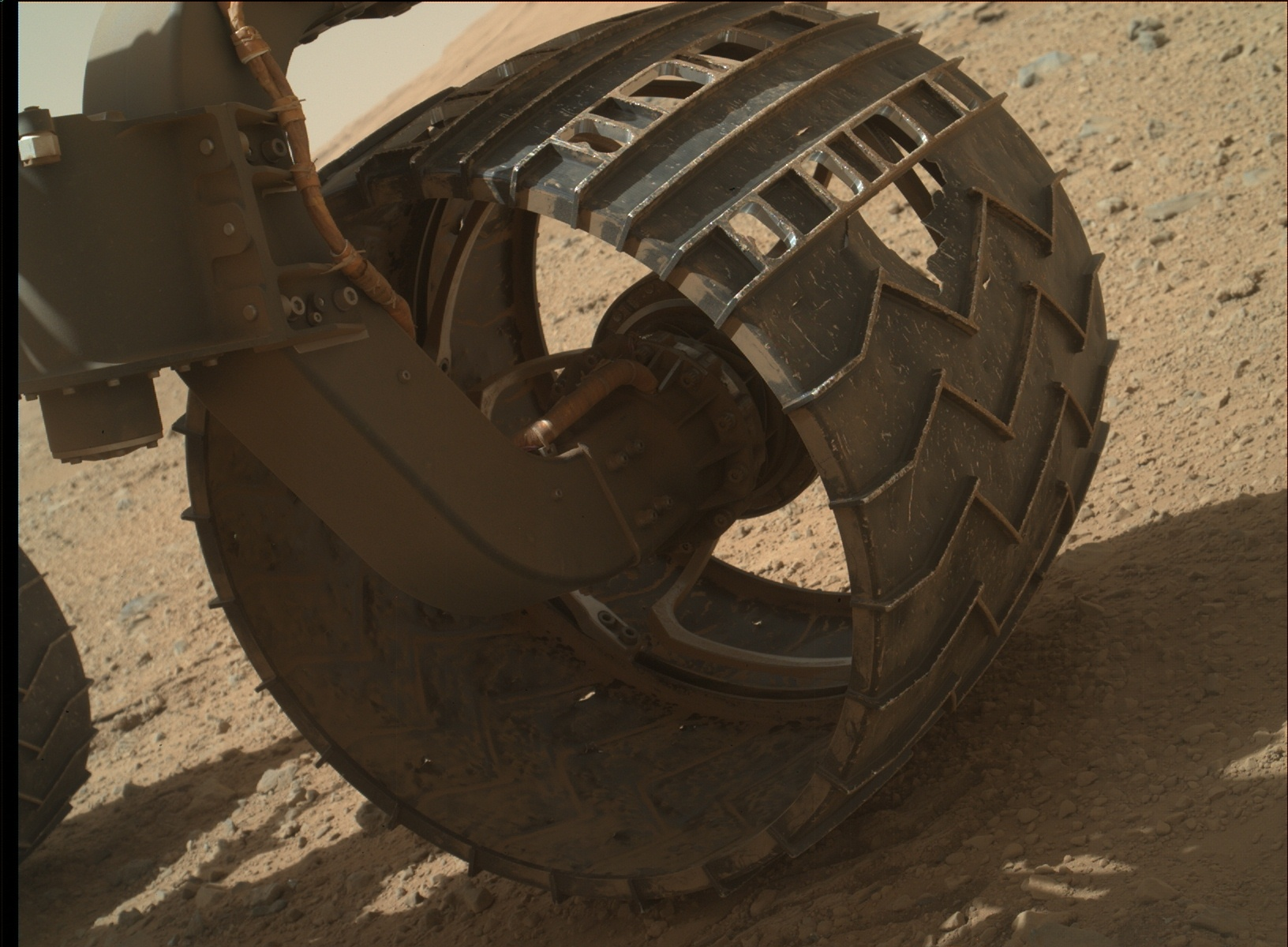
Détail d'une roue du rover, légèrement endommagée après qu'il a parcouru cinq kilomètres. (février 2014)

Le 17 novembre, Curiosity signale une déperdition d'énergie faisant planer la menace d'un court-circuit. Les ingénieurs du JPL décident d'interrompre les opérations scientifiques en cours pour procéder à un diagnostic. Après une semaine d'investigations, l'hypothèse d'un véritable court-circuit est écartée et le rover reprend sa route.
En décembre, nouveau souci : en raison du sol particulièrement pierreux et surtout du fait que beaucoup de pierres sont rugueuses ou tranchantes, certaines des roues du rover sont cabossées et même perforées. La situation n'est pas immédiatement inquiétante mais elle contraint la NASA à revoir l'itinéraire de Curiosity et à l'amener sur un terrain moins accidenté, afin de minimiser les risques de dommages à venir.
Le 1er janvier 2014, il amorce son 500e sol sur la planète. Peu après, le 23 janvier (sol 521), il a parcouru 5 km.
L'obstacle Dingo Gap

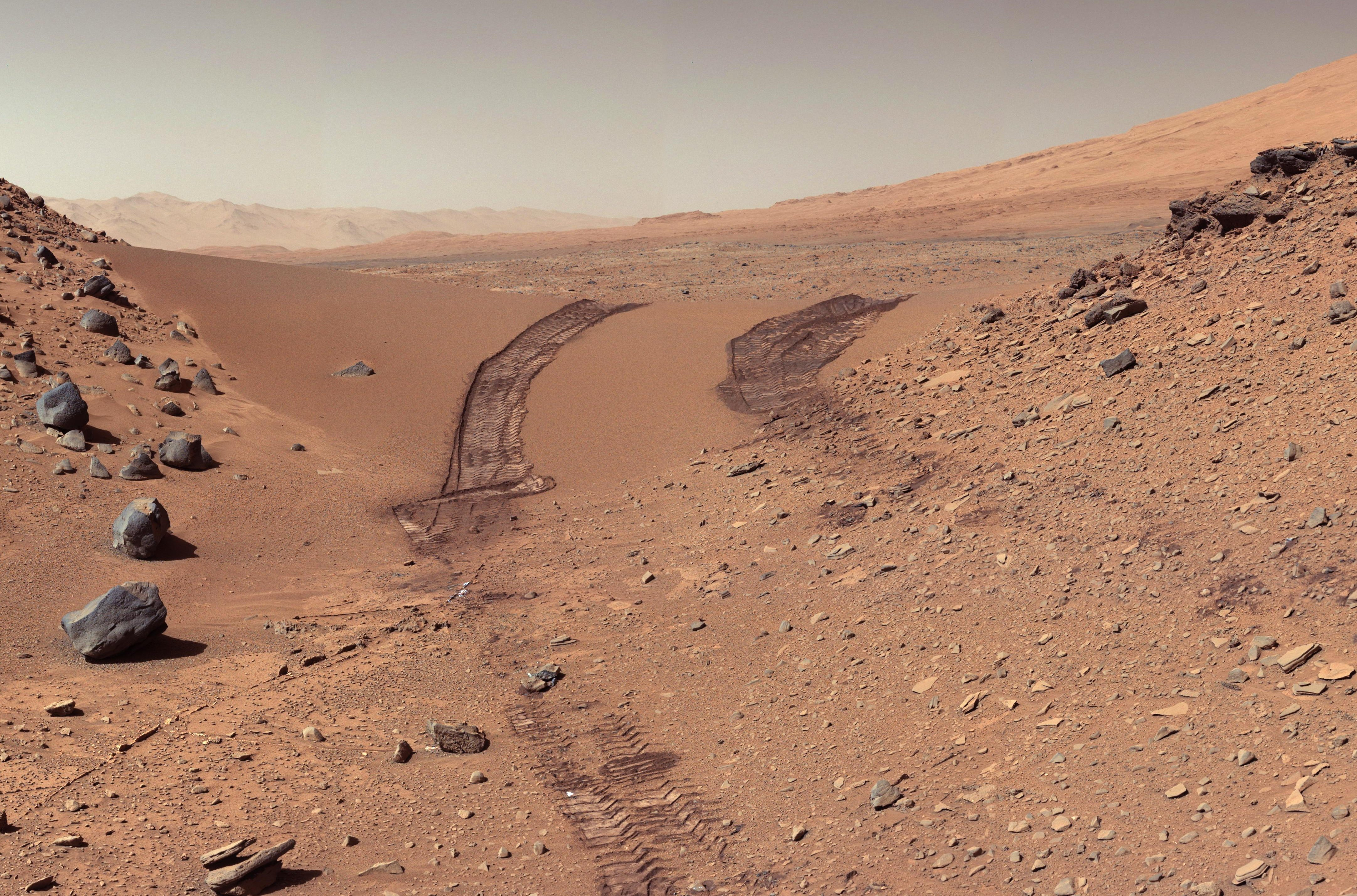
Franchissement de la dune Dingo Gap. (6 février 2014)

Le 1er février (sol 530), le rover approche d'une dune qui barre un passage étroit entre deux collines : Dingo Gap. De nombreuses photos sont prises car les ingénieurs de la NASA (qui se souviennent que la mission du robot Spirit a pris fin en 2009 quand celui-ci s'est enlisé dans une dune) veulent être sûrs que Curiosity peut franchir l'obstacle. Finalement, le 6 février, la dune est franchie avec succès et l'engin poursuit sa route.
Arrêts à Kimberley et Windjana
Ayant parcouru 6 km le 12 mars (sol 568), le 18 (sol 574), Curiosity s'approche du massif Kimberley, de forme triangulaire. Dans chacun de ses angles s'élève une butte : au nord, le mont Christine et le mont Joseph, au pied desquels le rover stationne alors ; au sud, plus élevé, le mont Remarkable, qu'il approche un mois plus tard, le 11 avril (sol 597), comme le révèle une vue prise ce jour-là par la caméra Hirise du satellite MRO (à gauche). Au centre du massif se situe un plateau accidenté mais c'est le périmètre, riche en amoncellements sédimentaires, qui intéresse en particulier les géologues.
Le 23 (sol 609), Curiosity s'immobilise pour trois semaines au pied d'une roche baptisée Windjana. Les scientifiques espèrent y trouver des molécules organiques, raison pour laquelle ils projettent d'y effectuer un forage. Celui-ci a lieu quatre jours plus tard, c'est le troisième depuis l'arrivée du rover sur Mars, deux ans plus tôt. Le 15 mai (sol 630), il s'éloigne de Windjana et, trois jours plus tard, du massif Kimberley, poursuivant sa route vers le sud en direction des bases du mont Sharp.

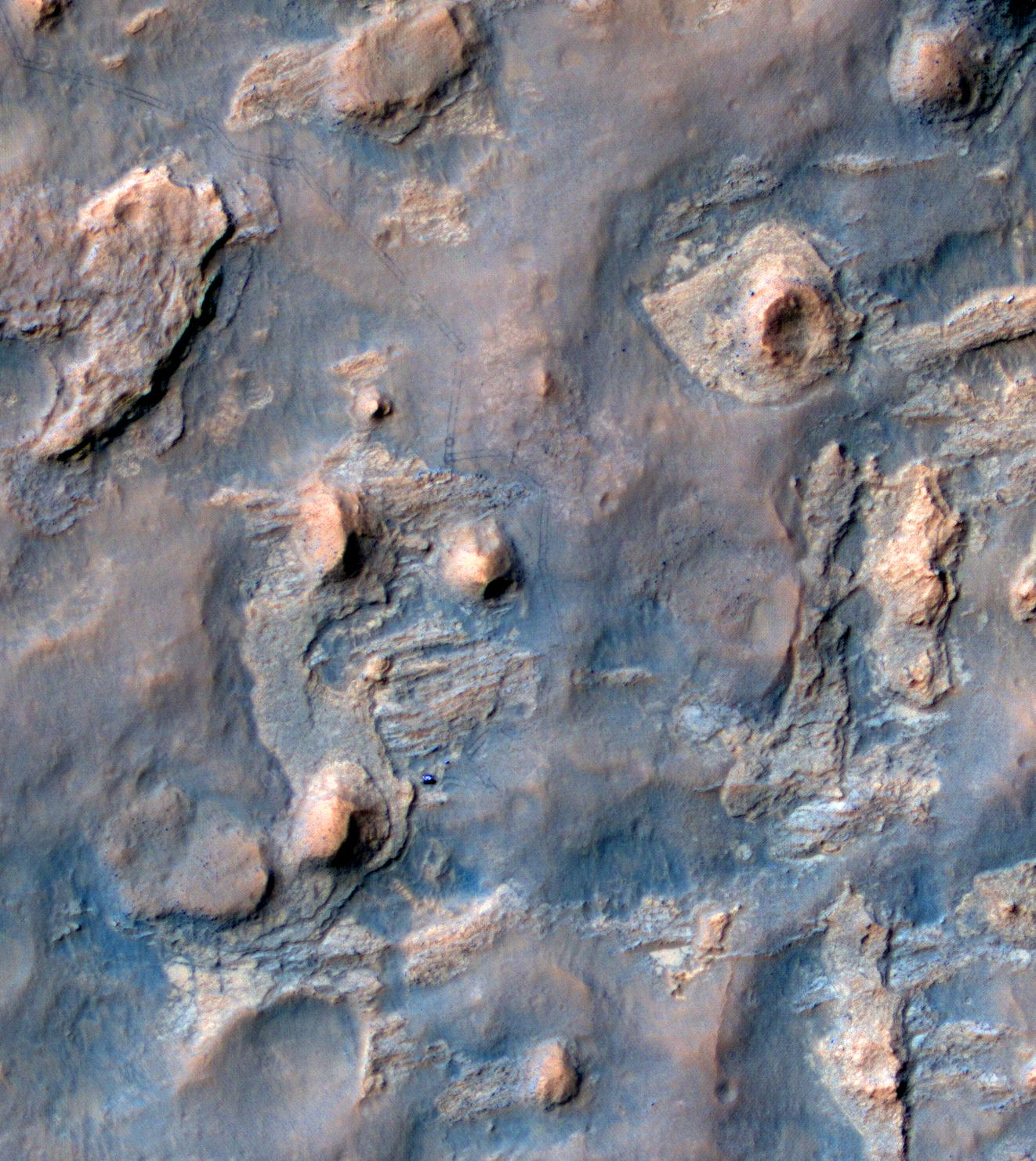
Curiosity au sud du massif Kimberley, reconnaissable aux trois buttes qui le délimitent. (11 avril 2014)
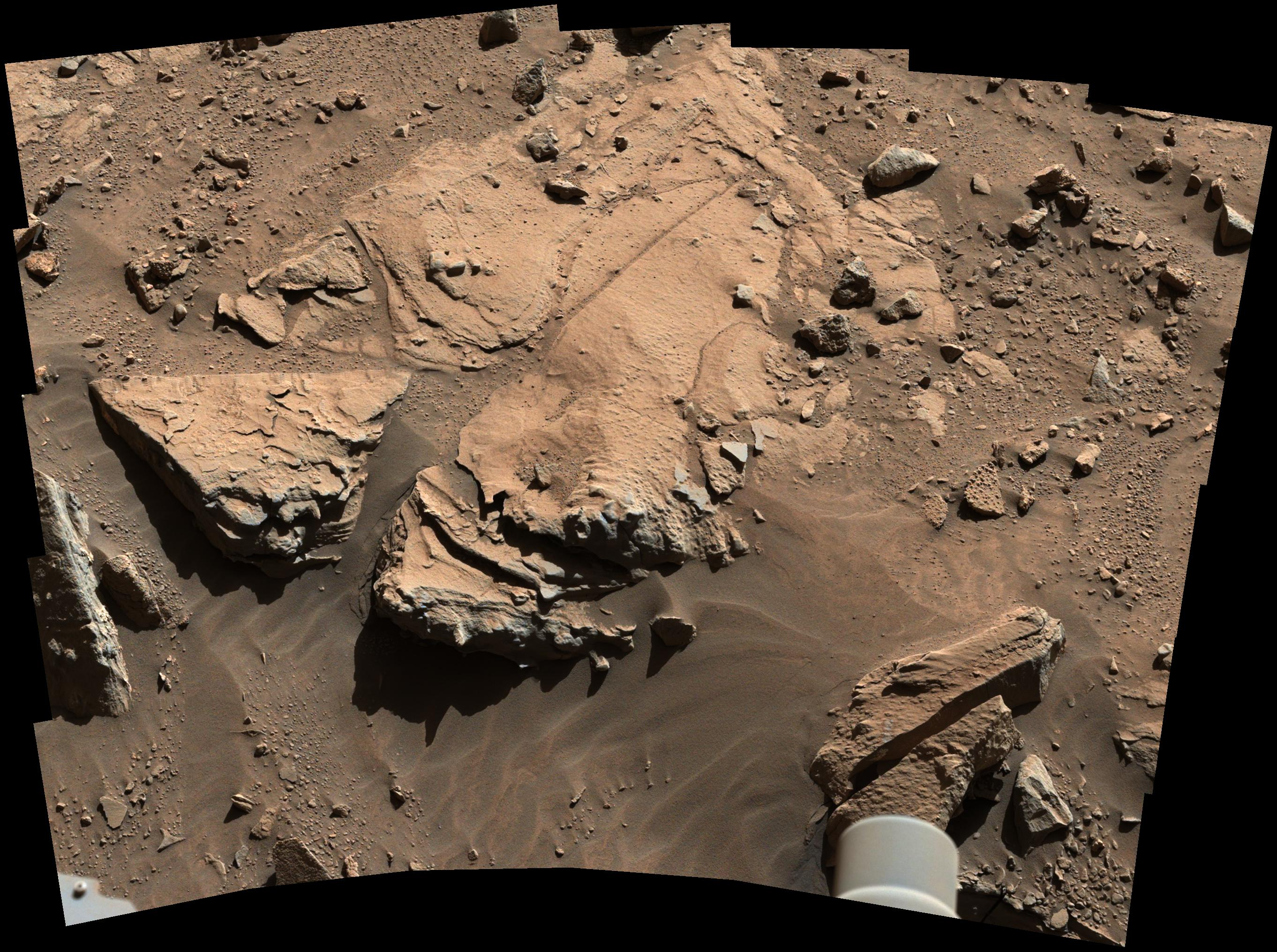
La roche Windjana, avant qu'y soit effectué un prélèvement. (23 avril 2014)
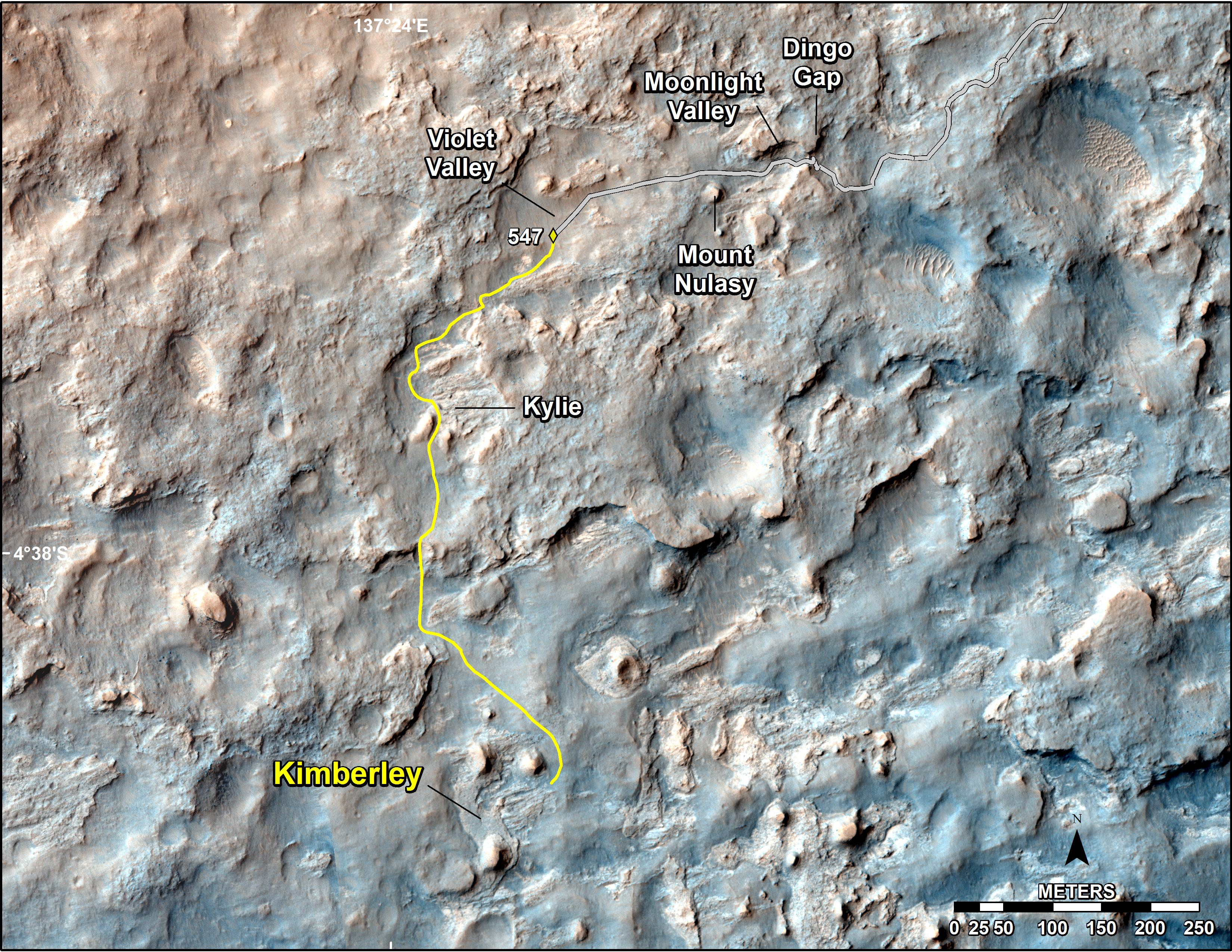
L'itinéraire de Curiosity entre Dingo Gap (février 2014) et le massif Kimberley. (mai 2014).

### De Kimberley aux Pahrump Hills (18 mai - 19 septembre 2014)

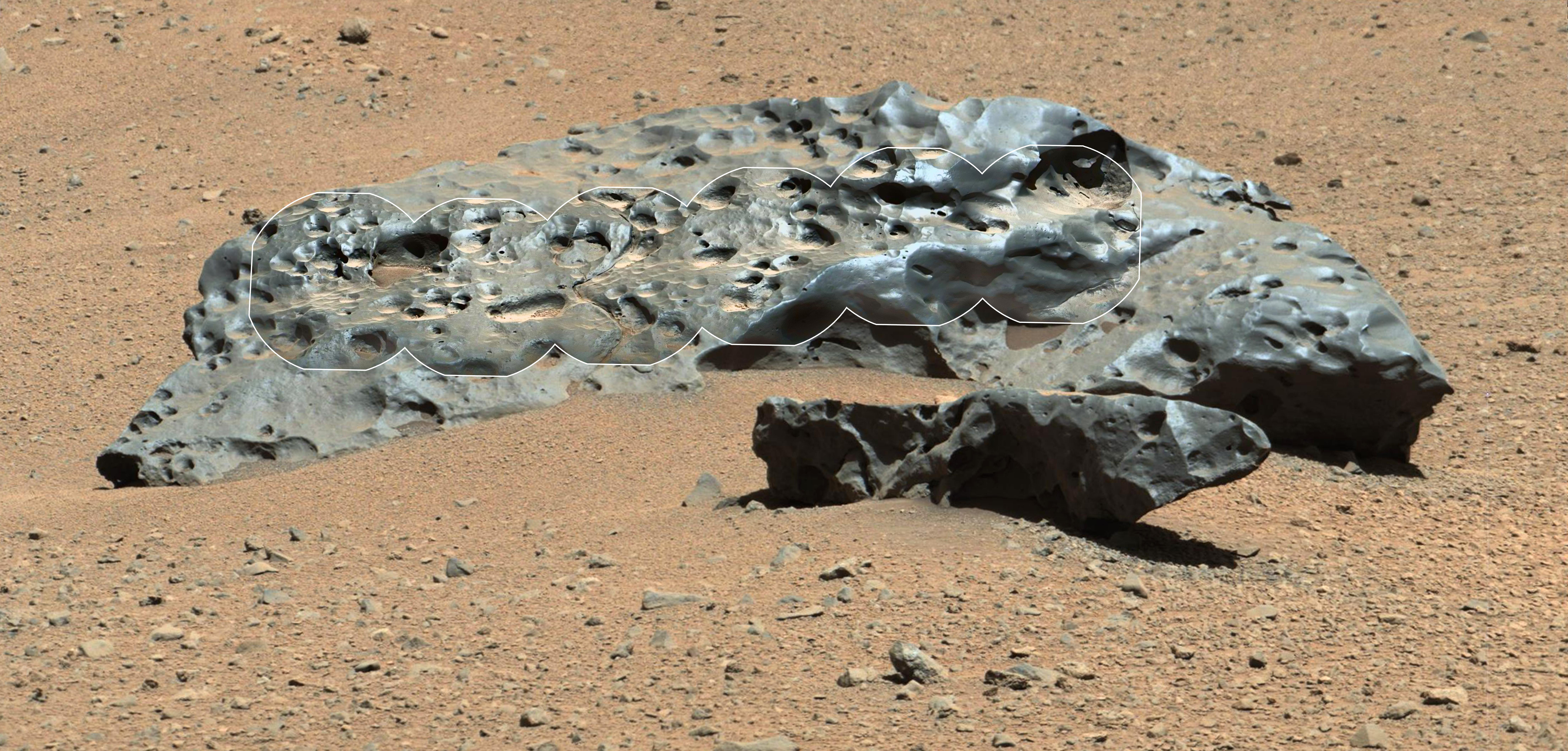
Les météorites Lebanon et, au premier plan, Lebanon B (25 mai).

Le 18 mai 2014 (sol 633), le rover reprend sa route vers le sud. Le 25 (sol 640), il examine deux météorites riches en fer, baptisées Lebanon et Lebanon B (mais la NASA ne révélera les photographies que deux mois plus tard, le 15 juillet, justifiant ce délai par la volonté de s'assurer l'origine de ces roches). Les déplacements se font à un rythme plus soutenu, le sol étant peu accidenté : le 7e kilomètre est atteint le 26 mai (sol 641) et le 8e le 23 juin (sol 668), alors que Curiosity séjourne sur Mars depuis exactement une année martienne. Le 27 (sol 672), le rover atteint un champ de dunes baptisé Radcliff. Ses roues ne cessant de s'enfoncer, les navigateurs choisissent de lui faire rebrousser légèrement chemin pour contourner l'obstacle. Curiosity sort alors progressivement d'une région plate, ses parcours vont se limiter à une vingtaine de mètres par jour. Depuis plusieurs mois, les responsables de la navigation traçaient ses trajectoires de façon à lui éviter les zones rocheuses et ainsi ménager ses roues. Mais à partir du 10 juillet (sol 685), le rover est contraint de traverser un plateau rocheux de 200 mètres baptisé Zabriskie, aucun détour n'étant envisageable. Heureusement, les roues ne subissent que des dommages limités.
Hidden Valley
Le 31 juillet, (sol 705), Curiosity arrive aux abords d'une petite dépression baptisée Hidden Valley  dont la paroi nord s'avère particulièrement intéressante sur le plan géologique. Grande comme un terrain de football, avec seulement des accès à ses deux extrémités (dont l'endroit où se trouve le rover), le sol est entièrement tapissé d'importantes dunes de sable. Curiosity ayant franchi avec succès Dingo Gap en février, les techniciens du JPL se risquent le 1er août (sol 706) à l'envoyer visiter le site. Mais le 4 août (sol 709), alors qu'il vient d'atteindre son 9e kilomètre, le rover progresse avec beaucoup de difficulté, dérapant au-delà des normes de sécurité. Les opérateurs choisissent alors de ne pas éprouver davantage ses capacités et, après lui avoir fait photographier la paroi, décident de lui faire faire demi-tour.
La nouvelle trajectoire prévoit le contournement de Hidden Valley par une zone rocailleuse située au nord puis un cheminement vers une autre dépression, baptisée Amargosa Valley. Le 16 août (sol 721), alors que le rover revient vers l'entrée de Hidden Valley, les opérateurs repèrent un rocher plat pouvant se prêter à un prélèvement d'échantillon. L'un des objectifs est de tester un nouveau protocole de prélèvement permettant de réduire sa durée. Mais le 22 août (sol 727), la tentative se révèle infructueuse en raison de l'instabilité de la roche .

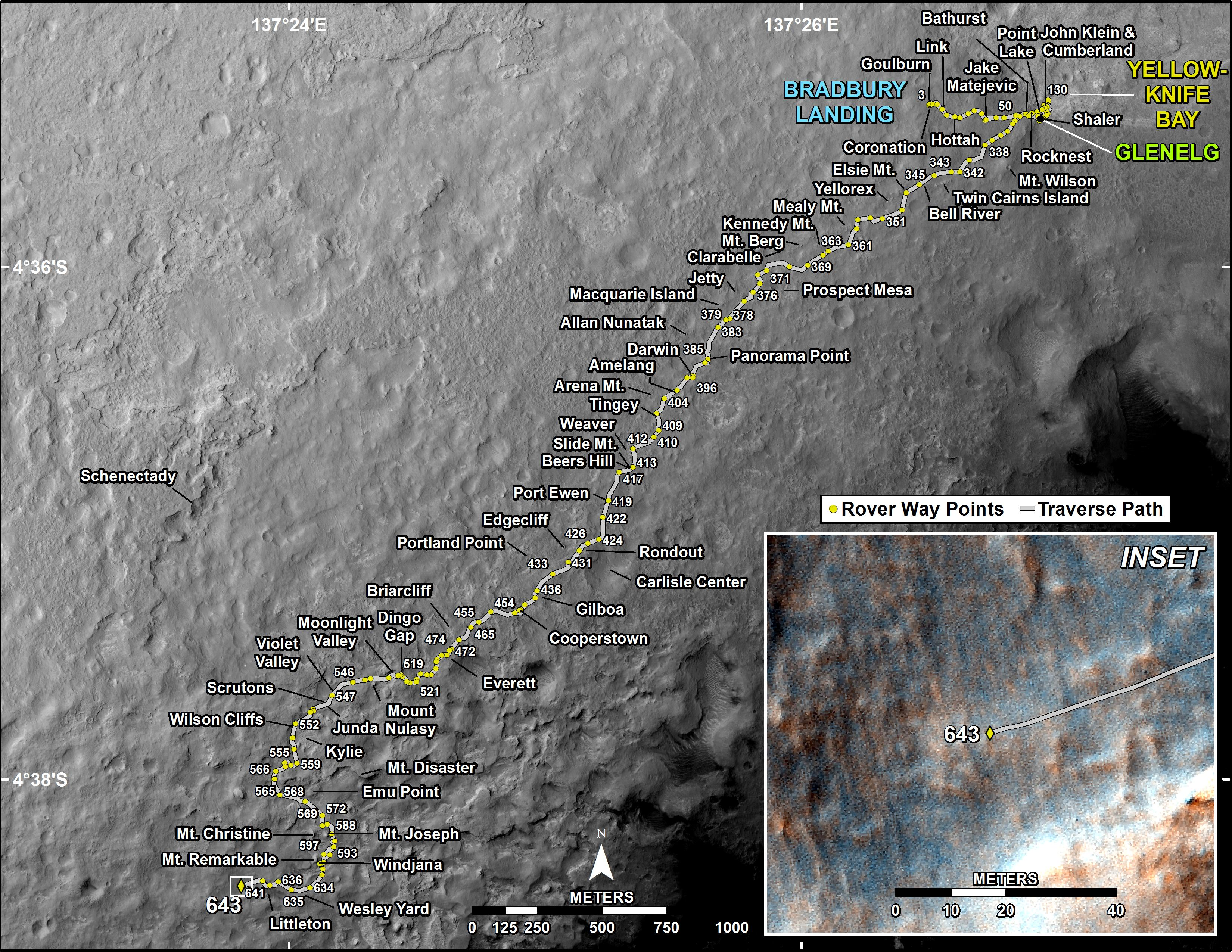
Trajet effectué par Curiosity le 28 mai (sol 643), alors qu'il vient d'effectuer son 7e kilomètre.
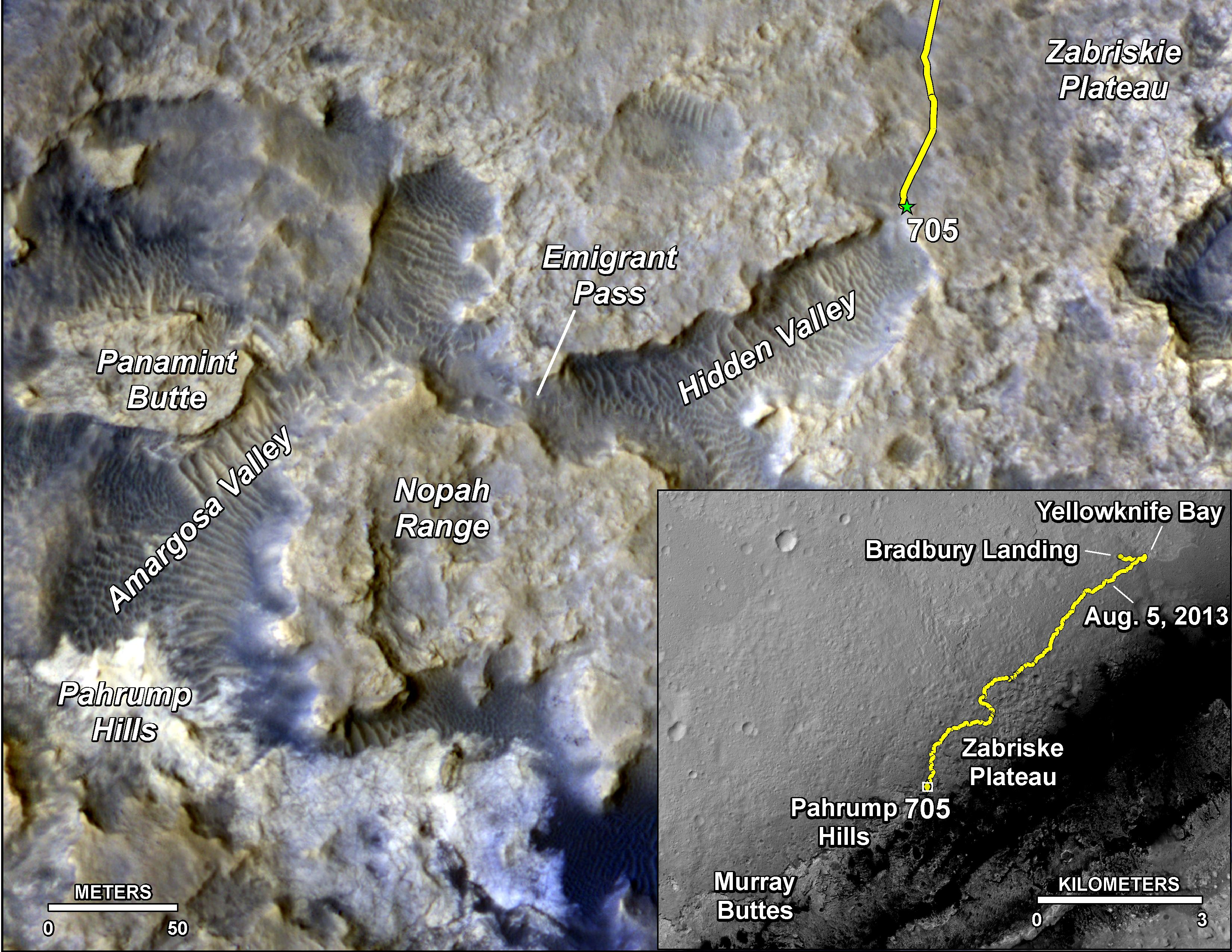
Position de Curiosity face à Hidden Valley, le 31 juillet (sol 705). En haut à gauche, au nord de Panamint Butte, la vallée Owens, que le rover empruntera en septembre ; en bas à gauche (zone claire), les Pahrump Hills, qu'il explorera ensuite pendant six mois.
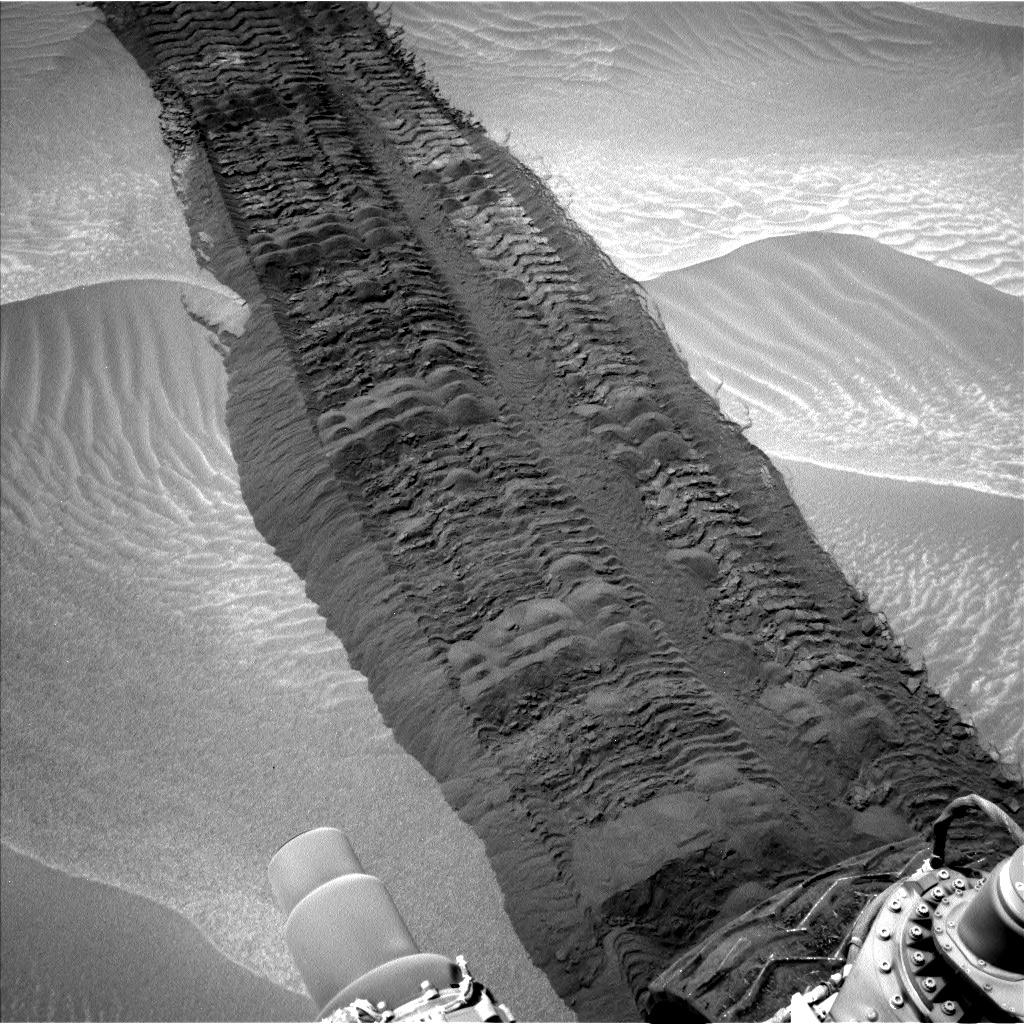
Trace laissée par Curiosity dans le sol sableux de la dépression Hidden Valley (4 août)
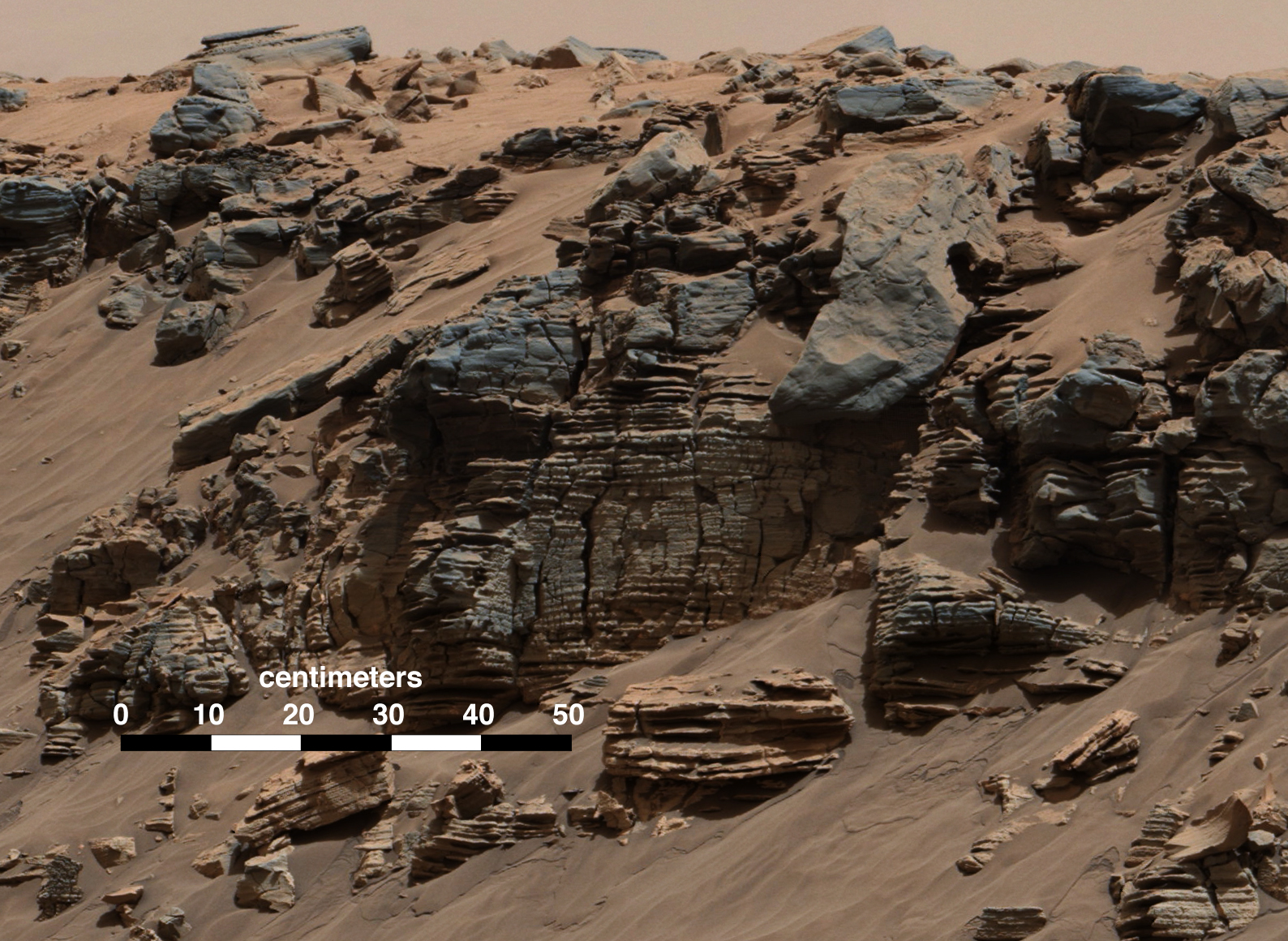
Paroi nord de Hidden Valley, riche en sédiments (7 août)

Entre les dunes et les roches...
Le 23 août (sol 729), le rover commence à contourner Hidden Valley par le nord. Le 5 septembre (sol 740), après avoir traversé un terrain caillouteux, Curiosity délaisse la vallée Amargosa, jugée trop risquée en raison des dunes, et traverse la vallée Owens par le flanc nord, le centre étant lui aussi couvert de dunes. Du 9 au 11 septembre (sols 744-746), il emprunte le corridor Jubilee Pass, les scientifiques s'intéressent à un ensemble rocheux traversé par une faille faisant apparaitre de fines strates. Les jours suivants, un panorama complet est réalisé avec la Mastcam des affleurements rocheux de Panamint Butte et de Upheaval Dome, entre lesquels le robot se faufile entre les 13 et 15 septembre (sols sols 748-750). Ils présentent des roches finement stratifiées et montrent des signes d'érosion éolienne. Le 19 septembre (sol 753), après s'être faufilé entre les dunes de la partie ouest de la vallée Amargosa, le rover atteint les Pahrump Hills, considérées comme la première structure géologique associée au Mont Sharp, et constitue à ce titre un objectif scientifique de première importance.

## En direction du Mont Sharp (septembre 2014 - avril 2017)

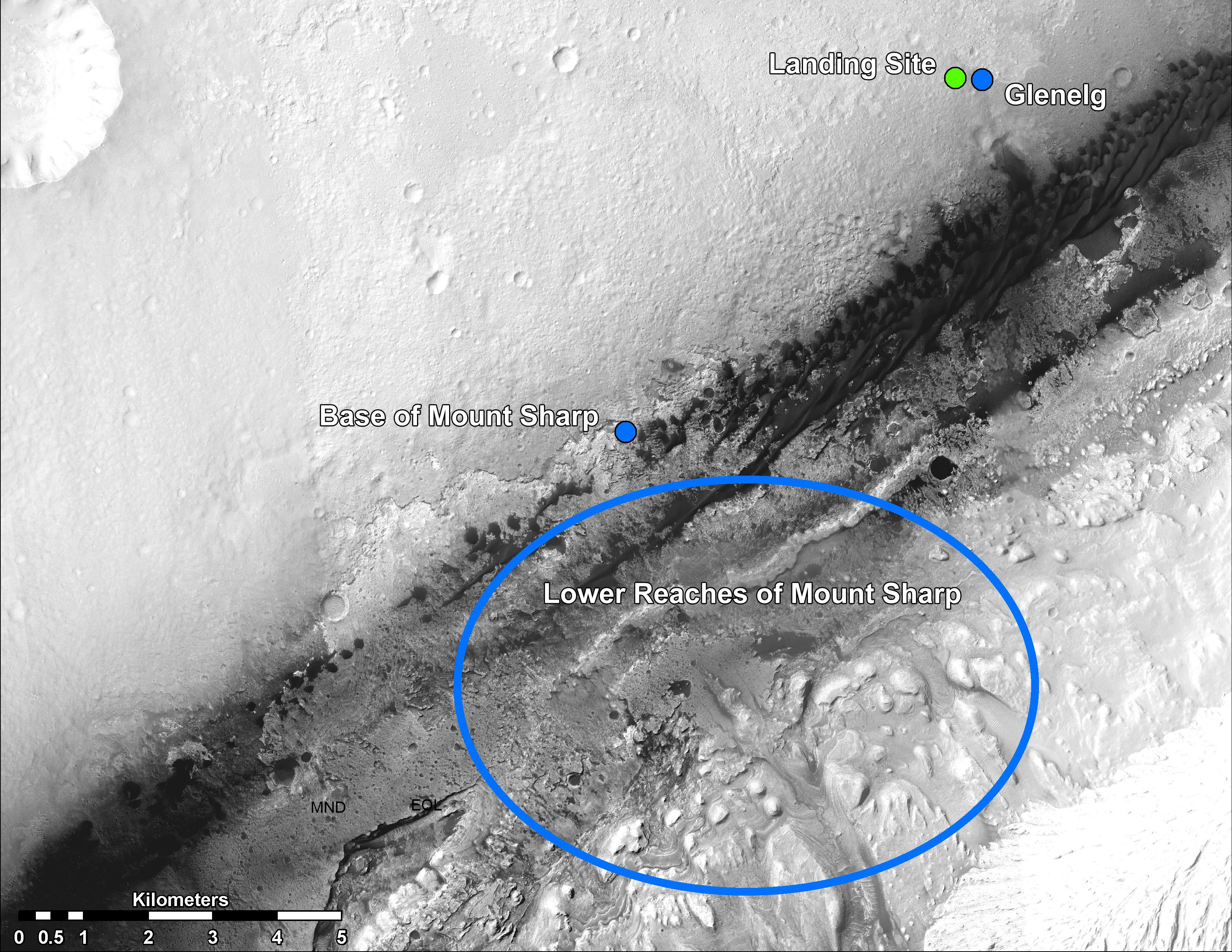
Sur cette image satellitaire, on perçoit très bien la base du Mont Sharp.

En atteignant les Pahrump Hills le rover achève la phase d'approche au cours de laquelle il a parcouru depuis le site d'atterrissage 8 kilomètres en 15 mois. Curiosity se trouve au pied des contreforts du Mont Sharp et il entame le cœur de sa mission consistant à analyser les différentes strates géologiques qui forment le Mont Sharp. Les objectifs de l'exploration scientifique prennent désormais le pas sur toute autre considération ce qui doit permettre au rover de séjourner aussi longtemps que nécessaire sur les sites jugés intéressants.

### Pahrump Hills (19 septembre 2014 - 12 mars 2015)

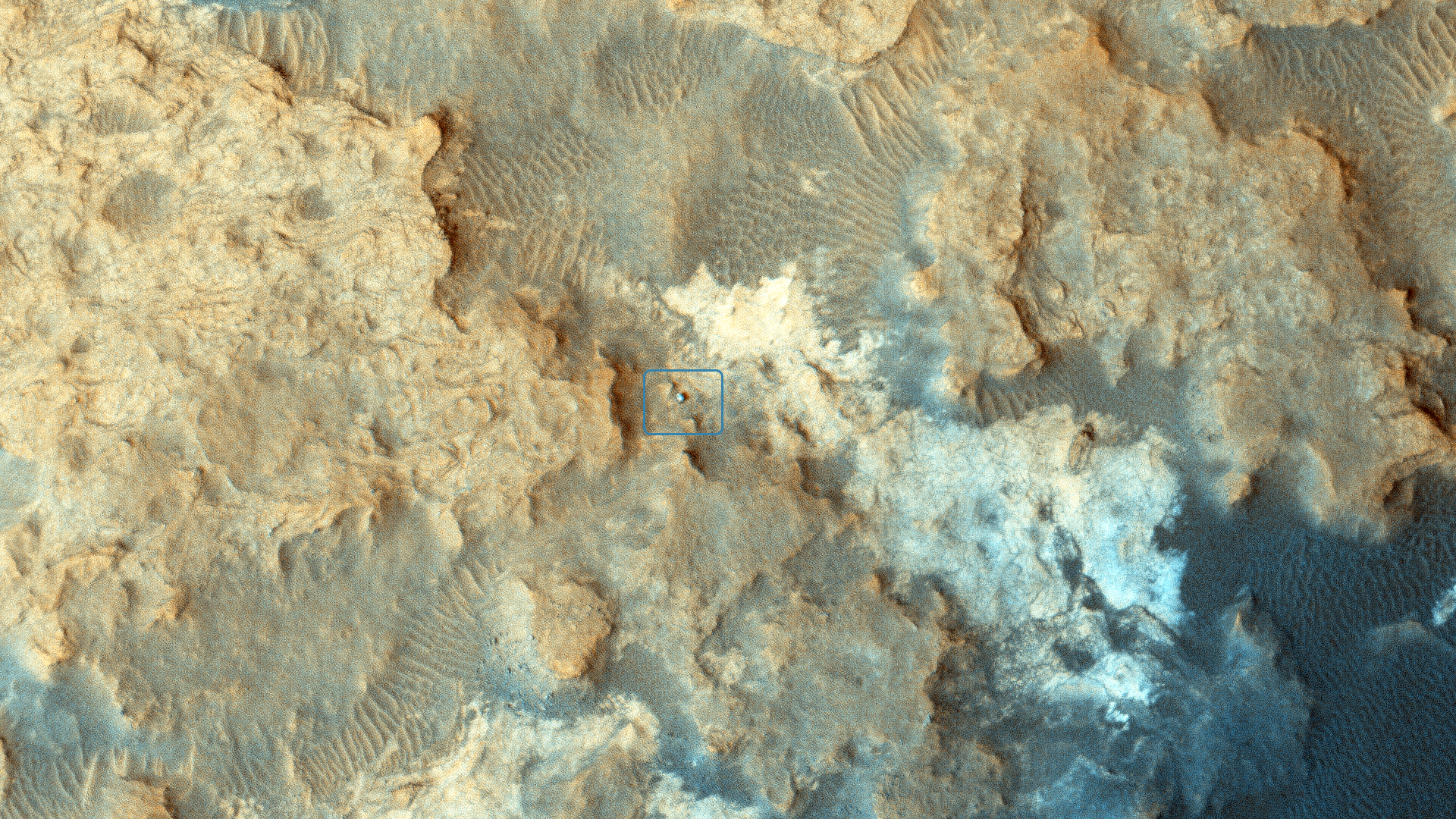
Sur cette vue plus rapprochée, prise le 13 décembre 2014 par le satellite MRO, les Pahrump Hills sont nettement identifiables par leur teinte plus claire. Curiosity est quant à lui visible au centre de l'image (dans un cadre bleu).

Au cours des six mois suivants, du 19 septembre 2014 (sol 753) au 12 mars 2015 (sol 923), le rover mène une exploration détaillée des Pahrump Hills.

#### Formation Murray
Les Pahrump Hills se situent à la jonction du sol du cratère constitué de débris transportés depuis la bordure nord de celui-ci et de la couche géologique inférieure du Mont Sharp. Ils constituent la première manifestation d'une structure géologique originale baptisée formation Murray, aux caractéristiques très différentes de ce que le rover a rencontré jusque-là et qui est présente sur près d'un tiers de la surface du Mont Sharp. Contrairement aux terrains précédents, ce sol ne semble pas résulter d'un simple dépôt. Les photographies satellitaires de cette formation la font apparaître beaucoup plus claire que les terrains environnants. Le sol présente une inertie thermique élevée et les instruments des orbiteurs y détectent des inclusions d'hématite, de sulfate et éventuellement d'autres minéraux. Dans certains cas, les strates sont fortement inclinées, voire repliées. Il en résulte une disposition chaotique. Plusieurs hypothèses sont émises sur les origines de ce terrain avant qu'il ne soit exploré : structure géologique plus ancienne que les formations avoisinantes déformée par des impacts puis recouverte par des strates plus récentes, roches constituées de grains agglomérés tels que les grès terrestres. Il est peu probable qu'il s'agisse des restes du pic central créé par l'impact à l'origine du cratère Gale car les terrains concernés ne présentent pas la symétrie axiale qui devrait en résulter et on les retrouve à une altitude supérieure à ce que les modèles prédisent.

#### Reconnaissance du site (19 septembre - 2 novembre 2014)

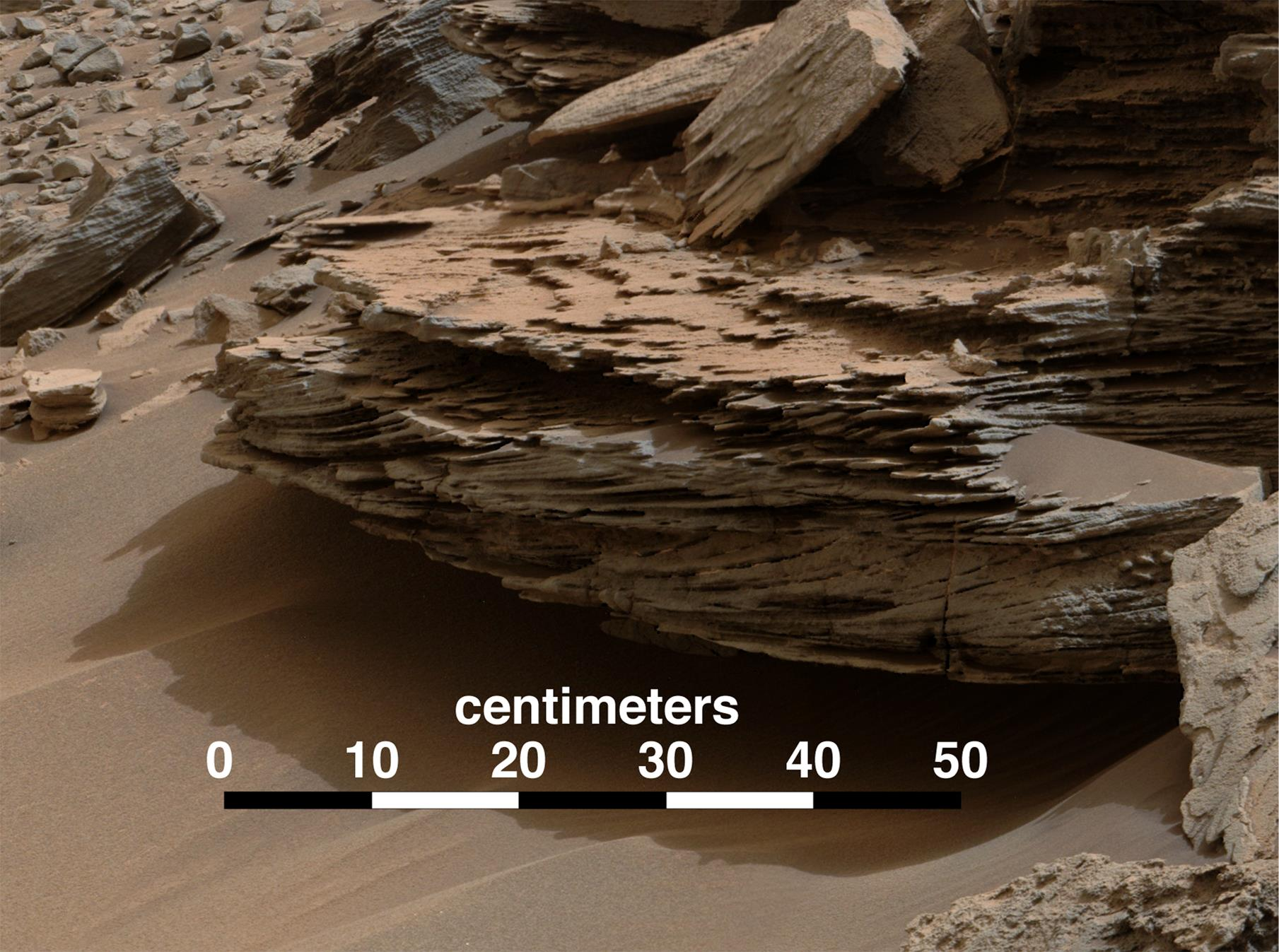
Whale Rock présente une stratification entrecroisée résultant du passage de l'eau sur un sol meuble (2 novembre, sol 796).

Le rover effectue une reconnaissance préliminaire des Pahrump Hills du 19 septembre au 2 novembre en parcourant une distance totale d'environ 110 mètres avec une dénivelée de 9 mètres. Le 24 septembre, le rover effectue un forage sur le site de "Confidence Hills" dans un sol qui se révèle plus tendre que ce qui avait été rencontré jusque-là : il extrait une carotte de 6,7 cm de profondeur qui est ensuite analysée par les laboratoires embarqués, SAM et CheMin. L'échantillon analysé présente une proportion nettement plus importante d'hématite (un minéral à base d'oxyde de fer) que dans les sols étudiés auparavant. Or l'hématite se forme en présence d'eau. Durant son séjour sur ce site qui s'étend sur deux semaines, plusieurs défaillances inexpliquées affectent le bras robotique, imposant à chaque fois un arrêt des opérations. Le site de Book Cliffs est étudié du 16 au 22 octobre. Le 19, les instruments du rover sont pointés vers la comète Siding Spring, qui passe à 131000 km de Mars,. Les sites Skyline (sols 787-789), Alexander Hills (sols 790-791), Chinle (sols 792-793), Newspaper Rock et Whale Rock (sols 794-796) sont étudiés ensuite.

#### Première exploration du site (3 novembre - 7 janvier 2015)
Le 3 novembre, le rover entame une exploration plus détaillée des Pahrump Hills. Il revient à son point de départ de Confidence Hills, avant d'étudier le site de Kelso (sols 799-802). Puis sont analysés successivement les Pink Cliffs du 13 au 18 novembre (sols 807-812), une crête d'environ dix mètres de long, l'affleurement Book Cliffs (sols 812-816), les Alexander Hills (sols 817-825), l'affleurement Chinle (sols 826-834) et enfin Whale Rock, du 12 décembre au 7 janvier (sols 835-861). Le laser utilisé par l'instrument Chemcam pour effectuer sa mise au point (avant la mise en œuvre du laser plus puissant destiné à analyser les roches) présente des signes d’affaiblissement. L'équipe au sol met au point une technique d'autofocus reposant sur le laser principal, qui sera utilisée à partir de début novembre après l'arrêt définitif du laser secondaire. L'orbiteur MAVEN, en orbite autour de Mars depuis le 21 septembre, est utilisé pour la première fois comme relais pour la transmission des données vers la Terre. Bien que placé sur une orbite moins favorable que Mars Odyssey ou MRO, il est chargé de reprendre le rôle de ces satellites vieillissants lorsque ceux-ci tomberont en panne. Durant cette période, le rover entreprend une étude détaillée, à l'aide de la caméra MAHLI et du spectromètre APXS, de différentes roches sélectionnées pour leur intérêt scientifique.

#### Deuxième étude détaillée (8 janvier - 12 mars 2015)
Le 8 janvier, le rover entame une troisième boucle dans les Pahrump Hills en revenant au nord de la zone dans le but d'analyser une série de sites classés comme prioritaires au cours des phases précédentes. Durant plus d'un mois, du 10 janvier au 11 février (sols 864-895), il stationne sur le site Pink Cliffs. Une première tentative de forage est effectuée le 14 janvier mais est infructueuse car le système de percussion fait éclater la roche. Après un test préliminaire, une carotte est finalement prélevée le 28 sur le site Mojave et l'échantillon est analysé par les deux laboratoires embarqués, CheMin et SAM. Le site est parsemé des roches à grain fin contenant des cristaux. Des analyses préliminaires suggèrent qu'il s'agit de jarosite, un minéral qui se forme dans un milieu baigné par des eaux acides. Mais les scientifiques ne disposent pas d'assez d'informations pour déterminer si la roche s'est formée dans ce milieu ou si elle a été altérée par ces eaux après sa formation.
Le 12 février, le rover revient vers le sud, entre Newspaper Rock et Whale rock. Le 20 février il prend position devant l'affleurement rocheux baptisé Telegraph Peak, sur lequel il effectue le 24 un nouveau forage (le 3e dans les Pahrump Hills et le 6e depuis le début de sa mission). Le bras est victime d'un court-circuit le 27 février durant le transfert de l'échantillon de sol vers la coupelle logée dans la tête du bras. Pour réaliser ce transfert, le rover utilise le mécanisme de percussion de la foreuse qui, en faisant vibrer l'échantillon, permet de déverser celui-ci. C'est durant cette opération qu'un court-circuit de courte durée se produit. Le problème touche un système vital pour la mission, car les deux laboratoires embarqués (Chemin et SAM) sont tributaires du bon fonctionnement de la foreuse. Les équipes sur Terre effectuent des tests pour déterminer l'origine du dysfonctionnement. On étudie également des scénarios permettant de se passer du mécanisme de percussion au cas où l'incident se reproduirait. Le 11 mars Curiosity quitte les Pahrump Hills en direction du sud-ouest, en pâssant par une vallée étroite baptisée Artist's Drive avec comme objectif d'étudier la strate suivante du Mont Sharp.

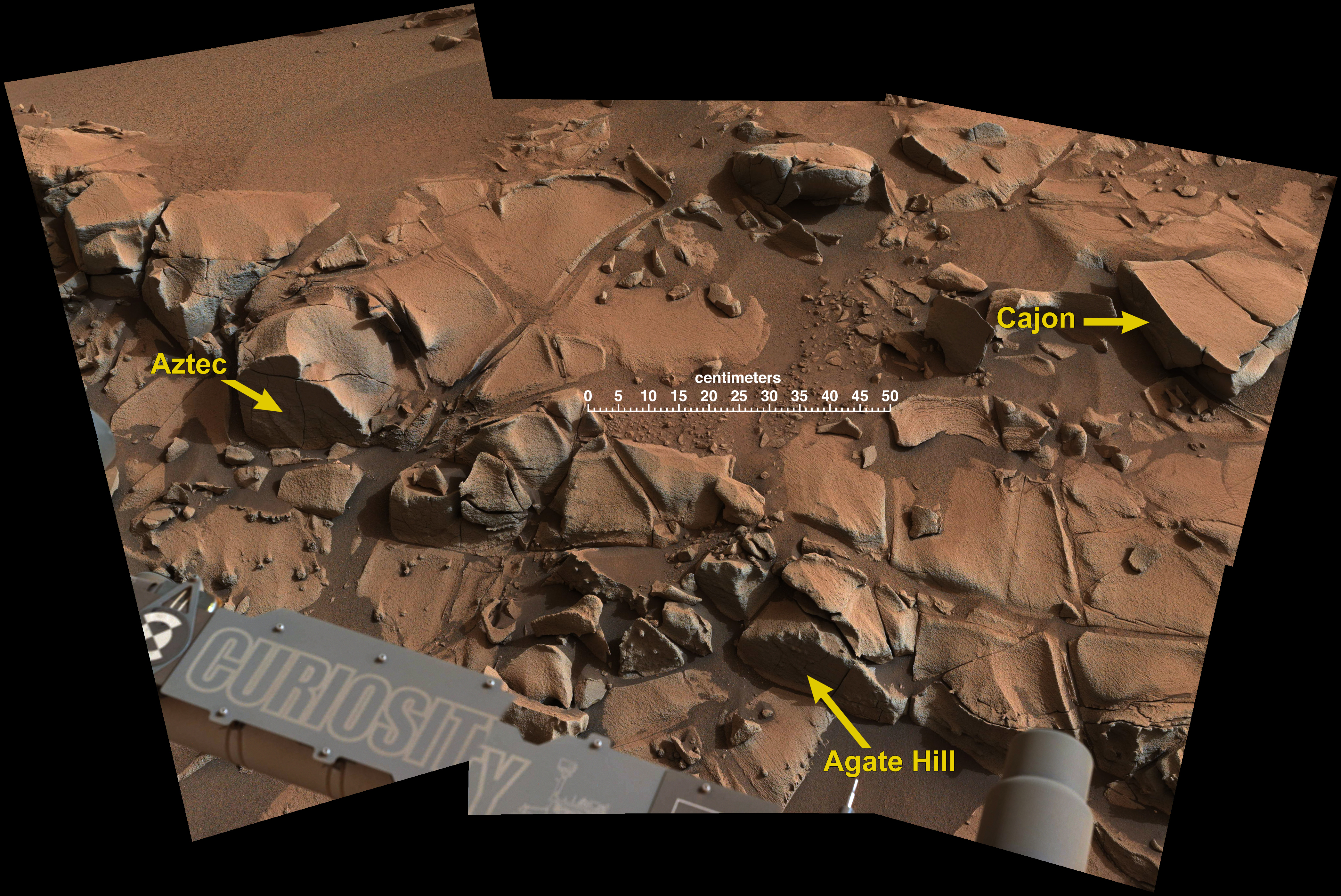
Formations rocheuses des Alexander Hills (23 novembre).
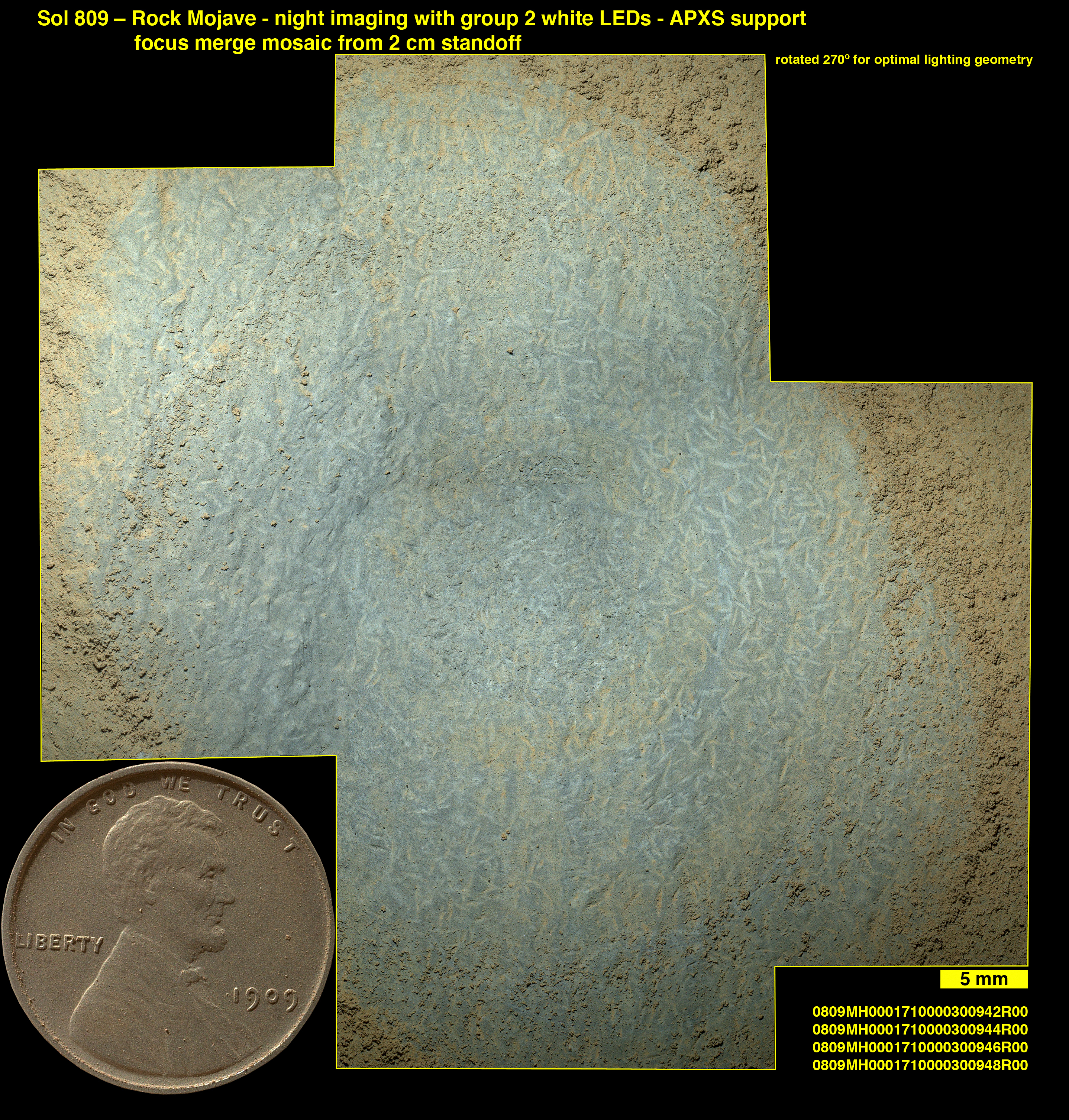
Cristaux de sels et de minéraux, témoins de l'évaporation de l'eau de sur- face sur le site Mojave (photomontage de prises de vues de MAHLI (8 décembre).
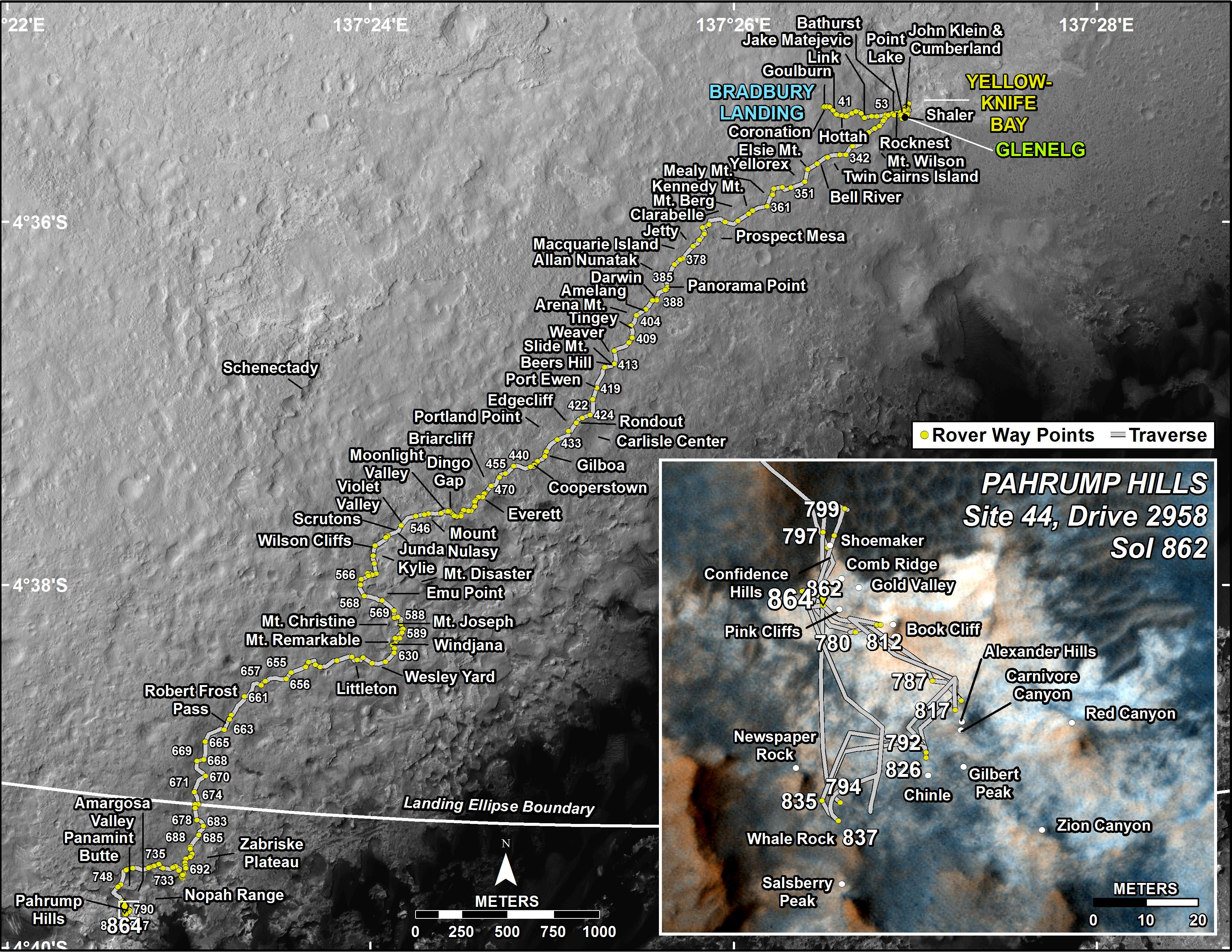
Topographie des déplacements de Curiosity jusqu'au 10 janvier (sol 864). En encadré : les déplacements du rover au terme de la première visite du site.
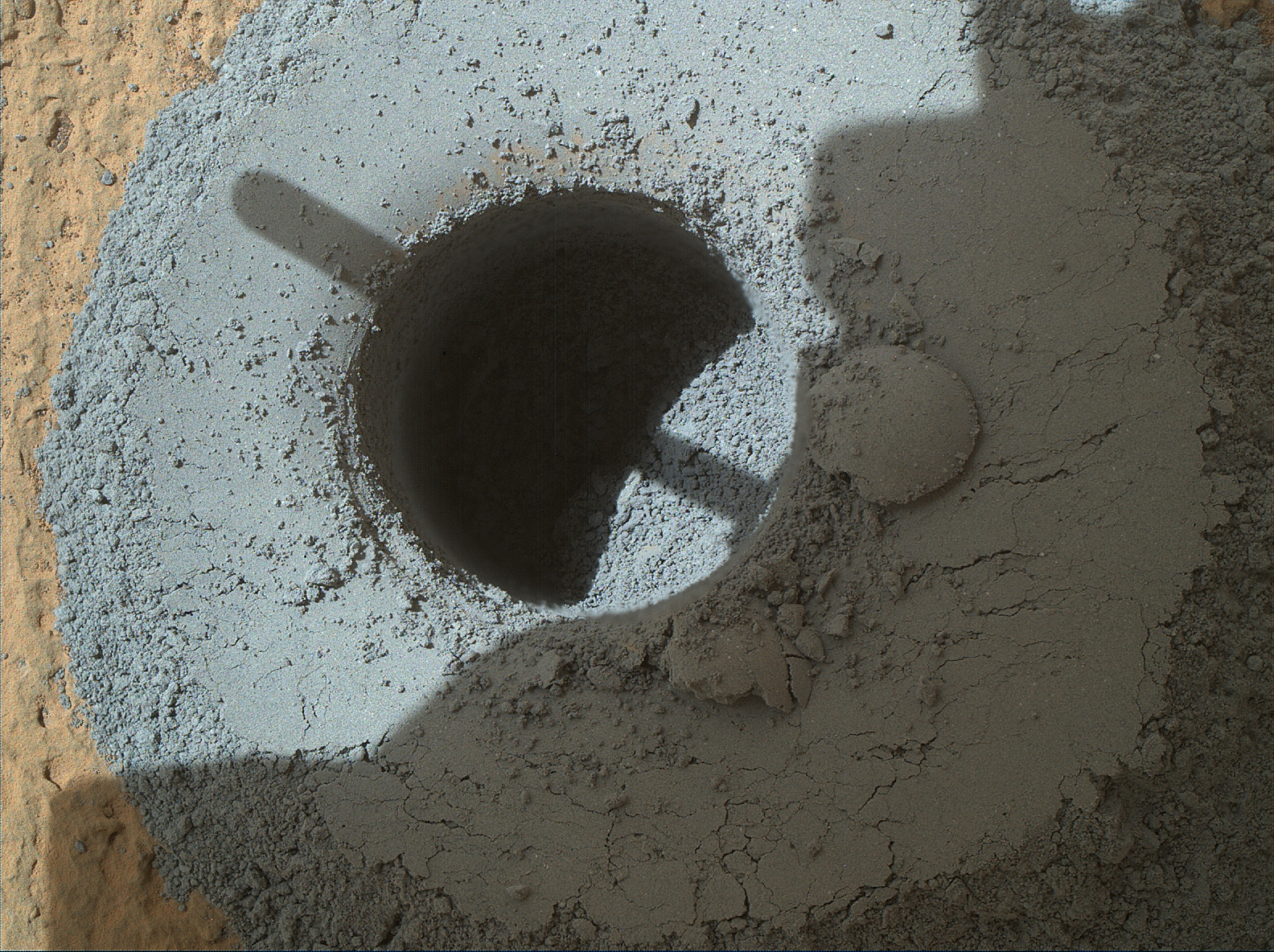
Forage de Telegraph Peak (25 février).

### Des Pahrump Hills aux dunes Bagnold (12 mars - 3 novembre 2015)
L'objectif suivant est une unité géologique baptisée Stimson constituée d'une roche qui a mieux résisté à l'érosion que celle formant les Pahrump Hills et qui génère un relief plus accidenté dans lequel les opérateurs au sol ont eu du mal à tracer un itinéraire. Les scientifiques veulent que celui-ci passe par un site permettant d'étudier facilement la zone de contact entre les unités géologiques Murray et Stimson pour déterminer la relation existant entre elles. L'itinéraire commence par un petit corridor entre deux escarpements : Artist’s Drive .

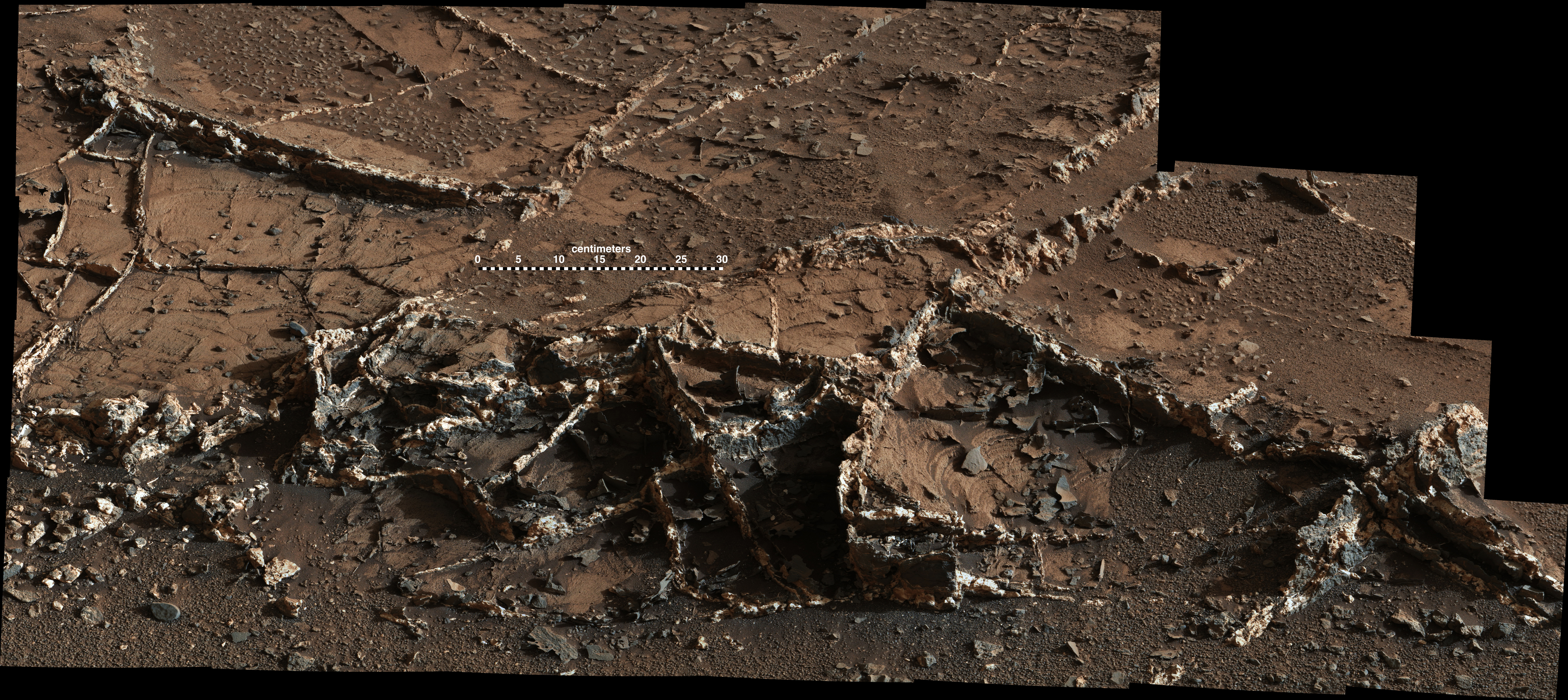
Garden City, étudié du 15 au 28 mars (sols 926-938).

Mais auparavant, du 15 au 28 mars (sols 926-938), Curiosity inspecte un affleurement pour le moins étonnant baptisé Garden City, un site constitué d’innombrables veines claires et foncées avec des crêtes entrecroisées jaillissant du sol et dont les plus importantes mesurent 6 cm de hauteur et presque 4 cm de large. Le 30 mars (sol 940), il inspecte un rocher baptisé Kanosh puis, le 8 avril (sol 949), pénètre dans Artist’s Drive qu'il traverse en deux jours. Le passage s'élargit alors et Curiosity poursuit sa route en laissant sur sa gauche une série de dunes.
Le 16 avril (sol 957), Curiosity franchit son dixième kilomètre et, le lendemain, atteint une zone dégagée, qu'il parcourt aisément (plus de 100 m parcourus le 19). Le 22 (sol 963), la décision est prise de le faire passer par une petite vallée jugée intéressante sur le plan géologique, le col Logan, au terme d'un détour par le site Mount Shields, qu'il atteint le 30 (sol 971) et qu'il étudie pendant quatre jours.

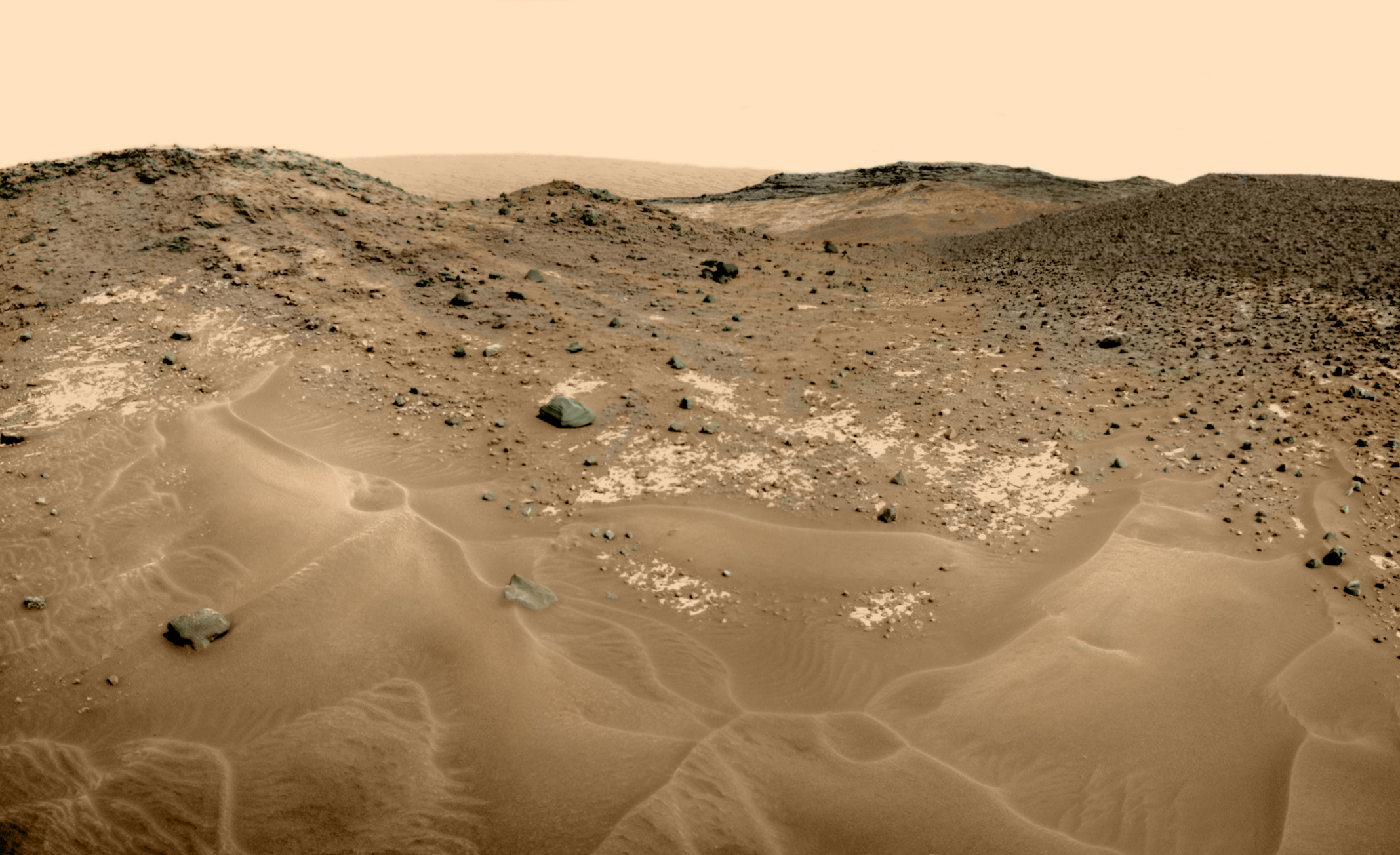
Mount Shields, visité le 5 mai (sol 976).

Le 5 mai (sol 976), le rover se rend vers Jocko Chute, un passage étroit situé entre Jocko Butte et Apikuni Mountain, qui débouche sur le col Logan et en face duquel une crète baptisée Mount Stimson (photo). Ce jour là, il effectue un déplacement de 262,41 m, qui constitue le record de distance parcourue en une seule journée par un rover. Mais le 14 mai le rover doit faire demi-tour car l'accès au col est impraticable car trop pentu. Le trajet se fera par un autre passage, situé plus au nord, le col Marias, où il s'engage le 21 mai (sol 991) et où il va séjourner pendant près de trois mois.
Le col Marias
Le 25 mai (sol 995), Curiosity est dirigée vers le site Piegan, où il s'immobilise deux jours plus tard pour une durée d'un mois, le temps de la conjonction solaire, pendant laquelle Mars se trouve diamétralement opposé à la Terre par rapport au Soleil, ce qui interdit toute communication. Durant ces congés forcés les équipes scientifiques se rencontrent à Paris et confrontent leurs résultats. Or les instruments RAD et ChemCam ont tous deux fait des mesures atypiques sur le même site près du col Marias : une forte concentration de neutrons et une teneur en silice anormalement élevée.
Lorsque la liaison entre la Terre et le rover est rétablie le 30 juin celui-ci retourne sur le site pour tenter d'effectuer un prélèvement et de l'analyser. Mais le rocher Lamoose sélectionné se trouve trop en contrebas pour pouvoir être atteint par la foreuse. Le rover étudie alors la roche Missoula, qui s'avère particulièrement riche en silice mais pas autant que le premier site. Du 4 au 7 juillet (sols 1034-1037), une nouvelle tentative est effectuée sur la roche Elk mais une fois de plus la foreuse ne parvient pas à l'atteindre.

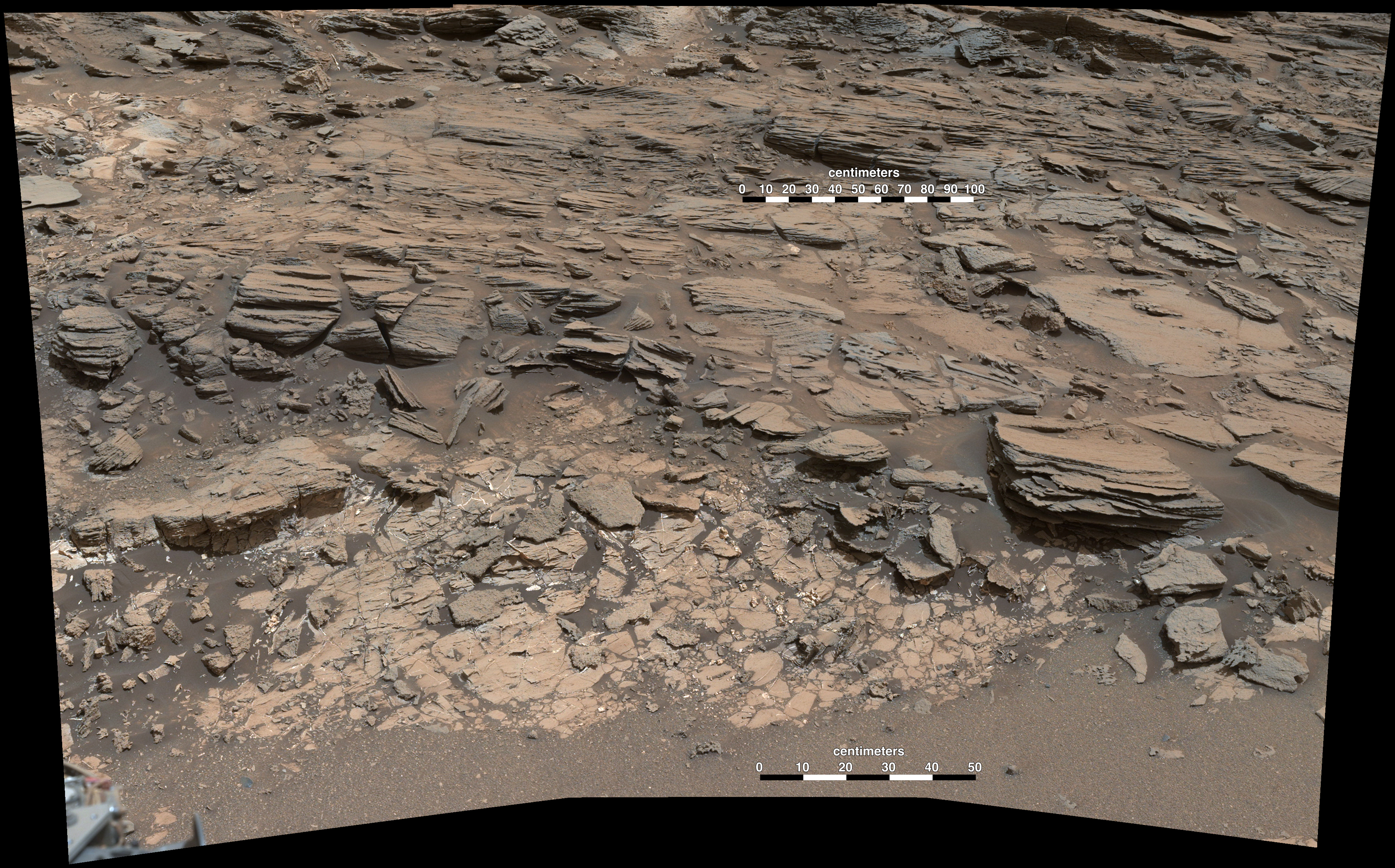
La couche inférieure, plus claire et constituée de roches argileuses, est surmontée par du grès (1er juillet).
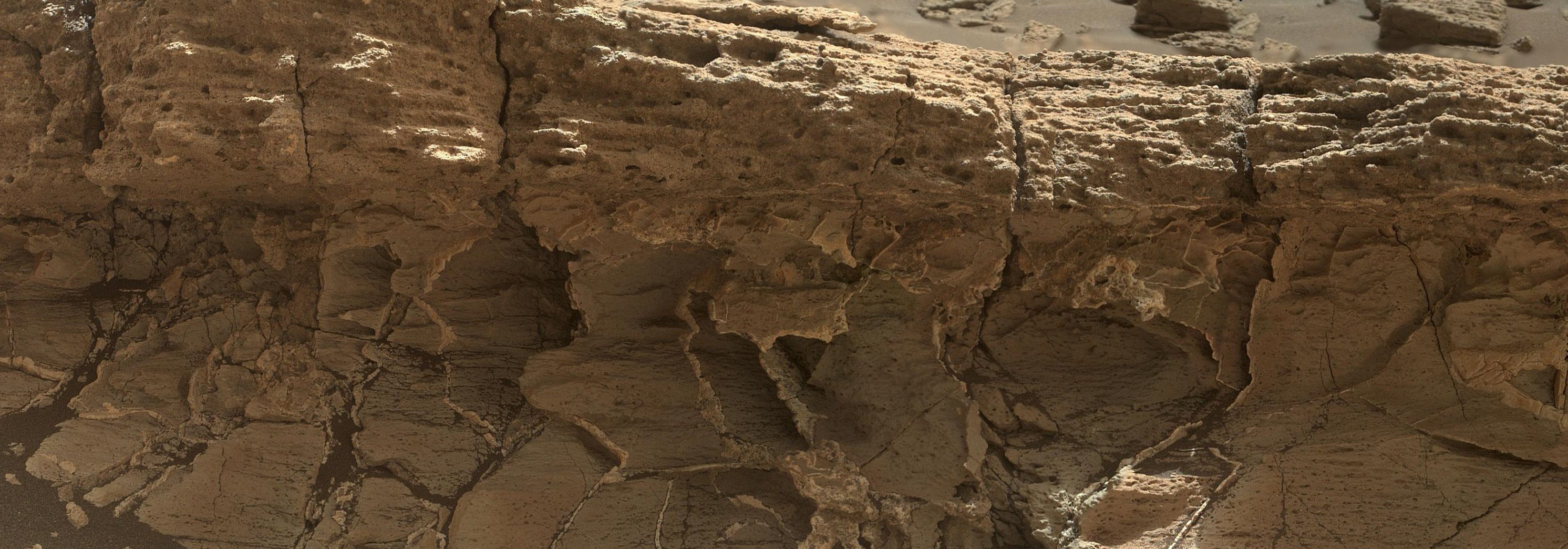
La roche Missoula, le 1er juillet
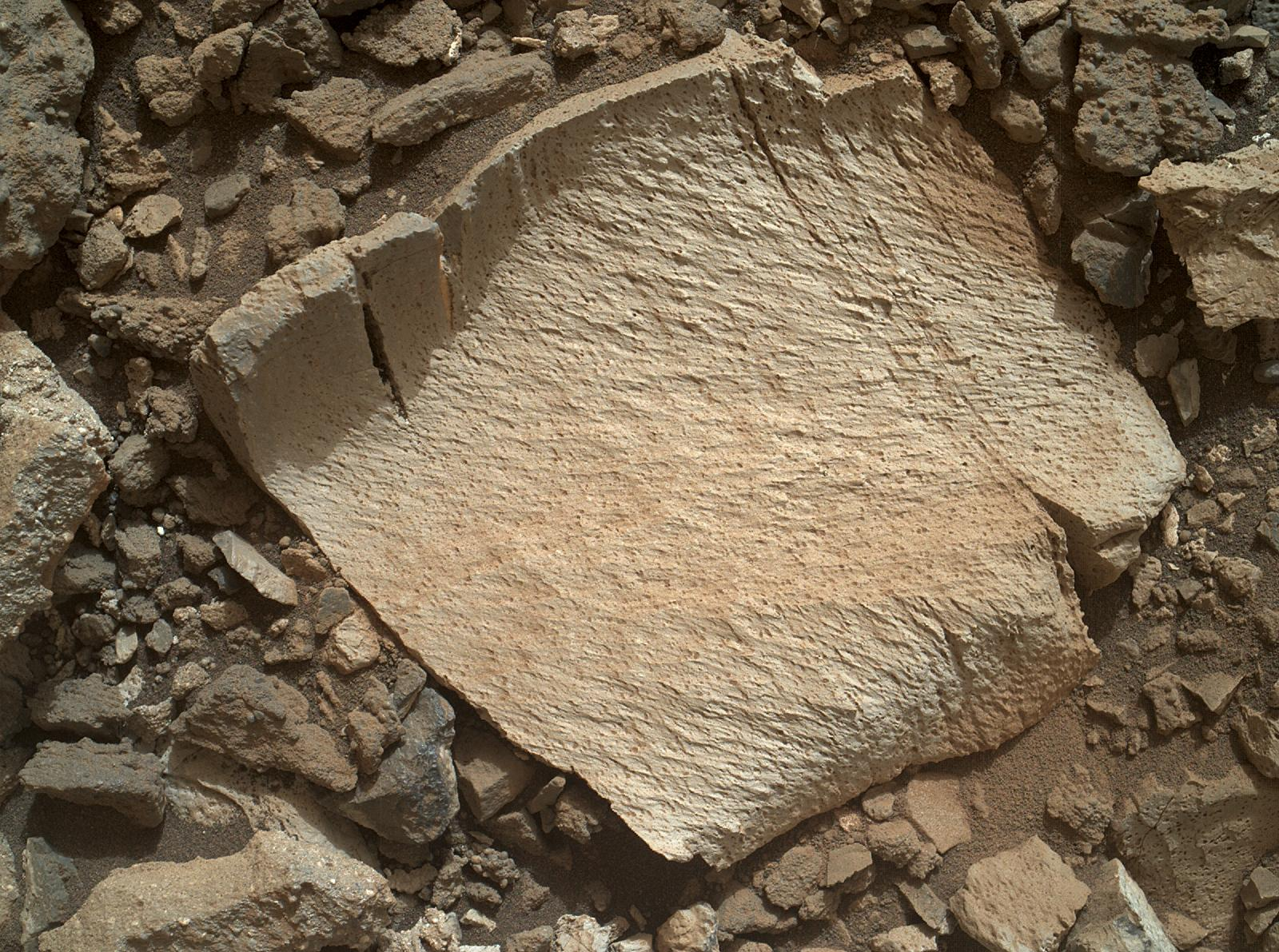
La roche Lamoose, comportant une part importante de silice (7 juillet).

Le 13 juillet (sol 1042) effectue de nouveau un demi-tour pour trouver un site convenable. Le 19 le rover est dirigé vers un escarpement situé à la base de Apikuni Mountain et baptisé Lion, qu'il atteint le 24. Après avoir obtenu le feu vert pour utiliser de nouveau la foreuse, un échantillon dans la roche Buckskin présentant les caractéristiques adéquates est enfin prélevé le 30 . le matériau qui est extrait est le plus clair de tous ceux prélevés jusque-là. Analysé à l'aide du laboratoire ChemMin, il s'avère composé d'un forme de silice baptisée tridymite qui est détectée pour la première fois sur Mars. Sa présence est complètement inexpliquée car elle se forme normalement dans des roches volcaniques ou métamorphiques alors que les sols du site sont formés de roches sédimentaires. Le 5 août (sol 1065), alors que les techniciens du JPL s'apprête à fêter le 3e anniversaire de son arrivée sur Mars, Curiosity effectue son 5e selfie. Le 7, il opère un nouveau demi-tour et revient vers le rocher Missoula, près duquel il a été immobilisé en juin, et le 13 (sol 1073), il quitte définitivement le col Marias et poursuit sa route vers le sud.
Terrains accidentés
Pendant dix jours, le terrain est assez dégagé et les déplacements aisés mais à partir du 22 août (sol 1082), il devient accidenté : « Curiosity est encore à 8 km de l’extrémité de l’éventail alluvionnaire de la vallée qui descend du Mont Sharp et qui constitue son objectif à terme et les routes possibles qui s’offrent aux navigateurs du JPL ne permettent pas toujours de progresser sur un sol facile ». Le 27 août, Curiosity s'approche d'une élévation qui est « constituée de grès en fines couches dont certaines se recoupent. Il s’agit apparemment de dépôts éoliens pétrifiés qui surmontes des roches argileuses ».
Arrêts à Bridger Basin
Le 8 septembre (sol 1098), le rover pénètre dans une zone appelée Bridger Basin, laissant sur sa droite un escarpement important baptisé Bob Marshall Ridge. Le 14 (sol 1104), il entre dans une petite aire dont il va analyser les roches pendant près de deux mois. Du 22 septembre au 10 octobre (sols 1112-1126), il reste stationné devant la roche Big Sky, sur laquelle il effectue un forage le 29 septembre (sol 1119). À nouveau, les échantillons révèlent une forte teneur en silice. Le 6 octobre (sol 1122), le rover prend son 6e selfie. Du 8 au 23 octobre (sols 1127-1143), il étudie une roche voisine, Greenhorn, sur laquelle il effectue nouveau forage le 18 (sol 1137). Le 29 (sol 1148), la NAVCAM prend plusieurs clichés panoramiques, dont certains font clairement apparaître la vallée Peace, qui constitue l'objectif de Curiosity.

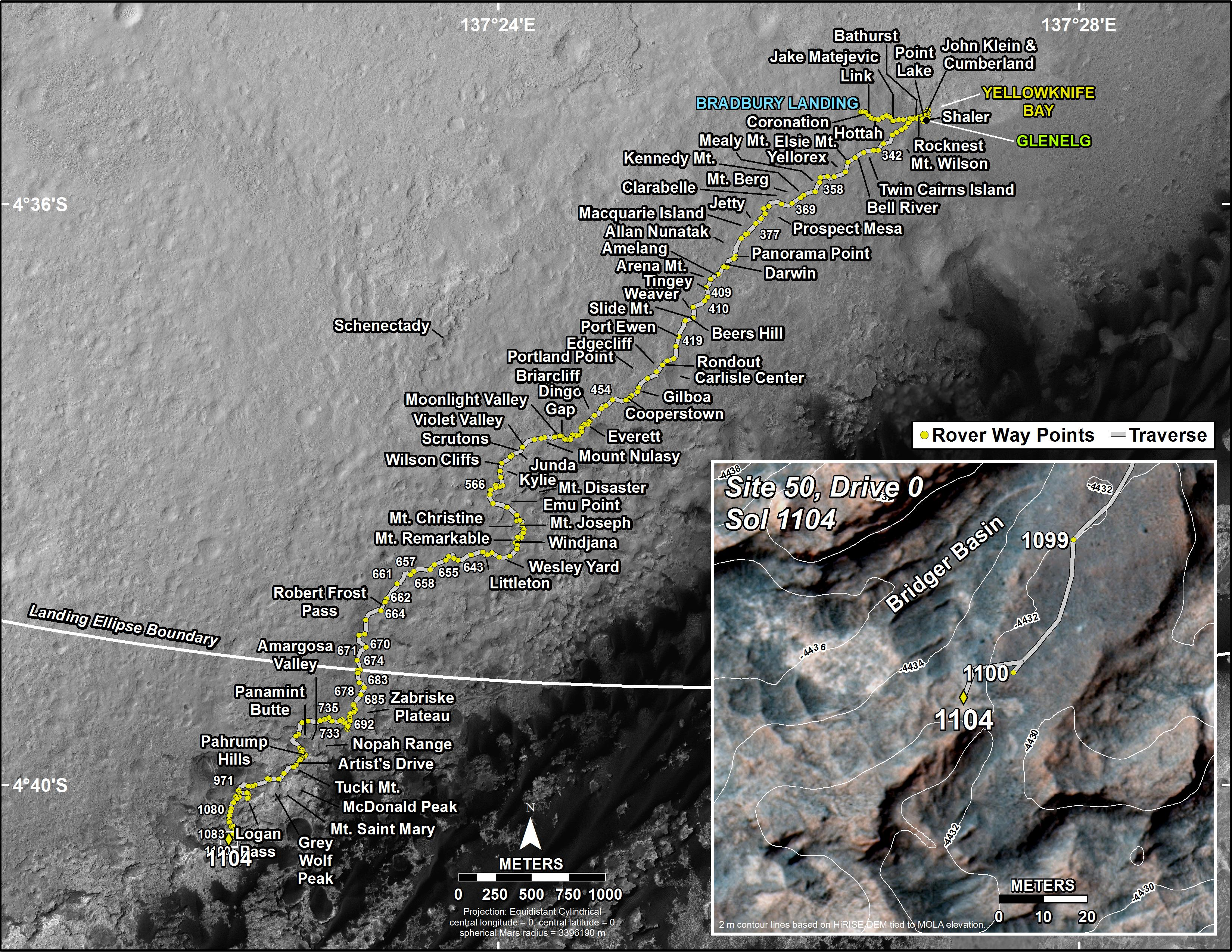
Récapitulatif du trajet de Curiosity jusqu'au 14 septembre 2015 (sol 1104), alors qu'il évolue sur le site Bridger Basin.
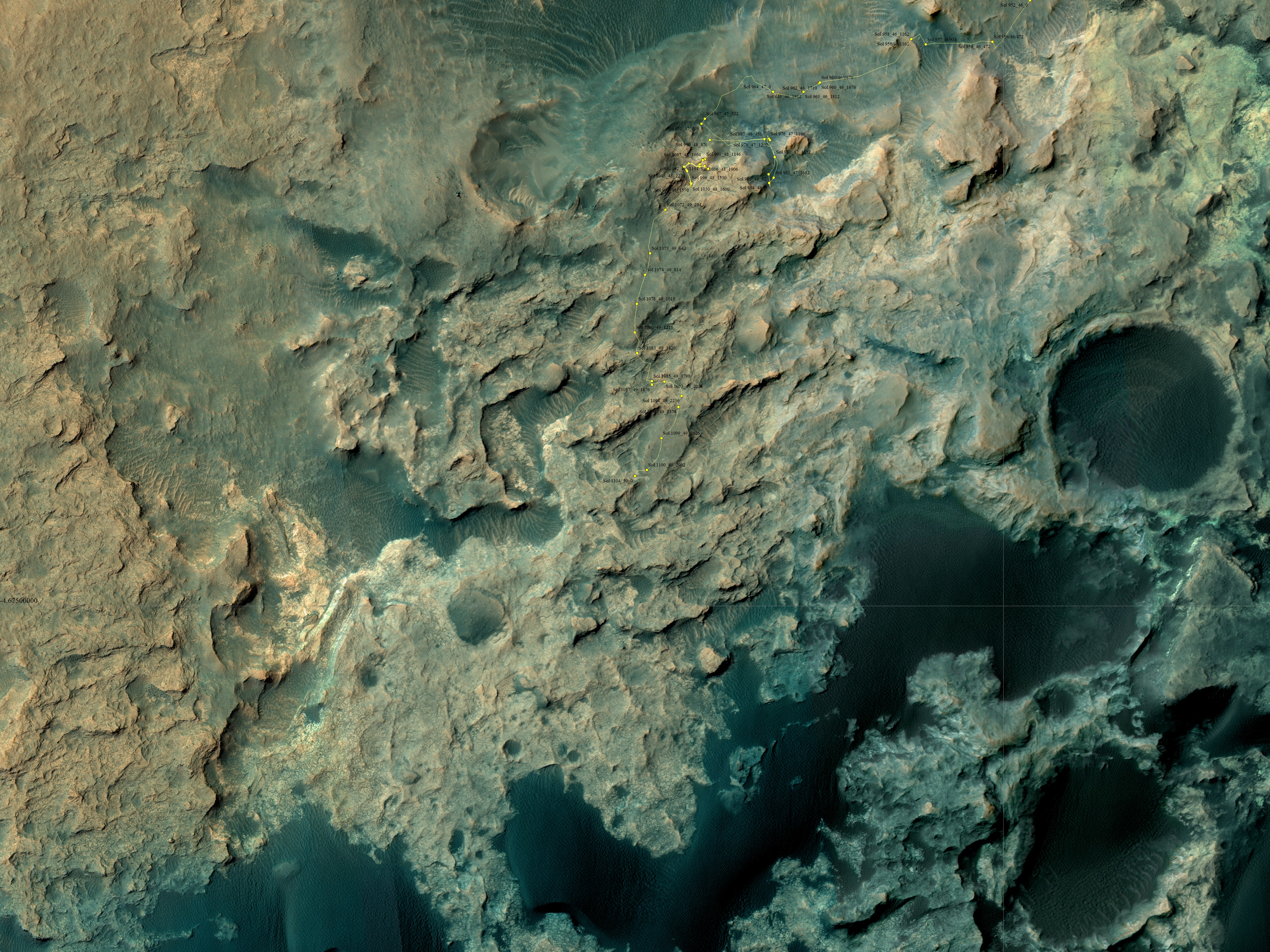
Cette vue rapprochée de MRO montre le trajet du rover entre le 11 avril (sol 952) et le 14 septembre (sol 1104).

### Dunes Bagnold (novembre 2015 - février 2016)

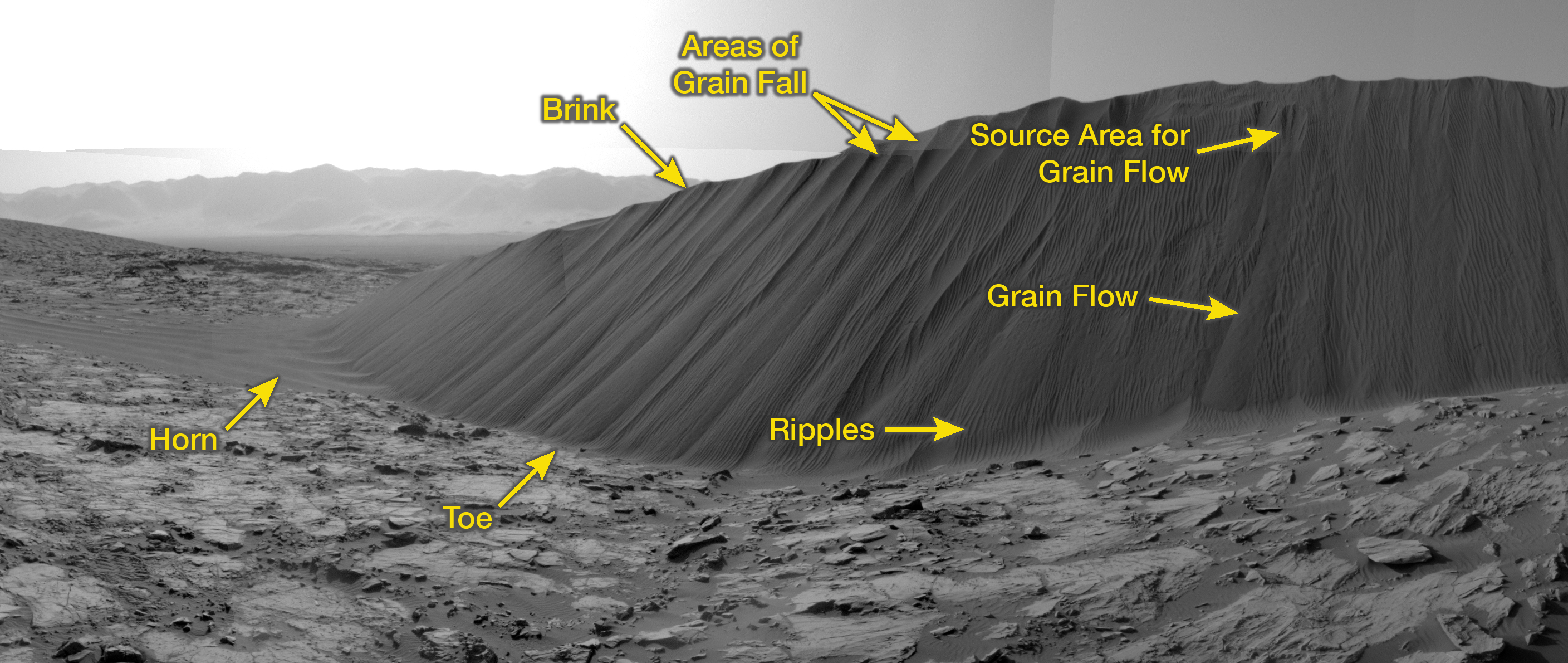
La Dune Namib de 4 mètres de haut fait partie du champ de dunes de sable Bagnold (décembre 2015)..

Le 3 novembre (sol 1152), le rover quitte Bridger Basin et poursuit sa route vers le sud-ouest vers les Bagnold Dunes. Celles-ci intéressent les scientifiques car elles sont différentes de toutes celles étudiées par Curiosity jusque-là : d'après les données collectées par les instruments CRISM et HiRISE de l'orbiteur MRO ce sont des dunes actives, très sombres et comportant une signature spectrale d'olivine spécifique. Du 4 au 8 (sols 1153-1157), le rover longe une petite dépression recouverte de dunes, Cut Bank Valley puis, du 9 au 12 (sols 1158-1161), la butte Brandberg , avançant en direction des Bagnold Dunes.
Le 17 novembre (sol 1166), alors qu'il est prévu que Curiosity poursuive son itinéraire vers le sud-ouest, en direction des Murray buttes, on l'a fait dériver vers le sud et, le 23 (sol 1172), il s'engage sur une bande étroite bordée par deux grands champs de dunes de gravier sombre, faisant partie des Bagnold Dunes : High Dune, sur sa gauche, et Namib Dune, sur sa droite. Le lendemain, il s'approche de la première et l'étudie pendant plus de deux semaines,. Le 13 décembre (sol 1192), il se rapproche cette fois de l'autre champ de dunes, Namib Dune, en particulier, deux jours plus tard, de son front, qui est de taille gigantesque et en forme de coude (photo). Il y séjourne plus de deux semaines avant de revenir sur ses pas le 6 janvier 2016 (sol 1215). Il lui est en effet impossible de poursuivre son chemin vers le sud, en direction du Mont Sharp, sans risquer de d'enliser dans les sables. Du 7 janvier (sol 1216) au 8 février (sol 1247), le rover effectue un séjour prolongé sur le site Golabeb, Hebron, prenant un nouveau selfie le 19 janvier et procédant à de multiples analyses du sable de Namib Dune. Le 10 février, il reprend ses déplacements et est dirigé vers le nord (afin de reprendre l'itinéraire initialement programmé vers les Murray Buttes) et le 22 (sol 1259), il quitte définitivement la zone séparant High Dune et Namib Dune en direction du plateau Naukluft.

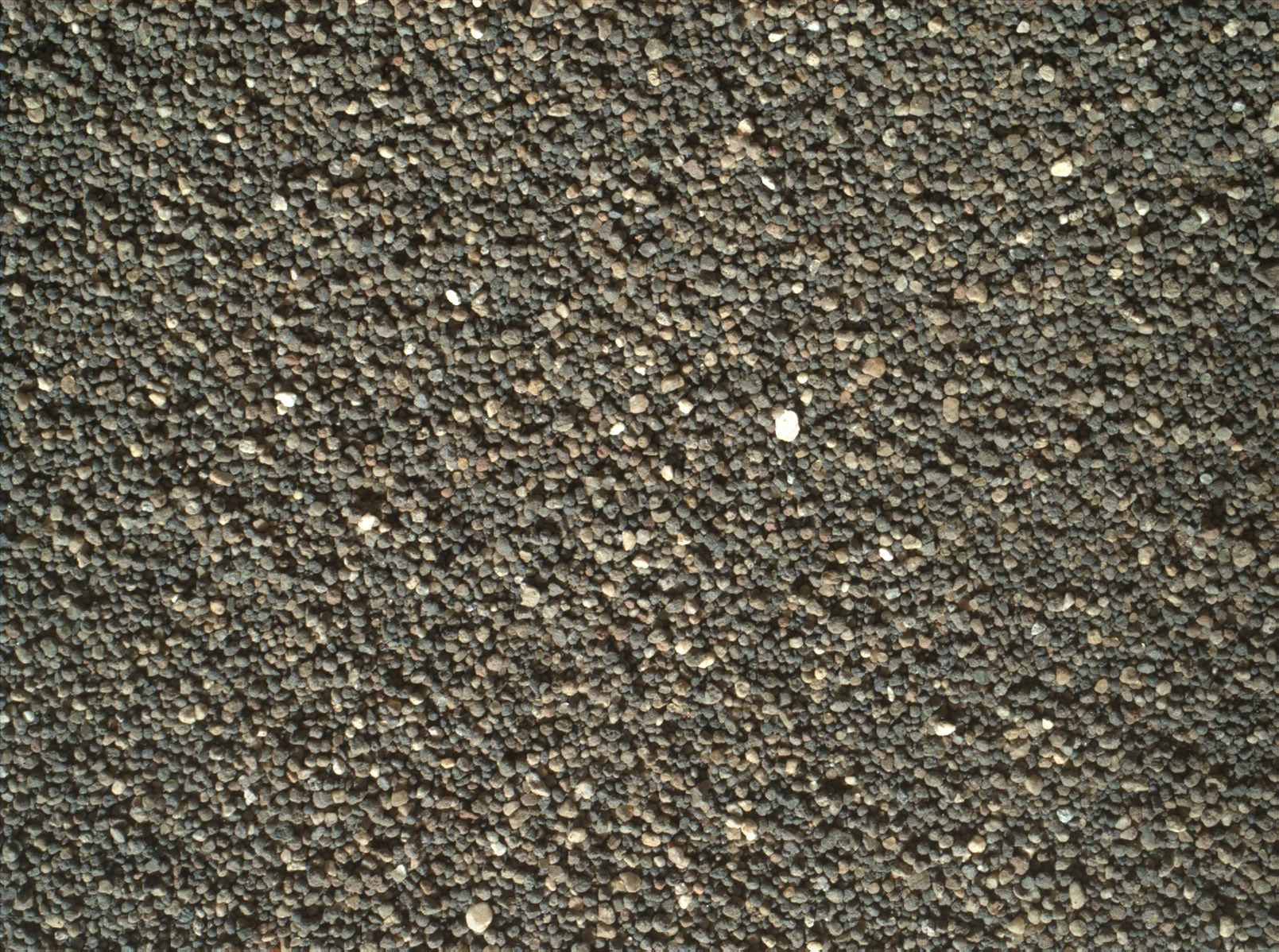
Gros plan sur le sable de High Dune, le 5 décembre 2015.
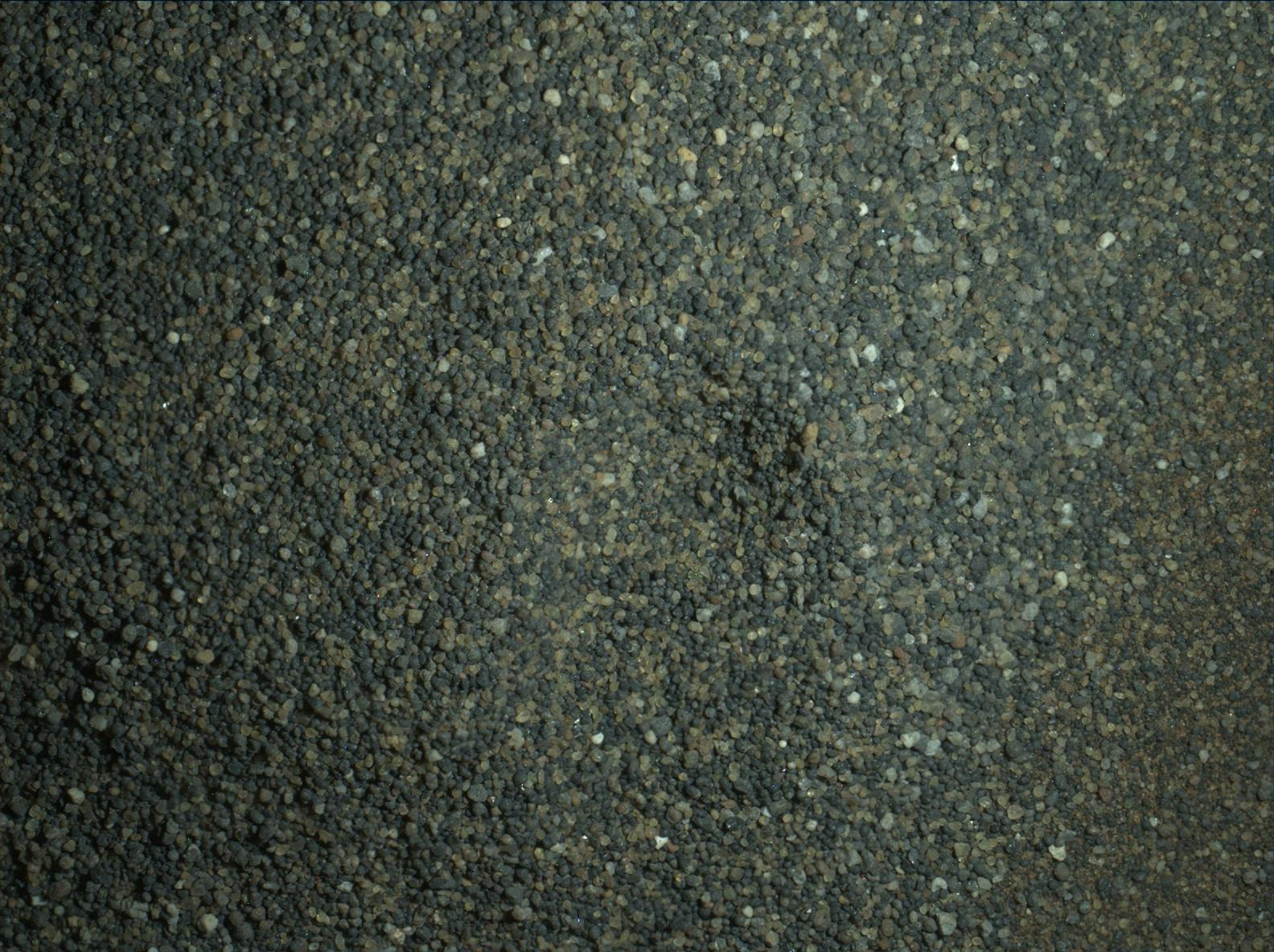
Gros plan sur le sable de Namib Dune, le 22 janvier 2016

### Plateau Naukluft (7 mars - 13 juin 2016)
Le 7 mars (sol 1274), Curiosity atteint le plateau Naukluft. L'objectif est de contourner les Bagnold Dunes en se déplaçant vers l'ouest avant de reprendre le chemin vers le sud. Le terrain s'annonce particulièrement difficile. Le 5 avril (sol 1303), la Mastcam prend un panorama du paysage environnant. Le 11 (sol 1309), le rover pénètre dans une petite zone qu'il va explorer pendant plus d'un mois et baptisée Stimson. Le lendemain, en effet, 
l’instrument Chemcam identifie sur un bloc un taux particulièrement élevé de silice. Le 17 (sol 1314), Curiosity effectue un demi-tour pour étudier cette roche et y effectuer un forage , le 10ème depuis son arrivée sur Mars. Le 23 (sol 1320), ce forage est opéré sur le rocher Lubango, près duquel Curiosity stationne une dizaine de jours. Le 5 mai (sol 1332) est effectué un nouveau forage, sur le site Okoruso, puis le 4 juin (sol 1361), un troisième sur le site Oudam (le douzième depuis le début de la mission), où le rover stationne une dizaine de sols. Le 13 (sol 1369), Curiosity s'éloigne du plateau Naukluft en direction du sud, sur un terrain toujours aussi accidenté.

### Murray Buttes (13 juin - 22 septembre 2016)
Curiosity contourne les Bagnold Dunes par l'ouest : Helgas Dune d'abord, puis, en juillet, Kalahari Dune. L'équipe du JPL lui assigne ce cap vers le sud jusqu'à son objectif ultime : le sommet du Mont Sharp. À la fin du mois de juillet, le rover aborde une zone couverte de mesas (plateaux ou simples buttes à sommet plat et aux versants abrupts), évoluant à proximité des Murray Buttes à partir du 8 août (sol 1434) afin d'y trouver des indices sur les changements climatiques , et effectuant un nouveau forage sur le site Quela.
Le 6 septembre (sol 1452), Curiosity arrive à la hauteur du dernier mesa et deux jours plus tard, il se positionne à la base de son flanc sud. Il y stationne une douzaine de jours, envoyant des images spectaculaires et effectuant un nouveau forage sur le site Quela. Le 22 septembre (sol 1468), il quitte définitivement la zone.

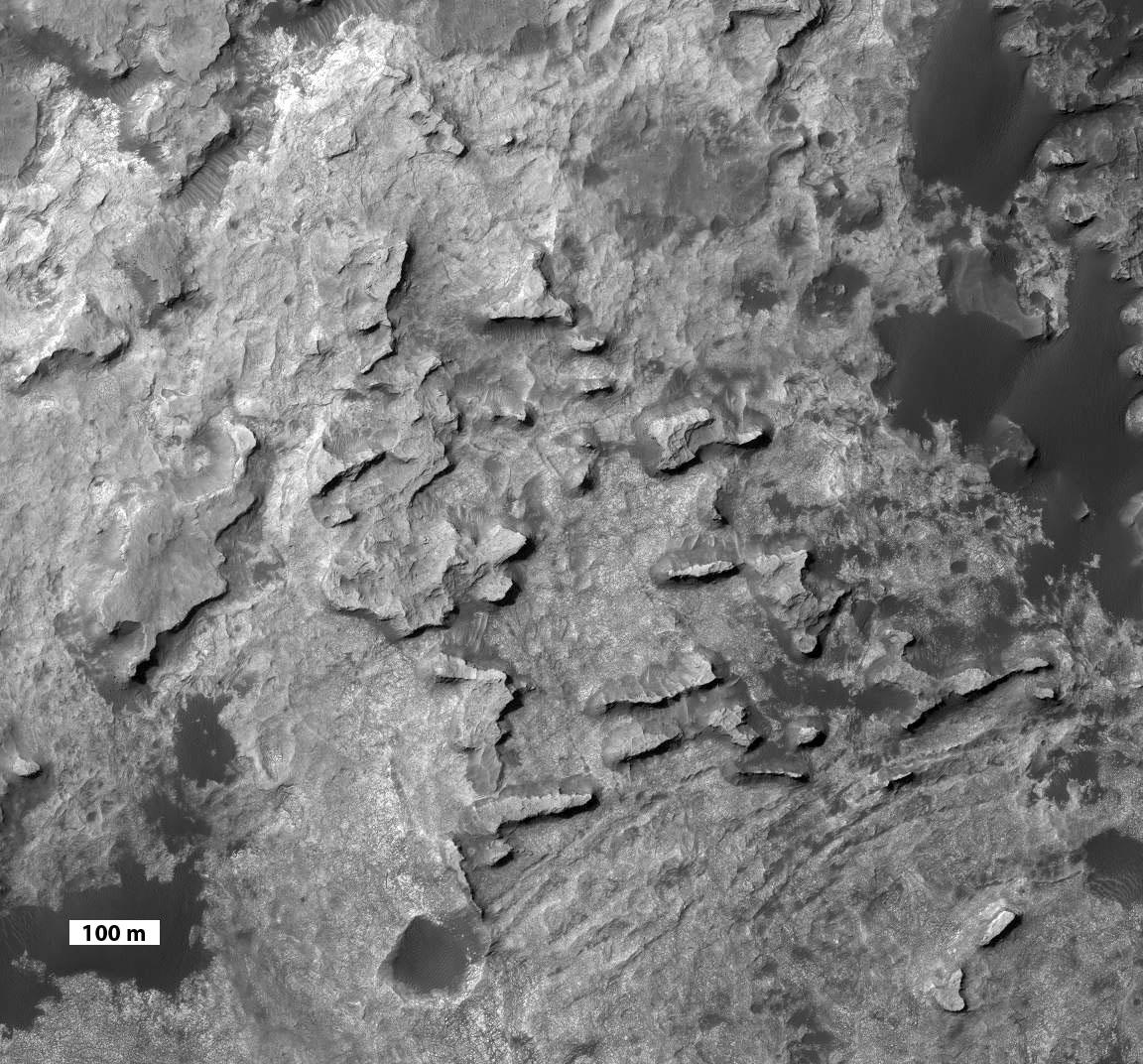
Très visibles, au centre, les mesas entre lesquels le rover se faufile en juillet-août 2016; en haut, le plateau Naukluft; à gauche, les Murray Buttes; à droite, en sombre, les Bagnold Dunes; en bas, la zone vers laquelle s'achemine Curiosity en septembre.
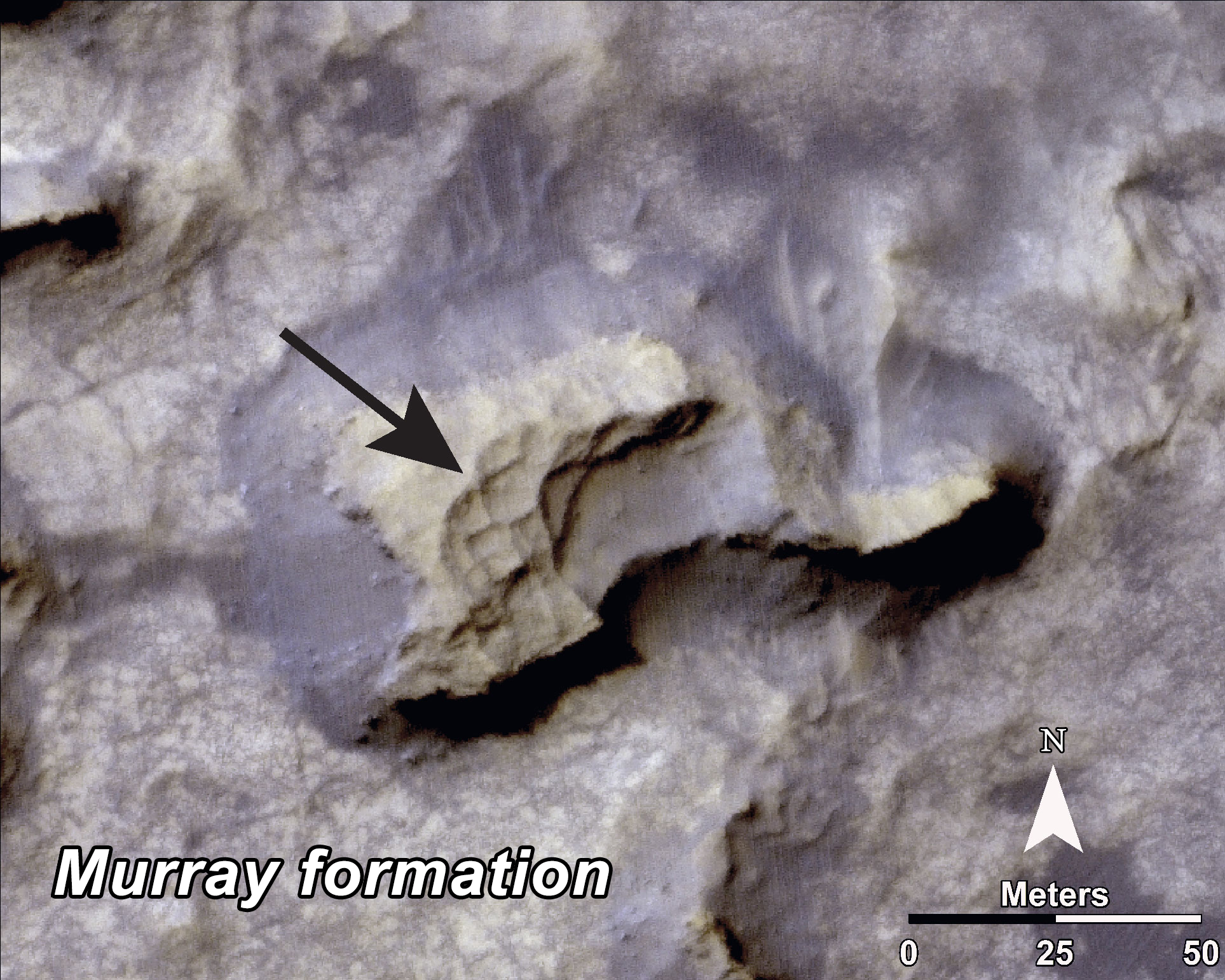
Photographié par la sonde MRO, l'un des mesas que Curiosity contourne par l'ouest le 15 août et que l'on retrouve dans le coin supérieur droit de la photo précédente.

### Dalle Old Soaker (22 septembre 2016 - 26 avril 2017)
Poursuivant sa route vers le sud, Curiosity amorce alors la traversée d'une région plate mais rocailleuse depuis laquelle il va traverser le long couloir des Bagnold dunes.
Le 3 octobre, un communiqué du JPL indique que "la mission Curiosity a déjà atteint son objectif principal : déterminer si la région a jamais offert les conditions favorables pour la vie microbienne, autrement dit si Mars a accueilli jadis la vie. Les scientifiques affirment que "la mission a d'ores et déjà démontré l'existence passée de rivières et de lacs et transmis des données indiquant la présence d'ingrédients chimiques nécessaires à la vie, telle que nous la connaissons. Les projets pour les deux années à venir prévoient une ascension difficile du Mont Sharp, où l'on soupçonne des sols riches en hématite et en argile".
Le 11 octobre (sol 1486), Curiosity oblique à 90 degrés sur sa droite pour étudier une zone susceptible de présenter un intérêt géologique. Le 21 (sol 1496), il effectue un forage sur le site Sebina. Les images prises alors mettent en évidence la présence de vent, ce qui sera confirmé trois mois plus tard.

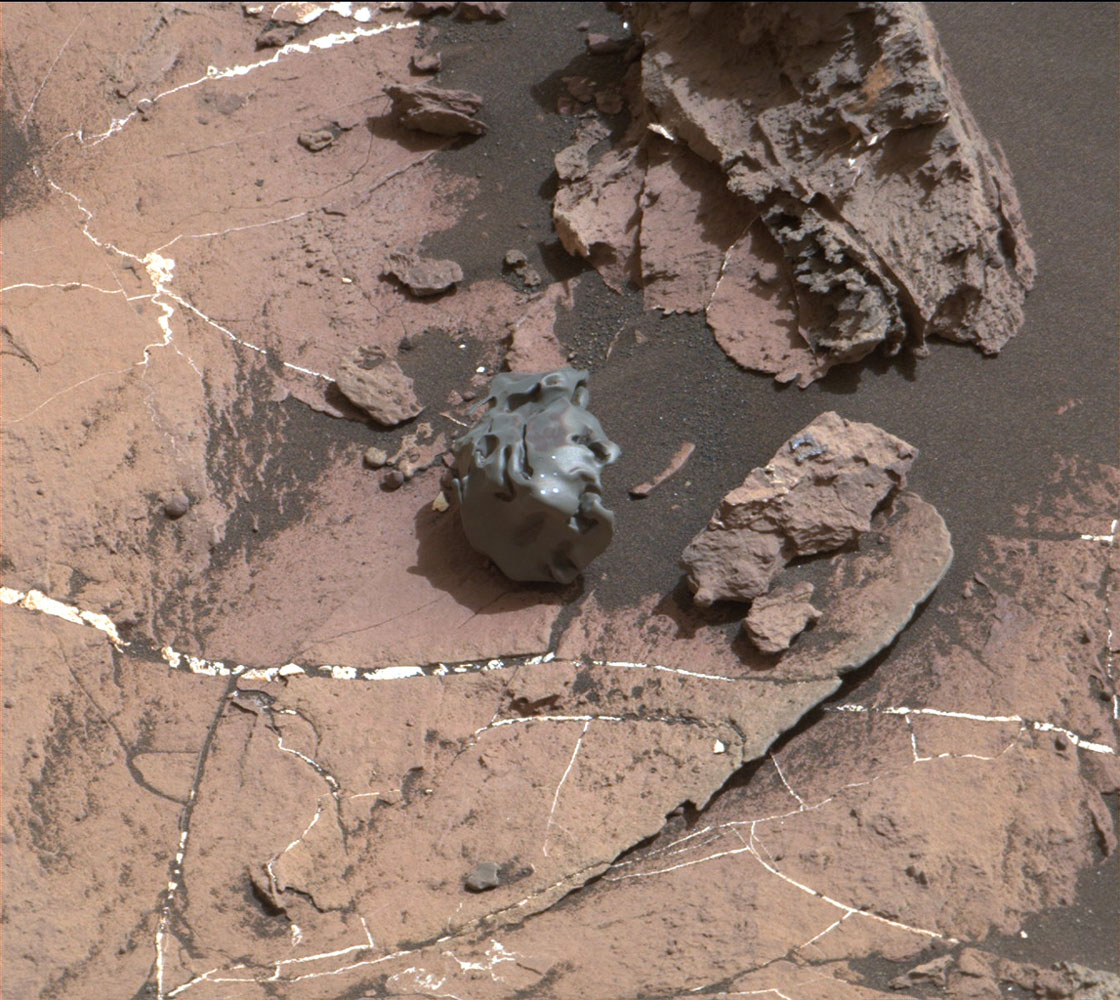
Le 28 octobre est découverte une météorite de la taille d'un œuf et baptisée Egg Rock.

Le 23 et 24 janvier, Curiosity observe les mouvements des dunes de sable au contact du vent.

Le 28 octobre (sol 1503), est découverte une météorite de la taille d'un œuf. D'autres météorites nickel-fer ont déjà été découvertes sur Mars par les rovers Spirit et Opportunity mais celle-ci est la première à l'être par Curiosity. C'est aussi la première à être examinée par spectroscopie induite par laser.
Le 16 novembre (sol 1521), l'engin parvient à un site baptisé Old Soaker, sur lequel il va rester immobilisé pendant près de deux mois. Ce jour-là, les opérateurs constatent qu'un ordre de forage n'a pas été exécuté. Le bras s'est bien déployé au-dessus de la roche visée, mettant le foret de la perceuse au-dessus de sa cible, mais celle-ci ne s'est pas mise en marche. Décision est alors prise d'éviter tout déplacement tant que ce problème n'est pas résolu. Les scientifiques en profitent pour multiplier ses observations.

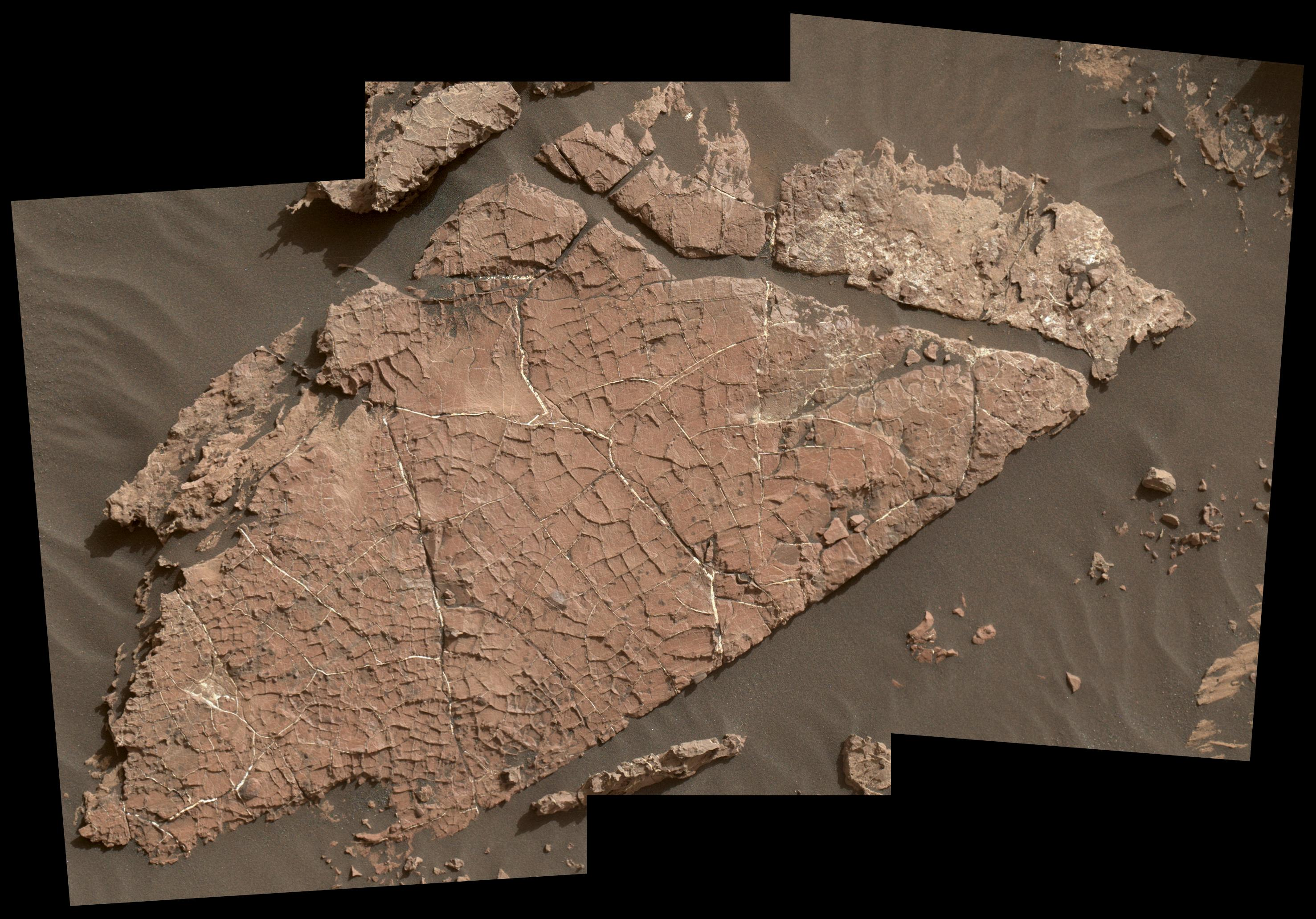
La dalle "Old Soaker", découverte en novembre. Les fissures sont interprétées comme étant de la boue qui aurait séché.

Le réseau de fissures observées sur "Old Soaker" pourrait s'être formé à partir de l'assèchement d'une couche de boue il y a plus de 3 milliards d'années. La photo que l'on voit à gauche correspond à une zone de 1,2 mètre de large. Elle combine trois images prises par la caméra MAHLI. Les fissures correspondraient à de la boue séchée. Elles seraient donc la preuve d'une époque où des périodes sèches auraient alterné avec des périodes humides. Curiosity avait déjà précédemment trouvé des signes d'anciens lacs, cette thèse semble donc se confirmer ici.
Le 4 janvier 2017, Curiosity reprend sa route. Un peu plus tard, il observe des petites crêtes dont on pense qu'elles auraient pu être créées jadis par de la boue séchée.
Et les 23 et 24 janvier, donc à 24 heures de distance, et sans se déplacer lui-même, il photographie le sable qui se trouve à ses côtés. La comparaison des images permet clairement de détecter la présence d'un vent léger.
Le 26 avril (sol 1678) s'achève la seconde phase de la mission de Curiosity. Ce jour-là en effet, il quitte la zone des Bagnold dunes. Commence alors la troisième et dernière étape : l'ascension du Mont Sharp.

## Ascension du mont Sharp (26 avril 2017 - )

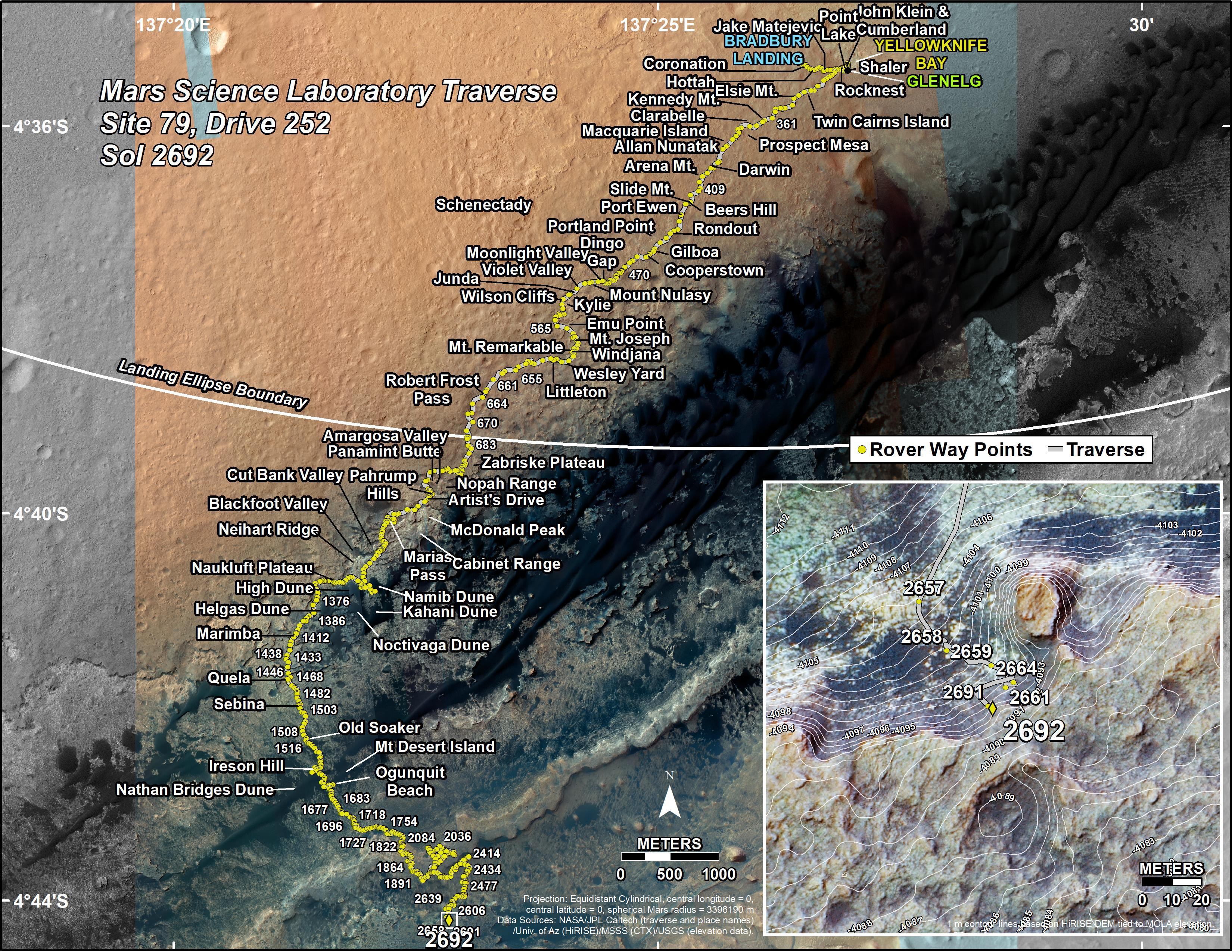
Trajet effectué le 3 mars 2020 depuis l'atterrissage (août 2012).
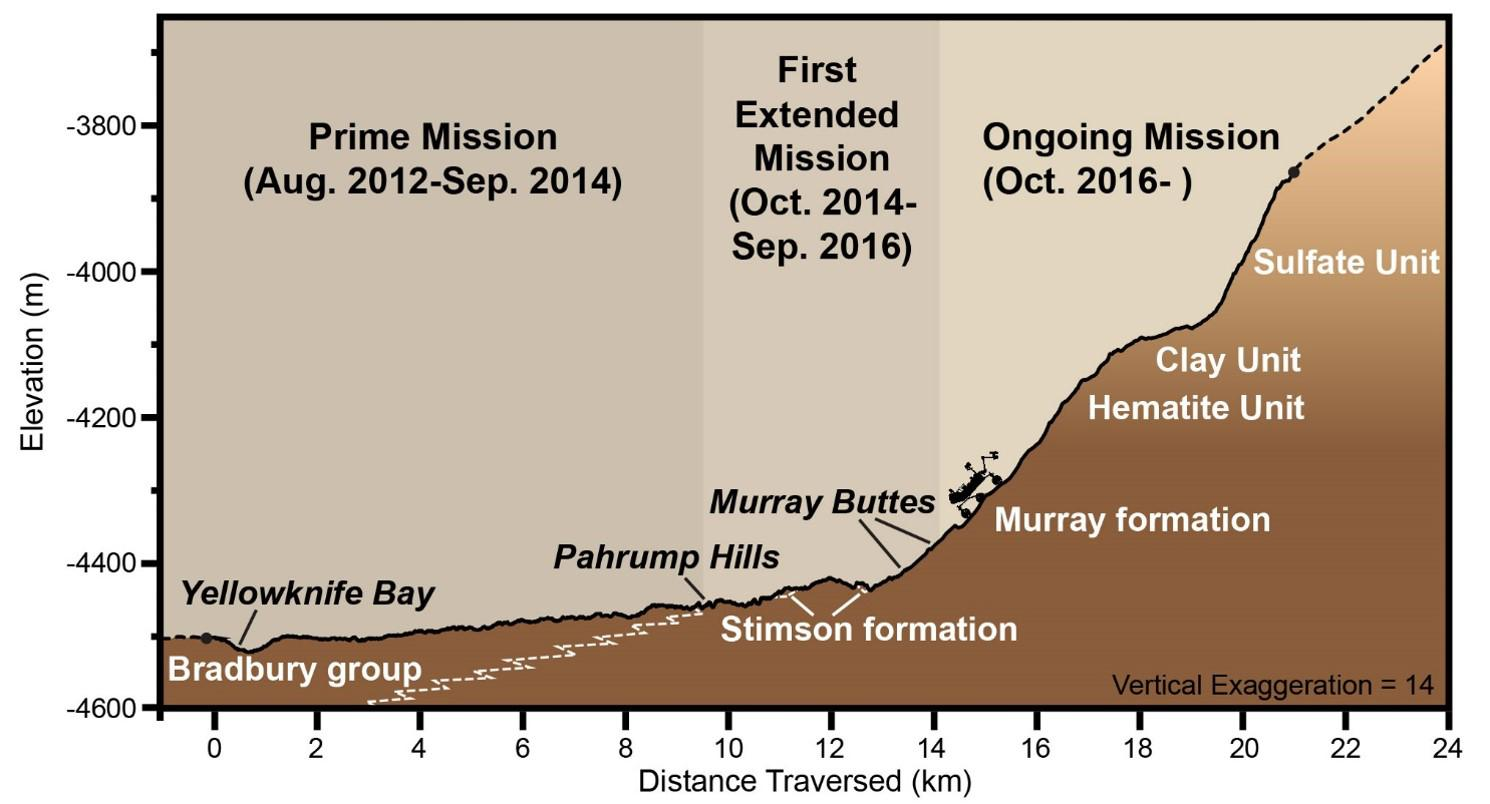
Depuis sa traversée de la formation Stimson, en mars 2016, le rover gravit des pentes comme il ne l'avait jamais fait auparavant.

Après avoir parcouru plus de 16 km, Curiosity s'apprête à étudier le delta alluvionnaire qui se situe au bas d'une vallée qui descend du Mont Sharp. Durant son ascension, le rover va franchir trois zones sont considérées comme riches d'enseignement sur le plan géologique : successivement : la Vera Rubin Ridge, chargée en hématite (en anglais Hematite Unit); une seconde bande, cette fois chargée en argile (en anglais Clay Unit); puis, encore plus haut, un terrain sulfateux (en anglais Sufate Unit). Après la zone à hématite, il est projeté qu'il contourne le delta par l’est ("Notional Route", en pointillé sur l'image).

### Escarpement Vera Rubin (avril 2017 - janvier 2019)
Le 26 avril 2017, donc, le rover s'éloigne des dunes Bagnold et s'engage dans la formation Murray en direction de l'escarpement Vera Rubin, dont la richesse en hématite a été identifiée à travers les observations effectuées par satellite. Ce bourrelet continu au pied du mont Sharp présente un grand intérêt scientifique mais doit également être obligatoirement franchi pour pouvoir poursuivre l’ascension du Mont Sharp.
Curiosity escalade une pente beaucoup plus raide (10% en moyenne) et l'équipe scientifique a décidé d'effectuer une analyse systématique du sol à l'aide des instruments MAHLI et APXS à chaque fois que Curiosity gagne 5 mètres en altitude. Le terrain, parsemé de roches, ne permet plus d'anticiper aussi bien les obstacles sur les prises de vue et le rover ne parcourt désormais jamais plus de 50 mètres d'un coup, mais le plus souvent seulement 30 mètres.

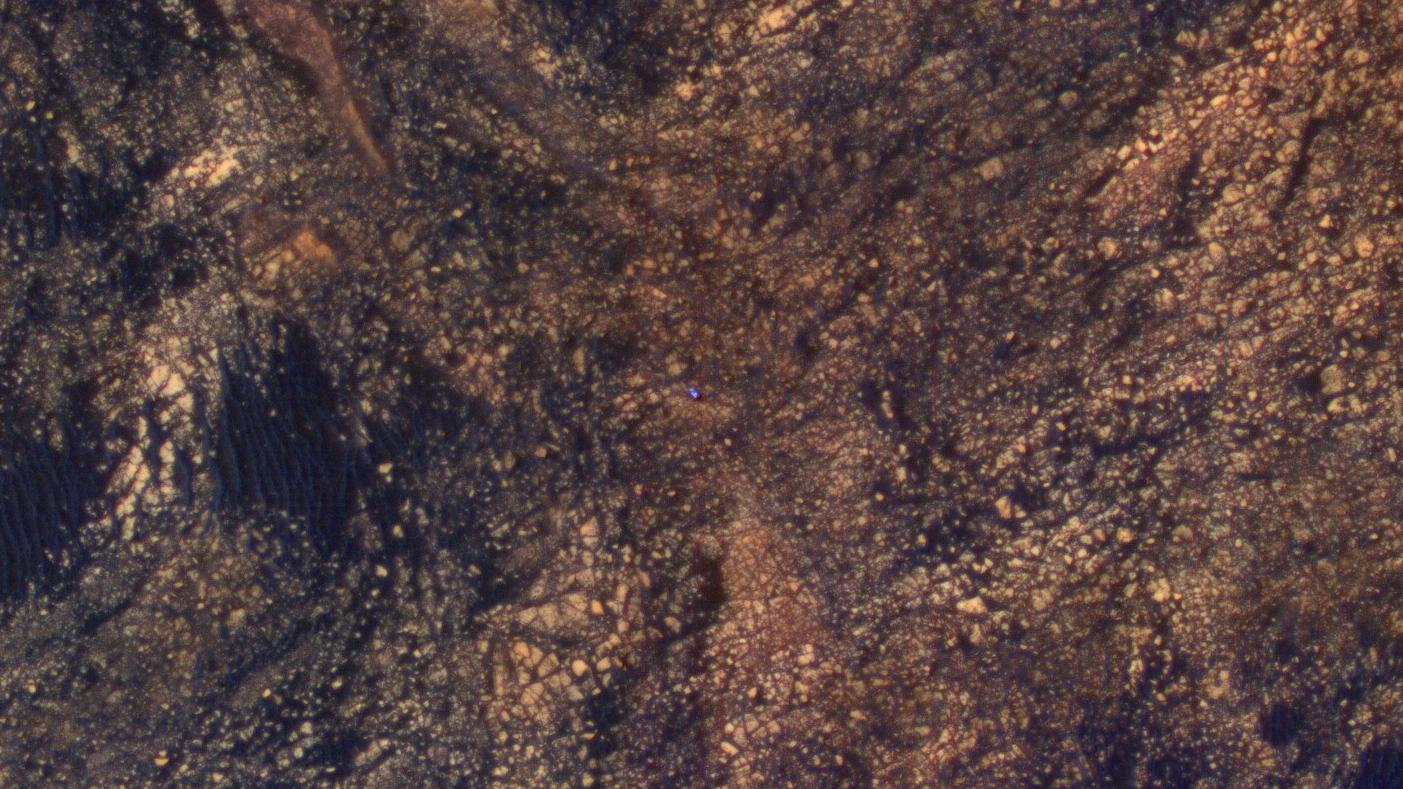
Le 7 juin 2017, Curiosity est repéré par le satellite MRO. Pour l'apercevoir, tout au centre de la photo, grossir l'image.

Curiosity gravit la pente de biais et il s'écoule deux à trois jours entre deux analyses de terrain. Les roches, beaucoup plus tendres que sur le site Bradbury, ne provoquent pas de dégâts supplémentaires aux roues de Curiosity. A mesure que l'on approche du sommet de la couche correspondant à la formation Murray, les roches jusque-là de couleur rosée/orangée cèdent la place à une roche grise.
Le 7 juin, le rover est aperçu par le satellite MRO. Le lendemain (sol 1720), il prend une route plus est afin de contourner l'escarpement Vera Rubin et de trouver une rampe naturelle lui permettant de franchir ce relief.
Curiosity met près de trois mois pour parcourir les 600 mètres le menant au sommet de l'escarpement Vera Rubin, 45 mètres plus haut. Une conjonction solaire bloque toutes les communications entre le 15 juillet et le 7 août 2017. Durant cette période, Curiosity n'effectue que des relevés des conditions environnementales (température, pression, humidité, rayonnement). Quand le lien est rétabli, les navigateurs tentent de le faire avancer plus rapidement. La fonction AUTONAV, qui lui permet de progresser de façon autonome, est réactivée (elle avait été suspendue vers le sol 450, après qu'ait été constatée la dégradation des roues). Profitant d'un terrain plus favorable, le rover prend avec la ChemCam des vues rapprochées des couches géologiques.
Le 7 septembre (sol 1809), après avoir affronté des pentes de 15 à 20%, il atteint le sommet de l'escarpement Vera Rubin,.

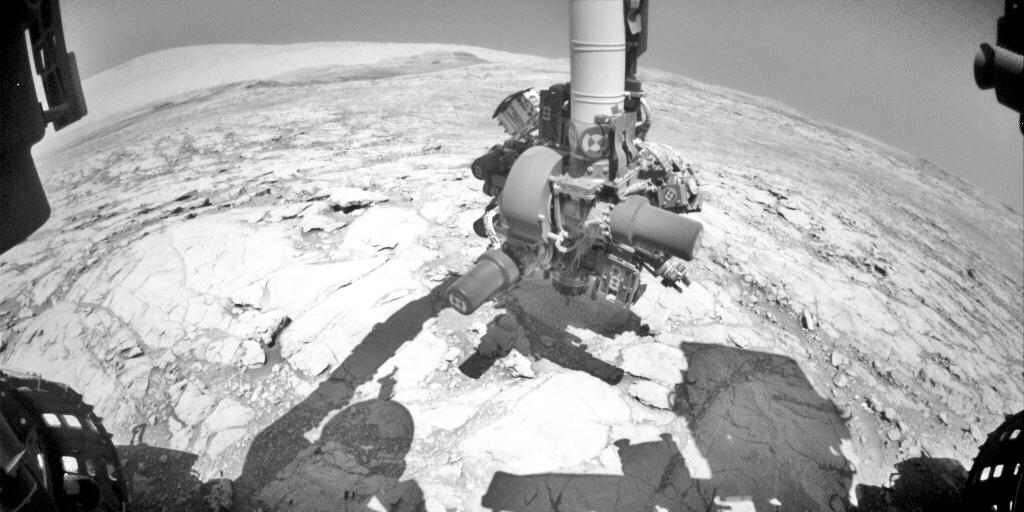
En octobre 2017, de nouvelles procédures de forage sont testées.

Au cours des quatre mois suivants (de septembre à décembre 2017), le rover parcourt 600 mètres à petite vitesse au sommet de l'escarpement Vera Rubin en se dirigeant vers le sud. Durant cette traversée, le rover découvre de nombreuses roches colorées. Il est ralenti durant cette période par de multiples problèmes (liaisons télécom défaillantes, court-circuit, anomalie de fonctionnement du bras, roues bloquées, etc.) tandis que les équipes au sol sont toujours à la recherche d'une solution pour dépanner la foreuse. Durant la première partie de cette traversée qui se déroule sur la plus basse des deux terrasses formant cet escarpement, le rover rencontre des roches finement laminées comme celles de la formation Murray. Sur la terrasse supérieure, qui est atteinte fin novembre, des formations rocheuses très curieuses, caractérisées par une palette de couleurs variées, sont observées : les photos réalisées notamment sur la roche Haroldswick montrent des inclusions ayant la forme de bâtonnets de la taille d'un grain de riz émergeant de la roche. Ceux-ci pourraient être des cristaux minéraux qui se sont formés dans une eau chargée en minéral.

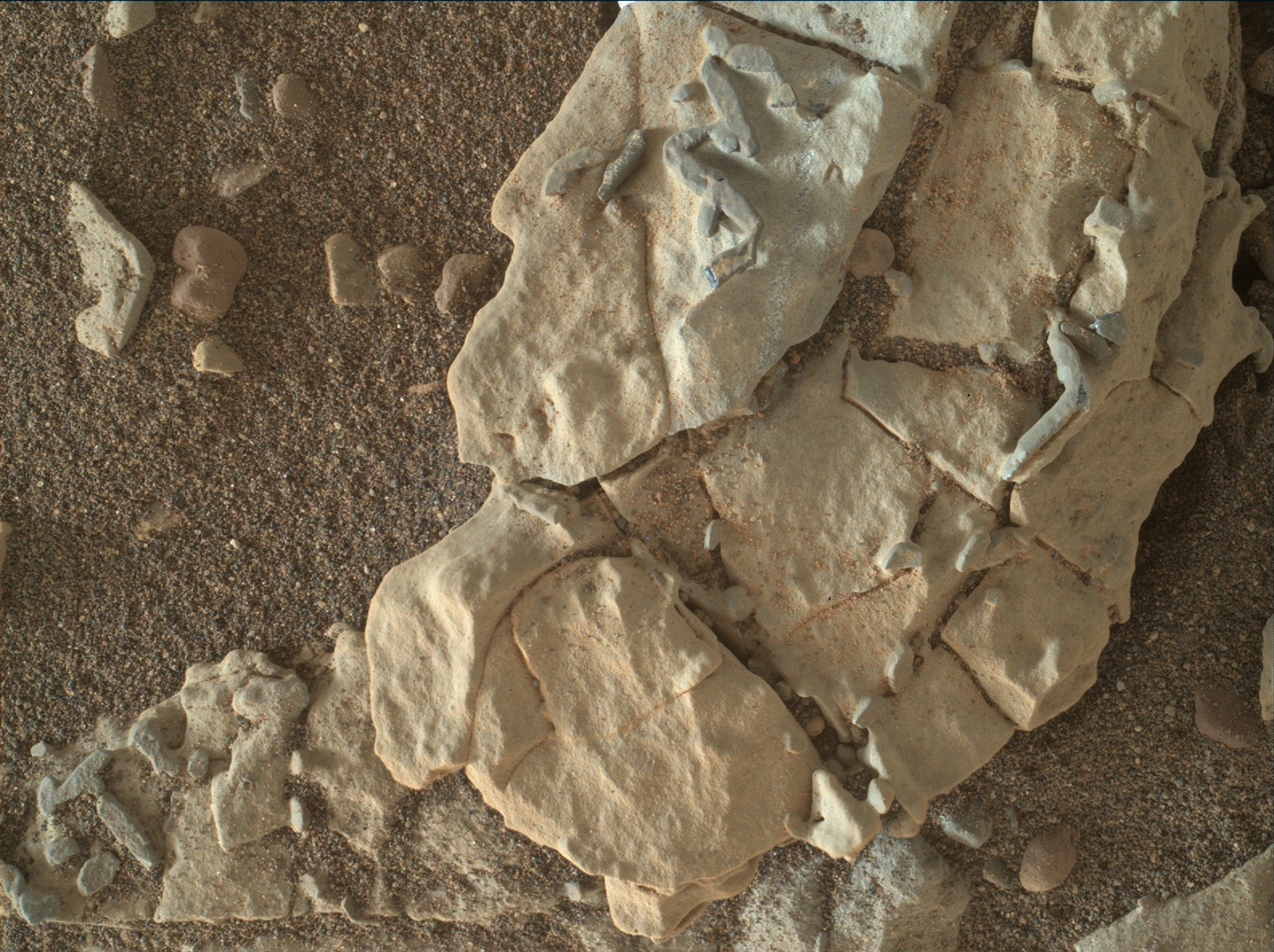
Les inclusions en forme de bâtonnet de la roche Haroldswick (2 janv. 2018).

Un nouveau mode d'utilisation de la foreuse a été mise au point par les techniciens au sol. Désormais le foret n'est plus enfoncé dans la roche par un moteur interne de la foreuse mais il est enfoncé par le bras dans la roche. Pour y parvenir, le foret est sorti au maximum de son logement, mais il ne bénéficie plus des supports qui normalement prennent appui sur le sol et stabilisent la foreuse durant les opérations. Par ailleurs les techniciens ont renoncé à utiliser la percussion, à l'origine de courts-circuits. Dans cette nouvelle configuration le foret ne peut plus s'enfoncer que de 20 à 40 millimètres dans le sol au lieu des 65 millimètres prévus à l'origine.
Le 21 février 2018 l'escarpement Vera Rubin ayant été entièrement parcouru, l'équipe au sol décide de faire une première tentative de forage sur ce site. Mais les deux tentatives effectuées les 1 et 6 mars 2018 sont des échecs. Le foret ne parvient pas à s'enfoncer de plus de 1,5 centimètre dans la roche ce qui ne permet pas de faire monter un échantillon de sol dans la chambre réservée à cet effet. Les tests effectués par la NASA ne pouvant expliquer ce résultat, l'équipe au sol en conclut que le problème réside dans la dureté exceptionnelle des roches de l'escarpement. Cette explication semble corroborée par les observations : nombre de cratères, empreintes laissées au sol par les roues du rover, traces de la brosse DRT, profondeur des trous réalisés à l'aide du laser de ChemCam.
Finalement, le 20 mai 2018, une nouvelle tentative de prélèvement d'échantillon du sol est couronnée de succès. Le foret parvient à s'enfoncer de 5,1 centimètres dans le sol en creusant un trou de 1,6 centimètre de diamètre. L'échantillon prélevé sur la roche Duluth est analysé par les laboratoires embarqués CheMin et SAM. C'est le premier échantillon de sol prélevé et analysé depuis octobre 2016.
La saison des tempêtes de poussière débute sur la face opposée de Mars et elle atteint le site de Curiosity le 20 juin 2018. Contrairement aux rovers MER, Curiosity, qui ne dépend pas de panneaux solaires pour produire son énergie, peut poursuivre son activité normalement. Opportunity, qui était actif depuis quatorze ans, ne résistera pas à la tempête, ses panneaux solaires étant entièremennt recouverts de sable.
En août, comme on peut le voir sur l'image ci-dessus, les remparts bordant le cratère Gale, à quelques dizaines de kilomètres de là, habituellement visibles, ont quasiment disparu derrière un rideau opaque de poussière.
Le 15 décembre, le rover effectue son 19ème forage sur la roche Rock Hall. Et le mois suivant, il quitte l'escarpement Vera Rubin, où il a séjourné plus d'une année, pour poursuivre son ascension du Mont Sharp

### Exploration des dépôts argileux (janvier 2019 - juillet 2020)

Éclipse de soleil par Deimos (mars 2019)

Les accéléromètres de Curiosity ont permis de déterminer la densité du socle rocheux durant l'approche du Mont Sharp et les débuts de l'ascension de celui-ci. Les valeurs mesurées (densité de 1,68 ± 0,18) indiquent un sol peu dense, très porreux. Cette faible densité semble exclure que, par la passé, le plancher du cratère ait été enfoui sous des couches de roches épaisses de plusieurs kilomètres.
L'étude des dépôts argileux situés sur les flancs du Mont Sharp et détectés depuis l'orbite par les instruments de Mars Reconnaissance Orbiter constituent l'objectif principal de la mission de Curiosity. Ils constituent en effet la preuve que Mars a été à une époque un monde pouvant accueillir la vie et ils recèlent peut-être des indices sur la présence de celle-ci. Certes de l'argile a déjà été détectée durant la traversée jusqu'au mont Sharp, mais dans des proportions beaucoup plus faibles non détectables depuis l'orbite.
Le rover parvient au dépôt argileux fin janvier 2019.
Le 26 mars est filmée une éclipse de soleil par Deimos, l'un des deux satellites naturels de Mars.
Le 6 avril, un premier échantillon de roche est prélevé sur la roche Aberlady. Celle-ci est tellement tendre que la percussion de la foreuse n'a pas besoin d'être utilisée,.

Premier forage effectué dans la roche Aberlady (avril 2019).

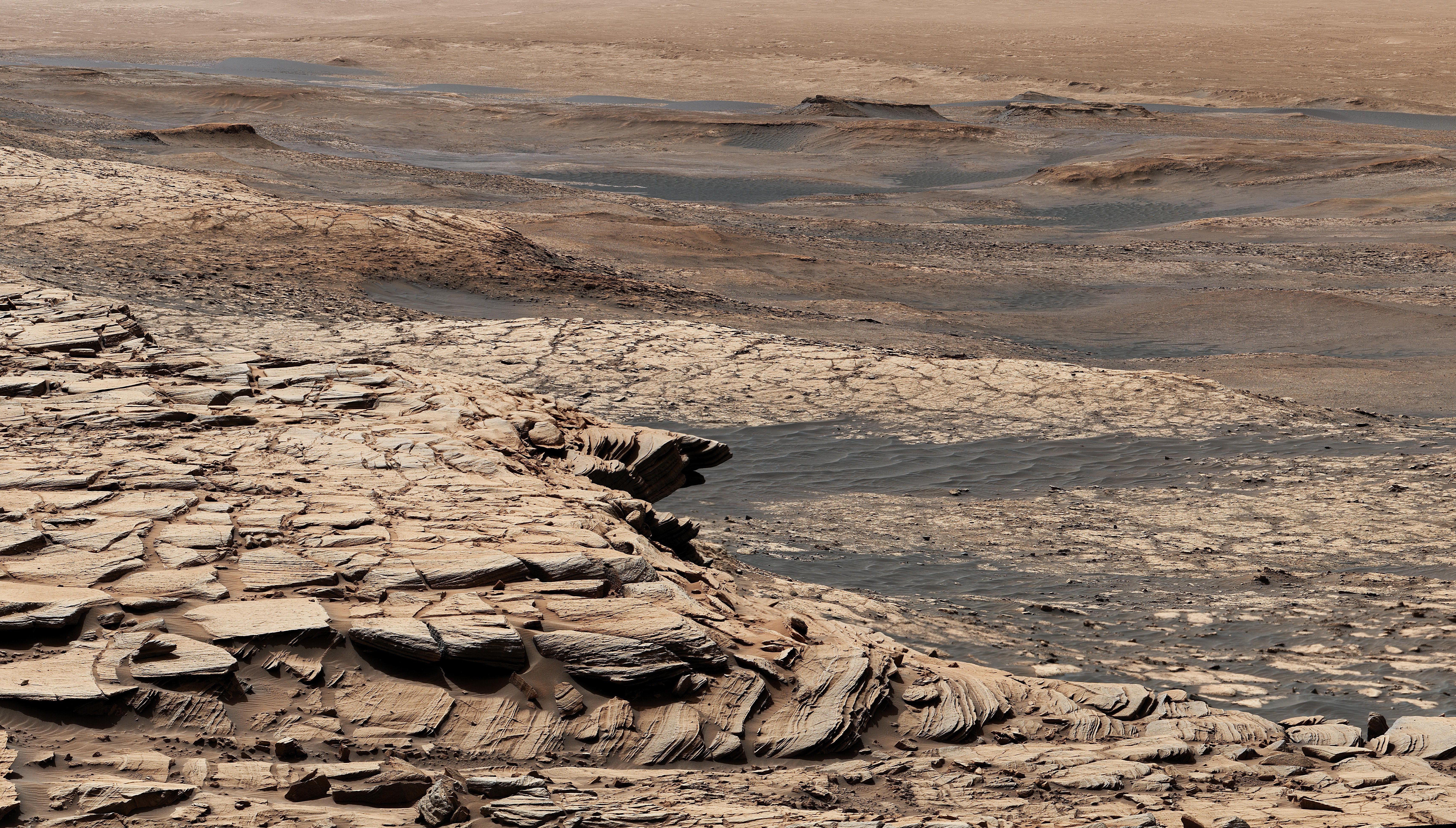
Le fronton de Greenheugh, exploré au début de l'année 2020.

En juin, l'instrument SAM analyse l'atmosphère de Mars. Il relève alors la plus forte proportion de méthane jamais observée jusque là : 21 parts par milliard (en volume), alors que la proportion normale est 1 part par milliard. Une nouvelle mesure est effectuée quelques jours plus tard et le résultat indique un retour au taux normal. Ces variations très fortes, déjà observées par le passé, ne sont pas expliquées. Elles pourraient être d'origine chimique ou biologique mais les instruments dont disposent Curiosity ne permettent pas de le déterminer,.
Du 24 novembre au 1er décembre, un nouveau panorama est réalisé (voir plus bas).
Le 10 janvier 2020 (sol 2641), Curiosity prend un panorama où l'on aperçoit, au fond, le Mont Sharp et à droite une surélévation appelée le fronton de Greenheugh, de laquelle il va ensuite se rapprocher. De fait, le 24 février, le rover y fait une incursion, non sans que les ingénieurs aient éprouvé des difficultés à l'y conduire, en raison d'une inclinaison de 31°.
Début mars, sur la zone Glen Torridon, le rover effectue en quatre jours le panorama le plus détaillé jamais réalisé sur Mars (environ 1200 clichés représentant 1,8 milliard de pixels),,.

### Transit vers la zone sulfatée (juillet 2020 - février 2021)
Le 7 juillet, le rover s'éloigne  de la zone argileuse en direction de la zone sulfatée,,, contraint d'opérer un détour de 1,6 km pour éviter une zone ensablée dans laquelle il pourrait s'enliser,.
Durant cette phase transitoire, qui dure sept mois, il est amené à observer l'évolution d'une tornade (le 9 août).

En novembre, les données transmises sur cette zone de transit laissent penser non seulement que  l'eau aurait coulé autrefois sur Mars mais qu'il y aurait eu des inondations.
Tout en poursuivant son chemin en ligne droite, le long de la zone sablonneuse, Curiosity poursuit ses observations. Le 6 décembre, notamment, il étudie le rocher  "Island Davaar".
Le 13 janvier 2021, le rover a séjourné 3000 sols sur Mars. A cette occasion, la NASA publie un panorama spectaculaire, composé de 122 images prises le 18 novembre 2020.

### Sur la zone sulfatée (février 2021 -?)
En février, le rover atteint la base de la zone extrêmement pentue appelée Sulfate Bearing Unit, nouvelle étape de son parcours. En effet, alors que les minéraux argileux (qu'il vient d'étudier pendant deux ans) sont généralement associés à des conditions environnementales humides, les minéraux sulfatés le sont à des conditions plus sèches. Dans l'immédiat, les géologues s'activent donc à comprendre comment s'opère la jonction entre les deux zones.

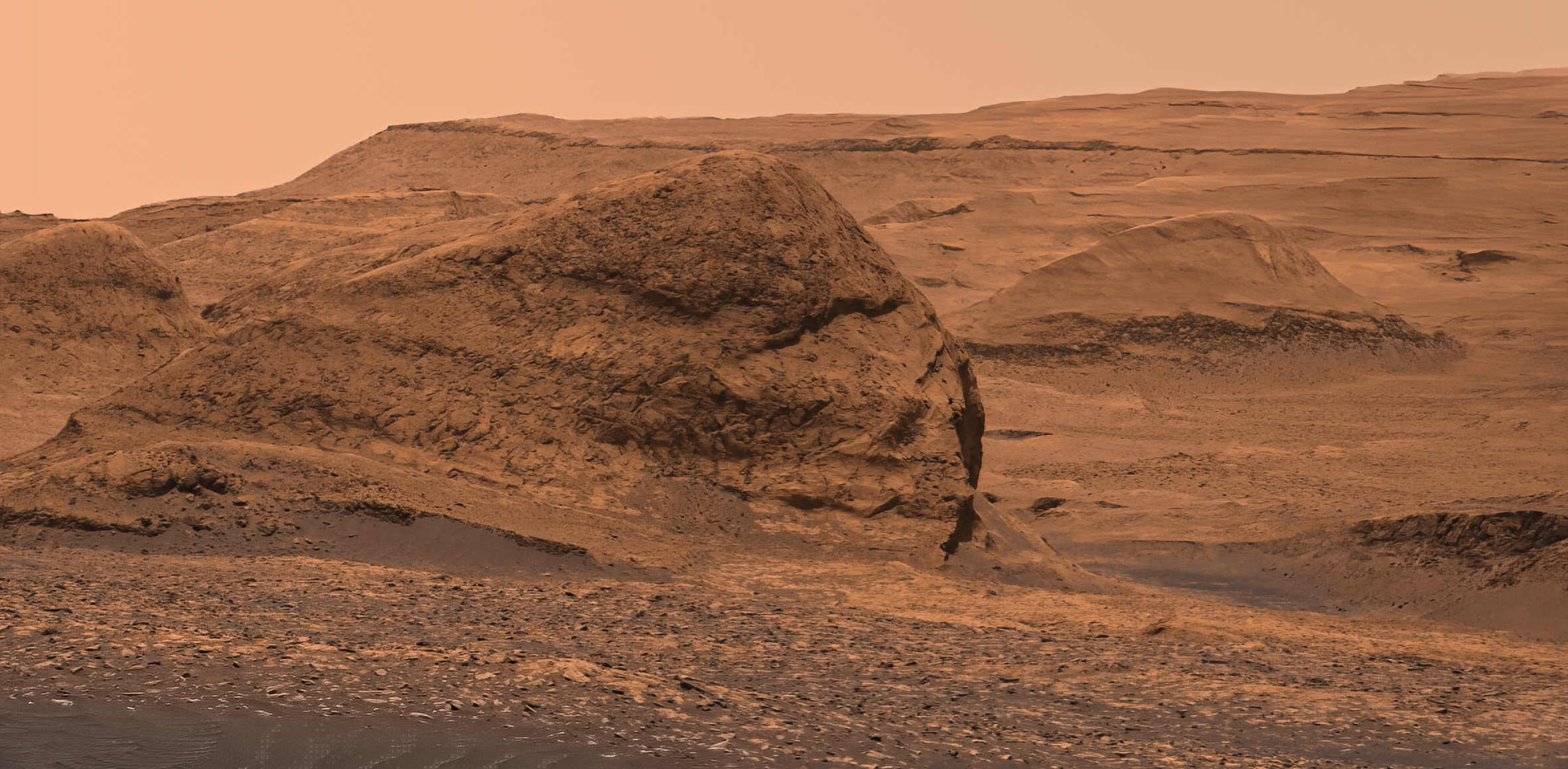
Image prise le 21 février 2021 (sol 3036).

Curiosity à proximité Mont Mercou le 26 mars.

Le 18 février, Curiosity n'est plus le seul rover actif sur Mars puisqu'il est rejoint par Perseverance, qui en est une version améliorée. 3 730 kilomètres séparent les deux engins.Au fur et à mesure qu'il progresse, le paysage change, faisant apparaître des rochers volumineux (photo).
Le 5 mars (sol 3049), il se place à proximité d'une petite falaise stratifiée d'environ sept mètres de haut et quinze de long, nommée officieusement Mont Mercou (en référence à une colline située en France, dans le département du Lot) et au sommet de laquelle se trouve, isolée, une pierre arrondie baptisée Rocamadour (du nom du village perché situé dans le Périgord). Il va stationner un mois à proximité de cet affleurement rocheux, profitant des différents ensoleillements pour étudier les détails  du litage, dans sa partie inférieure Les images du paysage environnant, particulièrement spectaculaires, montrent notamment avec précision Gediz Valley, une vallée profonde, dans laquelle il est prévu qu'il s'engage par la suite, pour poursuivre son ascension vers le Mont Sharp, alors qu'il a parcouru 25 km depuis son arrivée sur Mars.
Le 12 mars (sol 3056), toujours stationné au pied de Mont Mercou, Curiosity réalise son 30ème forage sur une dalle baptisée Nontron (du nom, là encore, d'une petite commune de Dordogne).
Le 19 (sol 3063), pendant cinq minutes, il filme un mouvement de nuages et deux jours plus tard, il photographie un coucher de Phobos.
Le 26, il réalise un selfie le montrant à proximité de Mont Mercou. Puis à partir du 30 (sol 3074), alors qu'il n'avait pas changé de place depuis près d'un mois, il effectue de légers déplacements vers l'est pour photographier Mont Mercou sous des angles différents et observer de plus près des petites dunes de sable,.

## Synthèse des résultats scientifiques

### Habitabilité de l'environnement de Mars au Noachien/Hespérien

#### Un environnement fluvio-lacustre: le site de Yellowknife Bay
Dans la petite dépression baptisée "Yellowknife Bay" située à environ 500 mètres du site d'atterrissage, les instruments de Curiosity ont permis de découvrir des dépôts fluvio-lacustres :
- les analyses des instruments de Curiosity ont mis en évidence des dépôts sédimentaires constitués de grains très fins dont les caractéristiques permettent de déduire qu'ils ont été déposés au fond d'un lac. L'analyse de ces grains montrent que les eaux de ce lac avaient un pH neutre, une faible salinité et qu'on y trouvait plusieurs niveaux d'oxydation du soufre et du fer. Les instruments ont détecté la présence de carbone, d'hydrogène, d'oxygène, de soufre, d'azote et de phosphore. Cette composition démontre la présence d'un environnement viable sur le plan biologique qui a persisté sur une durée d'au moins quelques centaines d'années et jusqu'à plusieurs dizaines de milliers d'années durant la période post-Noachienne (il y a moins de 4 milliards d'années)[158] ;
- les sédiments analysés proviennent de l'érosion de roches magmatiques présentes sur les remparts du cratère Gale et dont la composition reflète celle de la croûte de Mars. Les sédiments se sont formés en plusieurs étapes dans des conditions très différentes. Ceux de la couche située à la base sont faiblement altérés ce qui implique un dépôt rapide dans des conditions arides sans doute froides. Les matériaux argileux et la magnétite détectés en leur sein ne sont pas d'origine mais se sont diffusés après dépôt par circulation de fluides de pH presque neutre. Au cours d'une deuxième période, les sédiments ont été modifiés donnant naissance à des nodules, des rides en relief, des veines plus claires en déposant des sulfates de calcium, du magnésium et du chlore[159].

Résultats analyse rocher John Klein à Yellowknife Bay
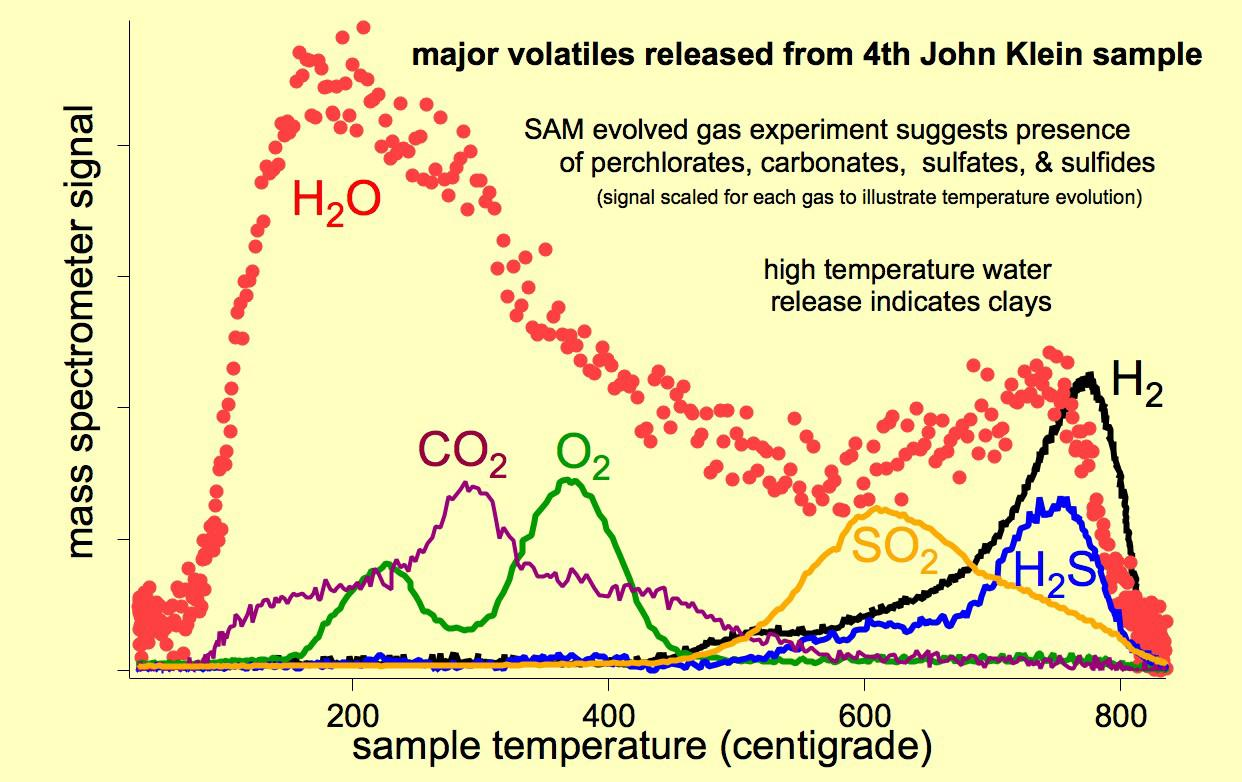
Analyse par l'instrument SAM
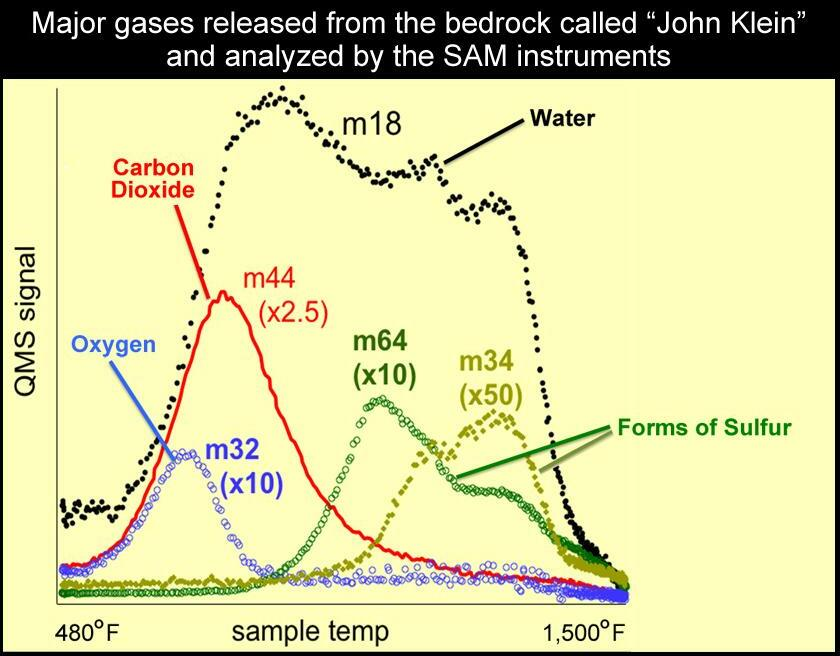
Analyse par l'instrument SAM
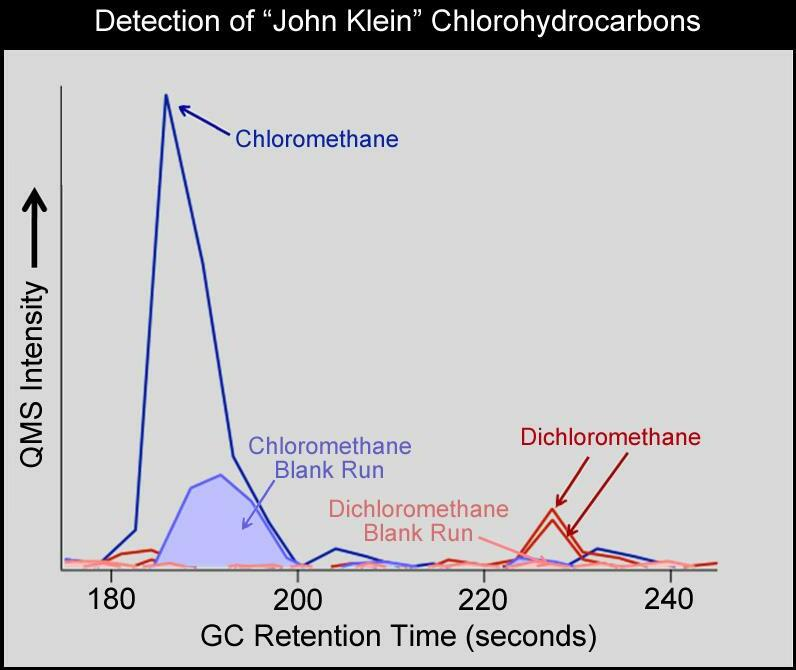
Résultat spectromètre GCMS

#### Paradoxe des sédiments de composition basaltique
En date d'octobre 2014 toutes les roches examinées sur le site d'atterrissage par les instruments de Curiosity sont de type sédimentaire c'est-à-dire qu'elles résultent de l'action de l'eau et de l'érosion éolienne (action du vent). Jake Matijevic était la seule roche considérée au moment de sa découverte comme d'origine magmatique (un basalte), mais une observation plus poussée réalisée par le responsable scientifique de l'instrument MAHLI, a conclu récemment qu'il s'agissait en fait d'un grès grossier c'est-à-dire une roche sédimentaire (toutefois cette conclusion ne fait pas l'unanimité). Ces sédiments se sont formés en partie sous l'action de l'eau courante comme à Yellowknife Bay ou de processus éoliens comme à Shaler. Des strates sédimentaires bien marquées ont été observées par exemple à Kimberley. Nombre de ces roches, que ce soient des grès fins ou grossiers ou des mudstones, comportent des fractures remplies de minéraux riches en eau.
La composition minérale de ces sédiments laisse toutefois les géologues perplexes. En effet ces roches sédimentaires sont constitués de minéraux d'origine basaltique. Or ce type de minéral sur Terre est transformé rapidement (à l'échelle géologique) par les processus de météorisation physico-chimique déclenchés par la présence d'eau. La structure cristalline de l'olivine, du pyroxène et du plagioclase, qui forment le basalte, est modifiée par l'oxydation qui réduit les proportions de fer, magnésium et calcium contenus à l'origine et au contraire accroit les proportions de silicium et d'aluminium aboutissant à la formation d'argiles. Aussi sur Terre les roches sédimentaires à base de basalte sont rares. Ce processus n'est pas observé sur les roches étudiées par les instruments de Curiosity. Celles-ci sont riches en fer et en magnésium et pauvres en aluminium et en silicium. Elles sont par ailleurs plus riches en potassium que ne le sont normalement les basaltes. L'explication la plus logique est que les roches sédimentaires se sont constituées en deux temps. La fragmentation du basalte s'est réalisée de manière mécanique sans intervention de l'eau. Il y a eu par la suite un épisode aqueux extrêmement bref qui n'a pas permis la dégradation du basalte et au cours duquel les couches sédimentaires se sont formées. Cette interprétation renforce le scénario d'une planète Mars sèche, même dans les premières phases géologiques, et donc peu propice à l'apparition de la vie sous quelque forme que ce soit.

### Atmosphère martienne

Les mesures effectuées par l'instrument SAM ont permis d'affiner nos connaissances sur la composition de l'atmosphère de MARS. Ces mesures ont été réalisées en octobre 2012 au début du printemps martien près de l'équateur.

#### Échappement de l'atmosphère
Les mesures des instruments de Curiosity beaucoup plus précises que celles réalisées par les missions précédentes ont permis de confirmer le scénario d'un échappement de l'atmosphère originelle dans l'espace. Ainsi, selon les mesures de l'instrument SAM, l'isotope 36Argon est quatre fois plus fréquent que 38Argon alors que le rapport est beaucoup plus élevé à l'origine si on s'en réfère à la composition du Soleil ou de Jupiter.

#### Origine de l'eau et de l'hydrogène observés
Au cours des missions précédentes des réservoirs d'eau ont été observés à de nombreux endroits de la surface de la planète. Les observations effectuées avec les instruments ChemCam ont démontré que le sol martien est constitué en partie de grains riches en fer et magnésium hydratés. L'eau ainsi stockée pourrait constituer une grande partie de l'eau stockée en surface.

#### Des variations saisonnières du taux d'oxygène inexpliquées
L'instrument SAM a permis de mesurer périodiquement la composition de l'atmosphère de Mars. En moyenne les proportions en volume des différents gaz sont les suivantes : 
- Dioxyde de carbone : 95%
- Azote moléculaire 2,6%
- Argon : 1,9%
- Oxygène moléculaire : 0,16%
- Monoxyde de carbone : 0,06%.

Les mesures effectuées à l'aide de SAM au cours des trois dernières années martiennes (6 années terrestres) ont mis en évidence des variations saisonnières identiques d'une année sur l'autre des proportions des différents gaz. Celles concernant l'azote, l'argon et le dioxyde de carbone sont bien expliquées par les gels/dégels des calottes polaires. Par contre l'augmentation de près de 30% de la proportion d'oxygène au cours du printemps ne peuvent être expliquées avec nos connaissances du fonctionnement de l'atmosphère martienne. La libération de l'oxygène supplémentaire ne peut provenir du dioxyde de carbone et de l'eau présentes car il faudrait cinq fois plus d'eau à la surface de Mars. La disparition saisonnière de l'oxygène supplémentaire ne peut pas non plus s'expliquer par un effet du rayonnement solaire. Il pourrait y avoir une corrélation avec l'évolution du taux de méthane présent dans l'atmosphère. La piste d'une origine biologique n'est pas complètement écartée mais les recherches d'explications portent plutôt sur une origine non biologique.

#### Conditions atmosphériques présentes
L'instrument REMS effectue des mesures en continu de la température, de l'humidité. Dans les relevés ci-dessous correspondant à la période comprise entre mi-août 2012 et février 2013 soit durant une saison martienne allant de la fin de l'hiver à la fin du printemps, les capteurs indiquent une température pratiquement constante avec un minimum quotidien à −70 °C et un maximum à 0 °C. L'augmentation de pression moyenne visible dans le deuxième schéma qui passe de 0,75 à 0,9 % de la pression terrestre est la conséquence de l'évaporation du dioxyde de carbone gelé au pôle sud du fait d'un ensoleillement croissant. Le troisième schéma présente le taux d'humidité très bas qui varie de manière sensible en fonction de la zone où se situe le rover.

Relevés entre mi-août 2012 et février 2013
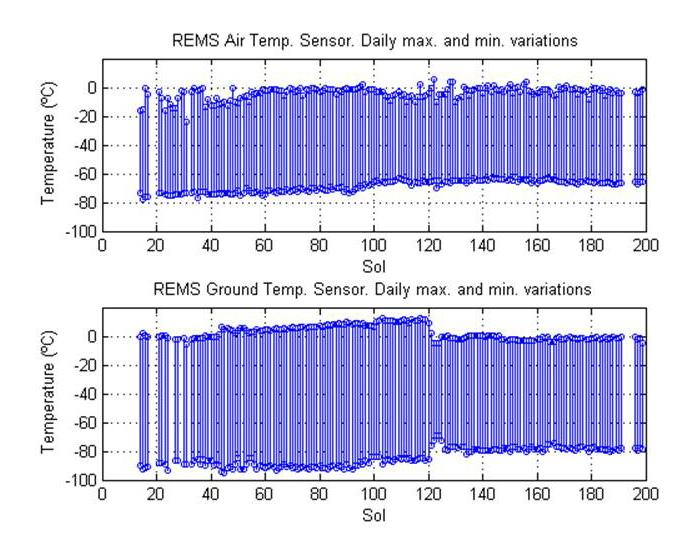
Température min et max au niveau du rover et au sol (graphe inférieur)
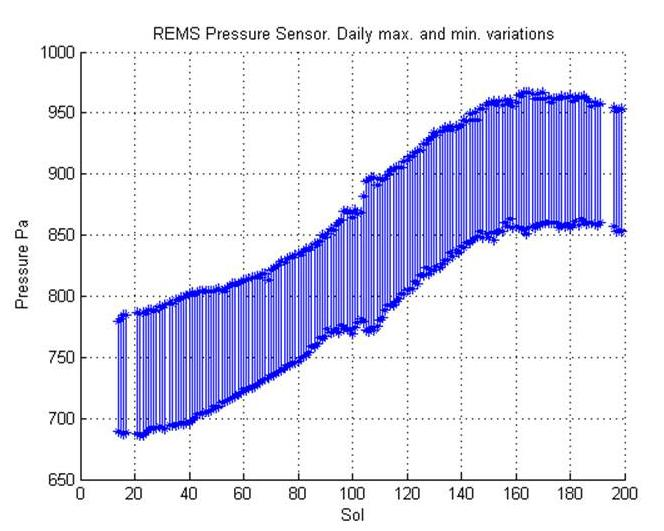
Pression
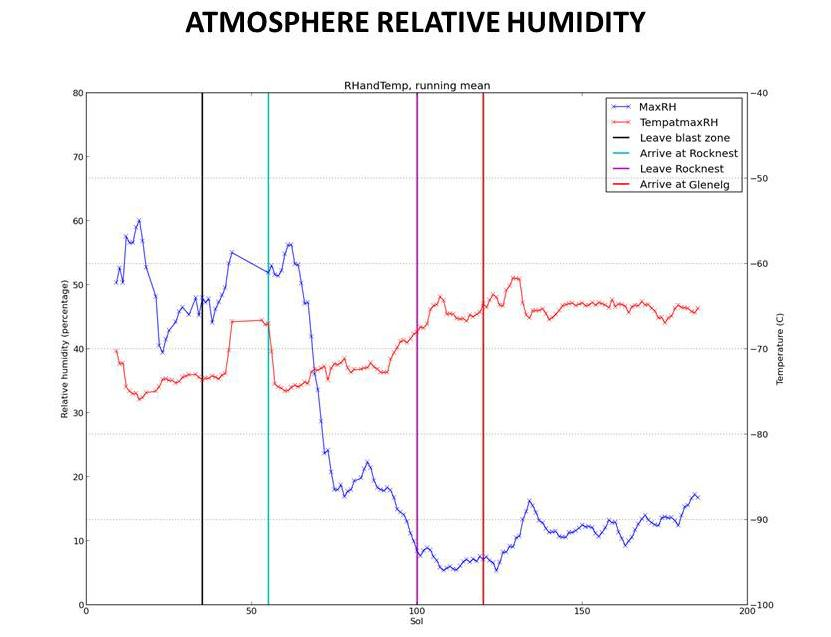
Taux d'humidité

### Rayonnement ionisant à la surface de Mars

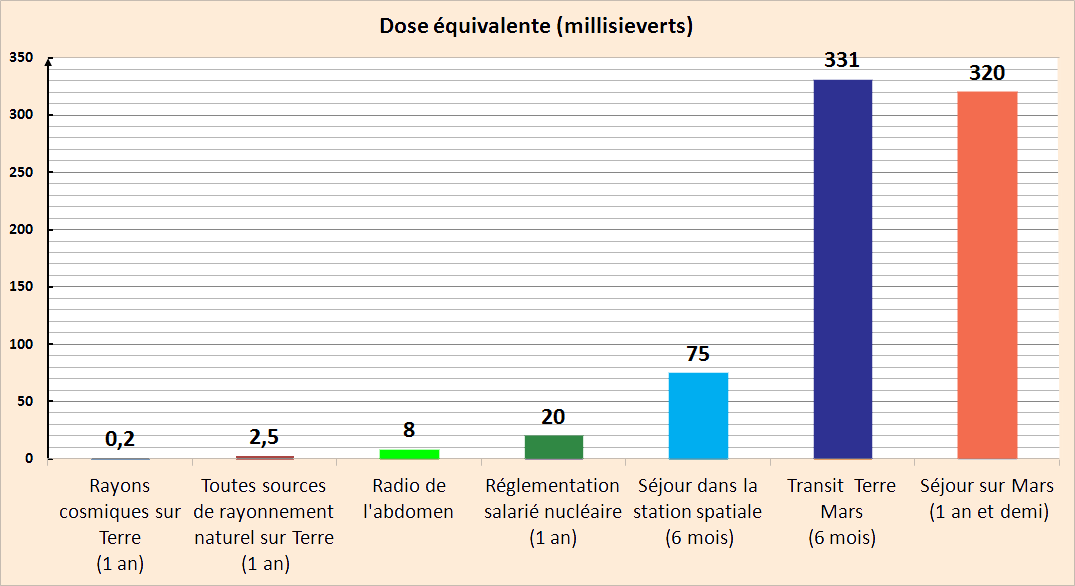
Comparaison des doses reçues durant une mission habitée vers Mars et des doses reçues sur Terre et en orbite basse (données de Mars fournies par MSL/Curiosity).

L'instrument RAD de Curiosity a mesuré le rayonnement cosmique reçu durant le transit entre la Terre et Mars et lors du séjour sur Mars sur une période d'environ 300 jours. Ces mesures avaient deux objectifs : déterminer les conditions nécessaires pour que des microorganismes survivent sur Mars compte tenu du rayonnement existant et déterminer le niveau de risque pour une mission spatiale habitée vers Mars. RAD a mesuré les deux sources de rayonnement ionisant : celui d'origine solaire qui fluctue en fonction d'un cycle de 11 ans avec des éruptions solaires qui peuvent être violentes et celui d’origine galactique beaucoup plus énergétique. La période durant laquelle les mesures ont été effectuées correspond au pic du cycle de 11 ans de l'activité solaire. Toutefois le pic de ce cycle (le cycle 24) est particulièrement peu accentué.
La surface de la planète est beaucoup moins bien protégée du rayonnement cosmique que celle de la Terre car Mars n'a pas de champ magnétique pour repousser les particules ionisantes et son atmosphère, beaucoup plus ténue, représente moins de 1 % de celle de la Terre. Le rayonnement d'origine galactique est constitué de particules (ions, électrons) ayant une énergie comprise entre 10 mégaélectron-volt et plus de 10 gigaélectron-volt qui peuvent pénétrer de plusieurs mètres dans le sol martien tandis que les particules d'origine solaire dont l'énergie est inférieure à 150 MeV sont généralement bloquées par la surface. Sauf épisode solaire violent le rayonnement solaire perd même l'essentiel de son énergie en traversant l'atmosphère martienne qui représente une colonne de gaz de 20 g/cm2.
Les mesures effectuées indiquent à la surface de Mars une dose de rayonnement d'origine galactique de 210 ± 40  microgray par jour avec des variations découlant de la saison et du cycle jour/nuit. Dans l'espace, durant le transit entre la Terre et Mars, le rayonnement est beaucoup plus intense (480 ± 8 microgray) car le vaisseau n'est protégé ni par le sol de la planète, qui bloque plus de 50 % des particules, ni par l'atmosphère. Le rayonnement d'origine solaire mesuré à la surface durant les pics d'activité représente environ 50 micrograys. D'après ces données, les astronautes d'une mission habitée vers Mars respectant le scénario de référence de la NASA (transit de 180 jours et séjour de 500 jours) subiraient une dose équivalente (pondérée en fonction de l'énergie des particules) totale d'environ 1,01 Sievert, dont 320 millisieverts durant leur séjour sur Mars et deux fois 331 millisieverts durant les voyages aller et retour. À titre de référence la dose annuelle moyenne de rayonnement naturel reçue à la surface de la Terre est de 2,5 millisieverts.

### Paysage façonné par les lacs et les rivières
Depuis le début de la mission, les caméras du rover montrent des vestiges de petits cours d'eau qui viennent accumuler du sable et de l'argile au pied du mont Sharp en formant des deltas. Après avoir observé des centaines de couches superposées à la base du mont, les scientifiques émettent l'hypothèse que le mont était occupé autrefois par un lac de grande taille progressivement comblé par les sédiments déposés par les cours d'eau. Le processus se serait déroulé sur des dizaines de millions d'années. La présence de ce lac indique que Mars a été suffisamment chaude pour maintenir de l'eau liquide sur de longues périodes sans qu'on puisse expliquer les mécanismes météorologiques qui auraient pu le permettre.

### Détection de lâchers de méthane
La présence de méthane dans l'atmosphère de Mars est un sujet qui fait controverse depuis 1969, l'équipe scientifique de Mariner 7 ayant annoncé que le spectromètre de la sonde spatiale avait détecté du méthane avant de se rétracter quelques semaines plus tard. La présence de méthane est une information importante car ce gaz, qui est détruit dans un intervalle de temps court d'un point de vue géologique, résulte soit d'une activité volcanique soit de processus organiques présents ou passés. En 2003, une équipe scientifique utilisant les données fournies par Mars Express et des télescopes basés sur Terre a annoncé avoir détecté du méthane en faible concentration à 5 parties par milliard (ppb) avec des pics de plusieurs douzaines de ppm ; ces résultats ont par la suite été contestés par des scientifiques utilisant les instruments de Mars Global Surveyor et de plusieurs télescopes terrestres. Une vingtaine de mois de mesures avec l'instrument SAM de l'astromobile Curiosity (plus précisément l'instrument Tunable Laser Spectrometer ou TLS) ont abouti  en novembre 2014 à la confirmation de la présence de méthane dans l'atmosphère de Mars dans une proportion de 0,69 partie par milliard avec une marge d'erreur de 0,29. L'instrument a également détecté plusieurs montées de la concentration avec des pics surprenants à 20 parties par milliard, ce qui indique que du méthane continue d'être relâché localement.
L'orbiteur ExoMars Trace Gas Orbiter est équipé d'un instrument très précis pour mesurer la quantité de méthane  qui constitue un enjeu important de la mission (présence éventuelle d'organismes vivants sur Mars). Celui-ci n'a détecté aucun méthane sur le site où Curiosity en avait trouvé. En tentant de réconcilier ces mesures contradictoires, une explication partielle a été trouvée. Alors que Curiosity effectue ses mesures de nuit pour disposer de suffisamment d'énergie (de jour les 100 Watts disponibles sont utilisés par la propulsion, les télécommunications, les caméras et les instruments), l'instrument de  Trace Gaz Orbiter doit réaliser les siennes alors que l'atmosphère est éclairée par le Soleil. Le scénario imaginé est que le méthane est produit la nuit près de la surface et qu'avec l'arrivée du Soleil il monte en altitude lorsque l'atmosphère se réchauffe  en se diluant et en devenant ainsi  indétectable. Cette hypothèse a été vérifiée : des mesures ont été effectuées par Curiosity sur des prélèvements effectués de jour et ont confirmé l'absence de quantités de méthane détectables. Le cratère Gale émettrait donc du méthane de manière continue. Il n'y a aucune raison scientifique de penser que Gale constitue une exception et que ces émissions ne soient pas répandues à la surface de Mars. Compte tenu de la stabilité du méthane (il faut 300 ans pour que le méthane présent dans l'atmosphère soit dissocié par le rayonnement solaire), il reste à expliquer pourquoi cette accumulation quotidienne de méthane ne se traduit pas par des concentrations notables. Quel est le processus inconnu qui détruit le méthane ? Décharges électriques produites par l'accumulation de poussière, concentrations d'oxygène ?

## Galeries

### Autoportraits

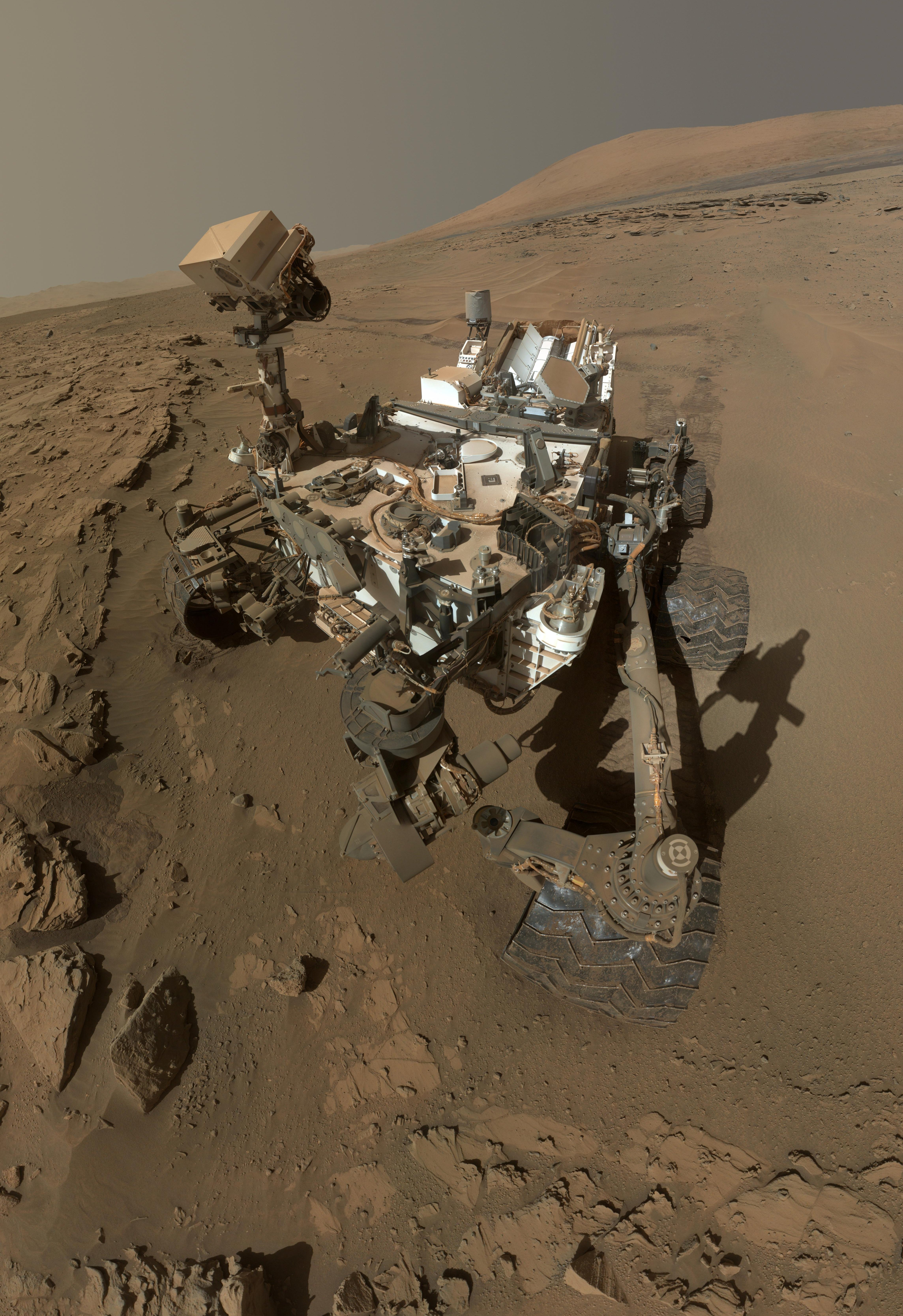
Près du forage de la roche Windjana (avril-mai 2014)
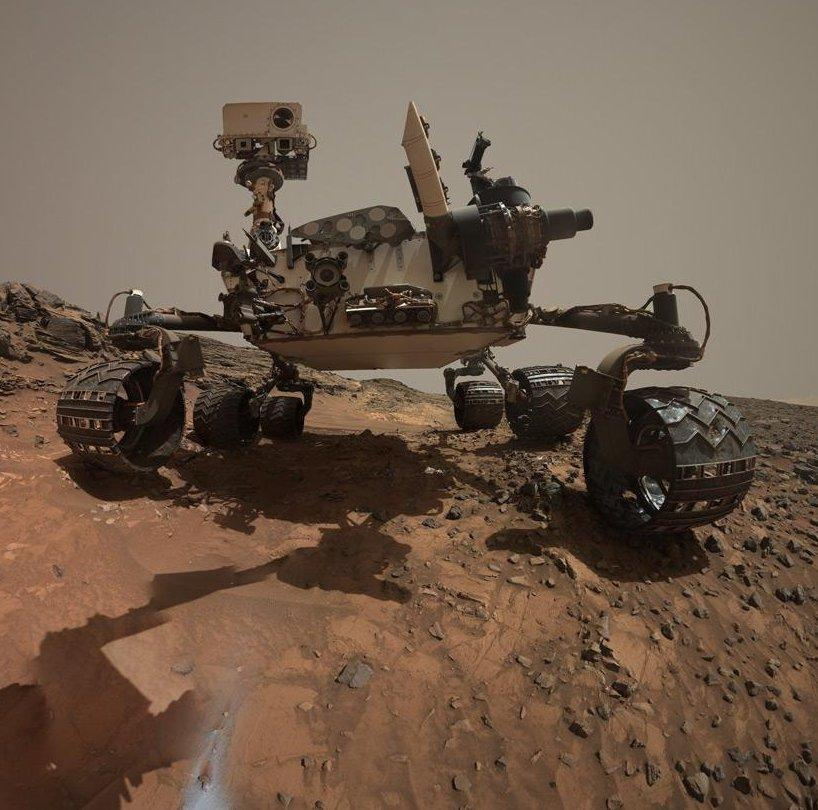
Près du forage de la roche 'Buckskin' (5 août 2015 sol 1065)
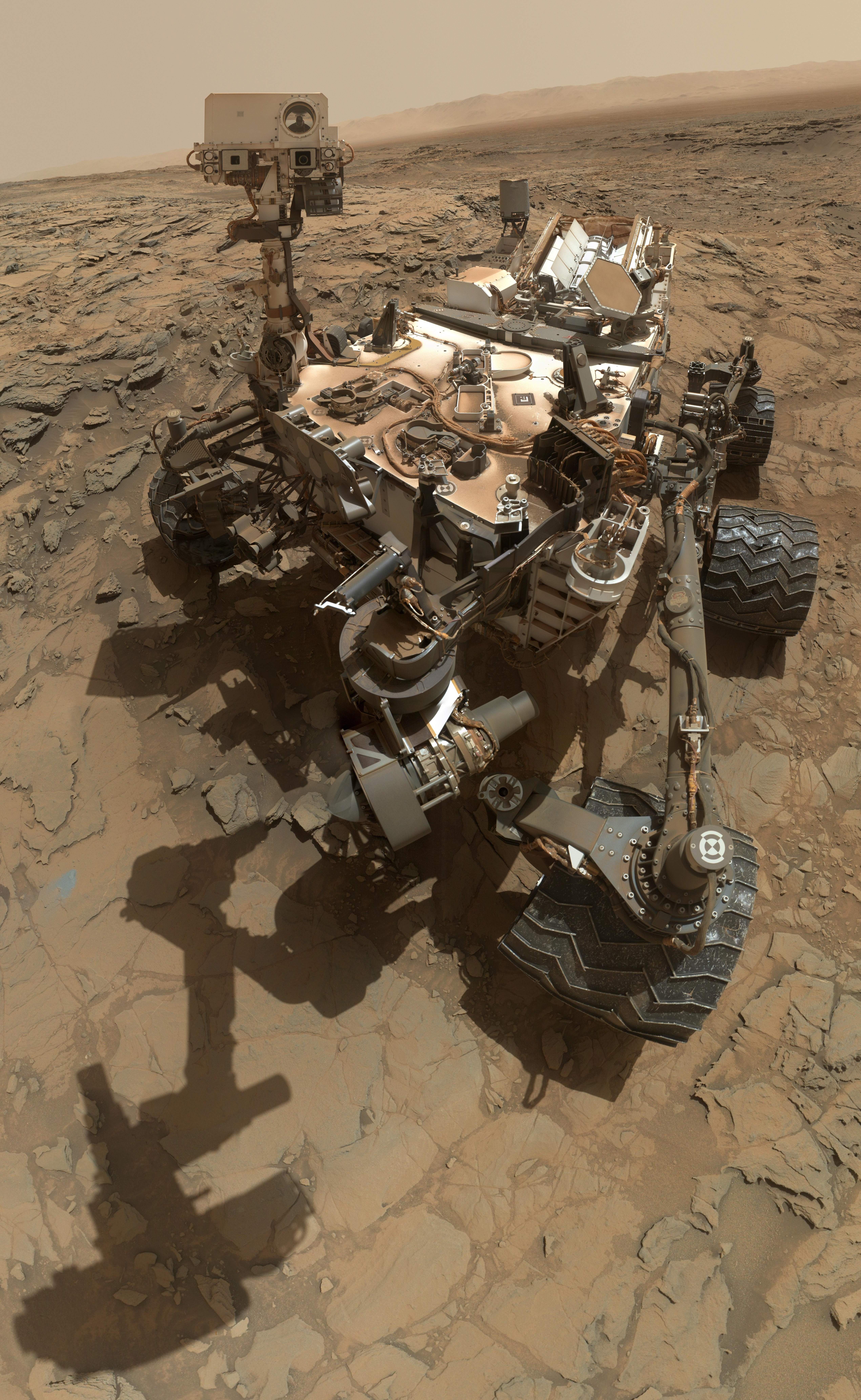
Peu après le forage de Big Sky dans la couche géologique Stimson (6 octobre 2015 sol 1126)
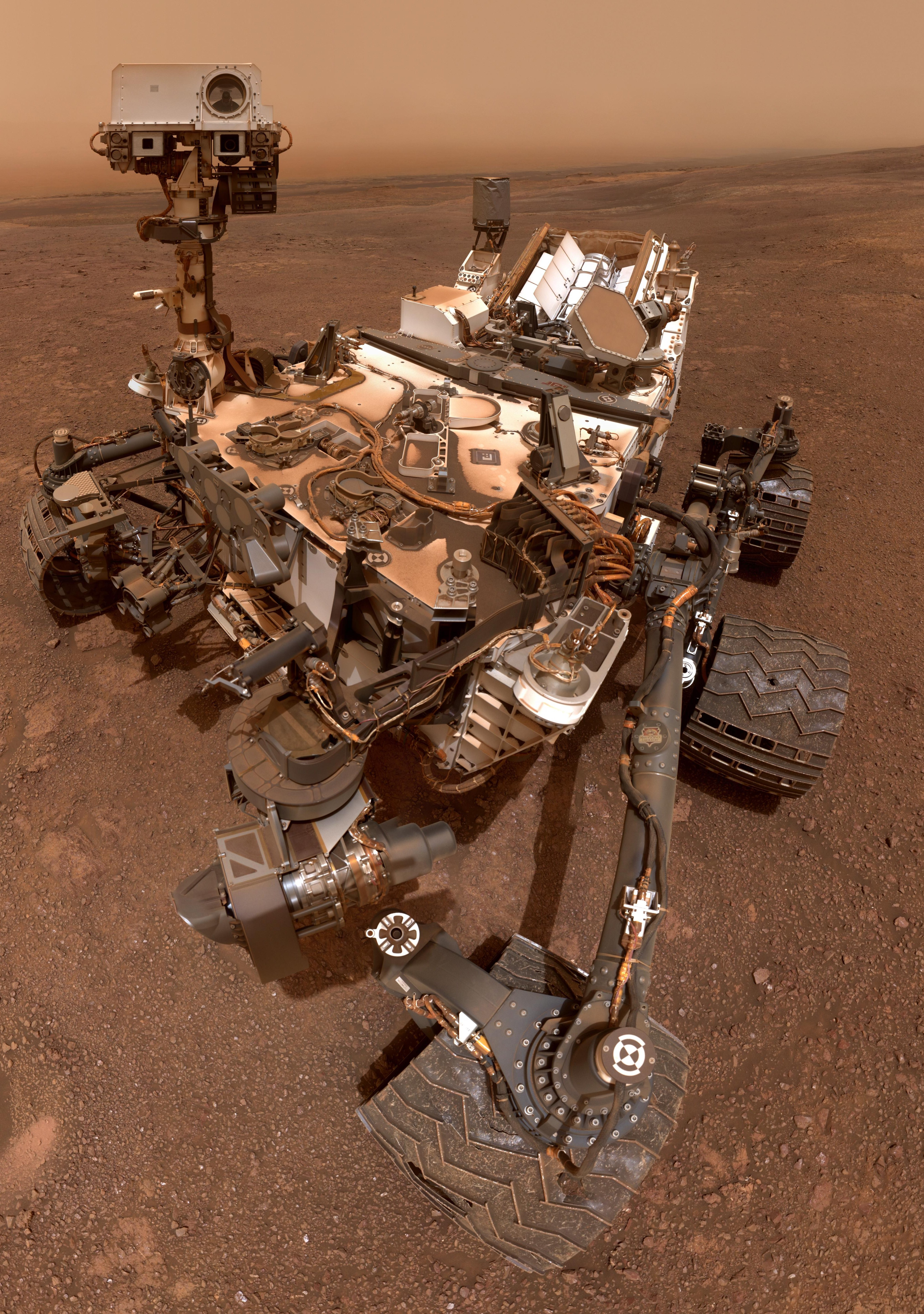
"VeraRubin" (Janvier 2019) (mars-curiosity-rover-okoruso-drill-hole-self-portrait-pia20602-pia20603.gif)